# Seznam Sithů
Toto je seznam Sithů ze světa Star Wars.

## Doba Starého sithského impéria
Temní Pánové žijící v dobách Impéria od 6900 BBY po 5000 BBY.

### Ajunta Pall
Ajunta Pall byl vůbec první Temný Pán ze Sithu. Vyrobil smrtelně mocný a nebezpečný meč, který údajně přivodil jeho pád. Vyskytl se pouze ve formě ducha v počítačové hře Star Wars: Knights of the Old Republic.
Původně to byl Jedi, jenž později získal titul mistra a pustil se do hlubšího zkoumání Síly. Během svého bádání se ponořil do umění alchymie, jež ho přivedla k poznání tajemství o stvoření a formování života, a tak začal využívat Sílu, aby tyto procesy ovládl. Jenže Řád Jedi takové využití Síly považoval za ohavné a učinil opatření k omezení takových praktik. Rada Jediů nakonec toto učení Palla zcela zakázala, protože se jí zdálo nasáklé Temnou stranou Síly.
Ajuntu Palla i jeho učedníky toto rozhodnutí zaskočilo a urazilo, a proto řádu vyhlásili válku, jež vešla do dějin jako „Druhé velké schizma“ neboli Stoletá temnota. Během celého století se zdokonalil v užívání Síly, prodloužil si život a v rozhodující bitvě o Corbos v roce 6 900 BBY sám porazil více než tucet Jediů. Přesto byl nakonec poražen a postaven před soud Rady Jedi. Se svými temnými Jedi byl zbaven všech titulů a zbraní a všichni byli vypovězeni za hranice Republiky.
Se svými následovníky cestoval nahodile ve Vnějším pásu v tehdy neprobádaných oblastech galaxie, až nalezli Korriban, kde objevili Sithy, zaostalé plemeno ovládající temnou stranu Síly, kterým vládl král Hakagram Graush. Sithové nově příchozím nejprve odolávali, ale Ajunta Pall získal na svou stranu Graushovu „stínovou“ ruku, což vedlo nakonec ke Graushovu zajetí a Pall ho popravil jeho vlastním mečem. Sithové posléze obdivovali znalosti temných Jediů o Síle, jejich vesmírné lodě a výbavu, tedy je uznali za své bohy. Pall i jeho následovníci jim začali vládnout a Palla Sithové nazvali Jen'ari, což znamená doslova „Temný pán“.
Coby vládce Korribanu zmodernizoval své Impérium a sithskou civilizaci rozšířil i do okolních světů. Pall se usadil na mrazivé planetě Ziost, kterou Sithové už jednou kdysi kolonizovali, a učinil z ní metropoli své říše. Odtud vládl Impériu ještě několik desetiletí, až nakonec zemřel. Byl pohřben v Údolí Temných Pánů na Korribanu dle sithské tradice, společně se svým prokletým mečem a s dalšími artefakty. Po něm Impériu vládla neznámá osoba.
Jeho duch však nenalezl klid a zůstal uvězněn v jeho vlastní hrobce v důsledku jeho experimentů se sithskou alchymií. Po téměř třech tisíciletích začal zpochybňovat vlastní skutky coby Temného pána, zvláště když byl svědkem pádů a zrad jeho nástupců. V roce 3 956 BBY do jeho hrobky vnikl Revan, aby našel Pallův prokletý meč ve snaze zajistit si prestiž v akademii Sithů. Revanovi se zjevil, aby mu pověděl o smutku a o hanbě, kterou cítí, a že Jedie neviní ze zničení sithské civilizace ve Velké hyperprostorové válce, kterou zpovzdálí sledoval. Byl přesvědčen, že jeho nástupci zničili sami sebe neustálými rozbroji a nedůvěrou. Revana, jenž Ajuntu Palla přesvědčil k odvržení temné strany Síly a k návratu ke světlu, jež ukončí jeho utrpení, varoval, aby si nebral jeho meč, který byl příčinou jeho smrti. Pallův duch souhlasil s návratem ke světlu a splynutím se Silou nalezl konečně klid. Revanovi před zmizením svého ducha ještě prozradil mlhavě informaci o skrytém zdroji moci Sithů.
| Temný Pán ze Sithu                            | Temný Pán ze Sithu     | Temný Pán ze Sithu                    |
| --------------------------------------------- | ---------------------- | ------------------------------------- |
| Předchůdce: Hakagram Graush (jako král Sithů) | 6 900 BBY Seznam Sithů | Nástupce: neznámý, nakonec Tulak Hord |

### Tulak Hord
Tulak Hord byl Temný Pán ze Sithu, který vládl Sithskému impériu někdy v období před 5500 BBY. Byl poprvé představen ve hře Star Wars: Knights of the Old Republic jako dávný vládce Impéria, jenž nakonec spočinul v Údolí Temných Pánů na Korribanu. Více detailů o jeho životě prozradila až hra Star Wars: Knights of the Old Republic II: The Sith Lords, v níž ho Kreia označila za jednoho z nejlepších bojovníků se světelným mečem všech dob. Pravila: „Jeho umění bylo považováno za pozoruhodné dokonce i v jeho době, kdy žilo mnoho skutečně nejlepších mistrů v boji se světelnými meči... Zato my jsme jen jako děti hrající si s hračkami v porovnání se zdatností dávných mistrů.“ Další detaily přinesla až hra Star Wars: The Old Republic, v níž docházelo k intenzivnějšímu průzkumu sithských dějin.
Už jako velmi mladý byl známý a obávaný pro své mistrovské umění zacházení se světelným mečem, přestože panovalo přesvědčení, že v době jeho života Sithové ještě světelné meče nepoužívali. Stal se legendou po duelu se svým rivalem Khem Valem, jenž se později stal jedním z Tulakových nejoddanějších spojenců. Společně prosluli při potlačování povstání na planetách Yn a Chaboosh, jež byly v 6.-7. tisíciletí BBY i přes vzdálenost od Ziostu pod vlivem Impéria. Odboji na Chabooshi pomáhali po ztrátě Ynu i Jediové planetární blokádou, ale ty Hord rozdrtil tak efektivně, že se Republika ani řád nikdo nedozvěděl, co se stalo. Během bitvy Horda oslovil sithský válečník Aloysius Kallig, který toužil Hordovi sloužit, ten však odmítl. Uražený Kallig vyzval na souboj a porazil jednoho z Hordových generálů , čímž si vysloužil Hordovu náklonnost a místo v jeho armádě, kde vybojoval několik cenných vítězství. Tulak Hord si pomáhal svými pokročilými znalostmi sithské alchymie a několikrát provedl rituál sání Síly z nepřátel. Byl znám nejprve pod titulem Pán nenávisti, později vystoupal až do pozice Temného Pána ze Sithu s pověstí toho, kdo nebyl v bitvě nikdy poražen.
Obával se však Kalligova rostoucího vlivu, proto se ho zbavil atentátem. Během své vlády prohluboval znalosti Temné strany Síly a sepsal mnoho odborných manuskriptů, knih. Sestrojil si holokron a říkalo se, že věděl, jak si zajistit věčný život. Své nejcennější spisy tedy ukryl na tajná a těžko dosažitelná místa, aby se k nim dostal jen ten, kdo je jeho znalostí hoden (jediná taková známá osoba je jeho vlastní učedník Ortan Cela). Dobyl pro Sithské impérium přes sto světů, včetně záhadného Dromundu Kass. Ke konci života poctil svého věrného spojence Khem Vala úkoly, jež má vykonat v daleké budoucnosti. Umístil ho proto do stáze v jeskyni, jež byla o staletí později přestavěna na hrobku Nagy Sadowa. Nedlouho poté ale Tulaka Horda zavraždil zákeřně bodnutím zezadu jeho učedník Ortan Cela. Zdali se jeho učedník stal novým Temným pánem ze Sithu, není známo. Spočinul v hrobce v Údolí Temných Pánů na Korribanu, kde jeho tajemství a černou masku s trojicí vzácných druhů krystalů do světelného meče chránilo velké množství pastí.
Zůstalo po něm mnoho svitků o moci Temné strany a holokron, z nichž byla většina při bombardování Korribanu po Velké hyperprostorové válce ztracena nebo zničena, stejně jako většina informací o jeho činech. Hordův světelný meč byl nalezen až kolem roku 3678 BBY příslušníkem temné rady Sithů Darth Marrem na planetě Dromund Fels.
| Temný Pán ze Sithu                      | Temný Pán ze Sithu        | Temný Pán ze Sithu                     |
| --------------------------------------- | ------------------------- | -------------------------------------- |
| Předchůdce: neznámý nakonec Ajunta Pall | c. 5 500 BBY Seznam Sithů | Nástupce: neznámý nakonec Marka Ragnos |

### Marka Ragnos
Marka Ragnos byl dávný Temný Pán ze Sithu, jenž byl poprvé představen v komixu Tales of the Jedi: The Golden Age of the Sith, kdy byl se všemi poctami pochován po stoleté vládě. Od té doby byl přítomen jen ve formě ducha, například v díle Tales of the Jedi: Dark Lords of the Sith. Přestože se jedná o jednoho z nejvýznamnějších Sithských lordů, neobjevil se nikdy v žádném díle s tematikou Star Wars, kde by byl naživu.
Byl sithsko-lidský kříženec, tedy přímým potomkem temných Jediů vedených Ajuntou Pallem. Narodil se mnoho let před rokem 5100 BBY, kdy zemřel tehdejší Temný Pán ze Sithu. Patřil mezi nejobávanější a nejrespektovanější sithské lordy, a tak nakonec postoupil ve společenském žebříčku Sithů na nejvyšší pozici. V roce 5100 BBY se mu v souboji jako jediný postavil pouze Simus, jehož Ragnos v duelu se světelnými meči porazil zkrácením o hlavu. Ragnos tak získal titul Temného Pána ze Sithu. Simus však dokázal přes ztrátu celého zbytku těla přežít ve zvláštní nádrži ještě následujících sto let.
V brutální kampani odstranil své další odpůrce. Využíval metody, kdy své nepřátele poštvával proti sobě a metodou rozděl a panuj si zajistil, aby nikdo nezpochybnil legitimitu jeho železné vlády, která trvala úctyhodných sto let. Během té doby sepsal několik důležitých dokumentů, mezi nimi i „epistel“ a vyrobil žezlo, s jehož pomocí dokázal absorbovat moc Temné strany Síly z různých zdrojů a předávat ji ostatním, i těm, kdo Silou nevládne. Na začátku vlády se na něj obrátil na 13letý Sith jménem Tenebrae, jenž toužil stát se jeho učedníkem. Ragnos sice jeho žádost odmítl, přesto na něj hoch udělal dojem, a tak ho jmenoval vládcem Medriaasu, udělil mu titul Sithský lord a nové jméno Vitiate.
V roce 5000 BBY zemřel přirozenou smrtí a byl se všemi poctami pohřben na Korribanu v Údolí Temných Pánů. Jeho smrt znamenala konec éry zvané Zlaté období Sithů. Ihned po jeho pohřbu totiž povstali dva velcí rivalové Naga Sadow a Ludo Kressh. Ragnosův duch jejich souboj pozoroval, ale oběma se pak zjevil, aby jim připomněl slávu Impéria a nejistou budoucnost. Oba však nadále soupeřili o moc a prohráli kvůli tomu Velkou hyperprostorovou válku, čímž způsobili zánik Impéria. Duch Ragnose pak mohl jen odpočívat ve své hrobce na Korribanu.
Až teprve v roce 3996 BBY jeho ducha nechtěně probudili padlí Jediové Exar Kun a Ulic Qel-Droma, kteří zápasili na světě Císařovny Tety o moc a použili jeho staré talismany. Po neúspěchu Sadowa a Kresshe tentokrát vyřešil spor mezi oběma potenciálními pokračovateli Sithského impéria direktivněji: Exara Kuna jmenoval Temným pánem ze Sithu a Ulica Qel-Dromu jeho učedníkem. Ani oni nakonec neuspěli, pouze rozvrátili celou galaxii. Podobně nakonec o další stovky let později selhal i jeho někdejší chráněnec lord Vitiate, jenž rozpoutal galaktickou válku, během níž Ragnos svého ducha přesunul na měsíc Yavin 4. V době po 100 BBY vstoupil do Ragnosovy hrobky na Korribanu Darth Plagueis, jenž se domníval, že duchové Temných pánů nejsou skuteční. O opaku se ho Ragnos snažil přesvědčit svým zjevením na jeho lodi a varoval ho před znevažováním dávných tradic. Neodpověděl však na Plagueisovy dotazy a jen v kouři zmizel. Tuto zkušenost svého mistra popsal později Darth Sidious ve svém díle Kniha Sithů: (Book of Sith).
V roce 14 ABY se v jeho hrobce shromáždil kult zvaný „Učedníci Ragnose“, vedený Tavionou Axmis, jež byla Desannovou učednicí. Nalezla staré Ragnosovo žezlo schopné vysávat Sílu a předávat ji ostatním, takže posílila své spojence a veškerou moc hodlala využít ke vzkříšení tohoto Temného pána. Luke Skywalker a Kyle Katarn dokázali s novým řádem Jedi Učedníky Ragnose včas odhalit. Jaden Korr při bitvě o Korriban vstoupil do Ragnosovy hrobky konfrontovat Axmis, ale pozdě, neboť ta mezitím vyvolala Ragnosova ducha, který ovládl její tělo. Přesto dokázal Korr tohoto reinkarnujícího se Temného Pána porazit. Jeho ducha zneškodnil a zapečetil do jeho sarkofágu. Ragnos v křiku přísahal, že se jednou stejně vrátí.
| Temný Pán ze Sithu                     | Temný Pán ze Sithu               | Temný Pán ze Sithu   |
| -------------------------------------- | -------------------------------- | -------------------- |
| Předchůdce: neznámý nakonec Tulak Hord | 5 100 BBY–5 000 BBY Seznam Sithů | Nástupce: Naga Sadow |

### Naga Sadow
Naga Sadow [výslovnost: Naga Sadou] byl Temný Pán ze Sithu, poprvé představen v komiksu Tales of the Jedi: Dark Lords of the Sith, jak rozpoutal konflikt Velká hyperprostorová válka, jež spolu s konfliktem s Ludo Kresshem znamenala zkázu Starého sithského impéria. Jeho činy byly mnohokrát citovány v sérii her Knights of the Old Republic.
Naga Sadow se narodil na Ziostu coby kříženec Sitha a člověka, tedy byl přímým potomkem temných Jediů Ajunty Palla. Přestože v jeho krvi kolovala pouze minimální sithská složka, měl paradoxně ze všech hybridů nejvíce sithských vizuálních vlastností jako červenou kůži a chapadlové výrůstky na obličeji. V mládí podstoupil trénink u mistra Simuse, někdejšího rivala Temného Pána ze Sithu Marky Ragnose a už v té době si vybudoval nepřátelství s Ludo Kresshem. Před rokem 5 000 BBY se mu povedlo usednout v desetičlenné Sithské radě. Sadow v ní prosazoval expanzní politiku a budoval si soukromou armádu. Kromě toho si zřídil tajnou základnu na odvrácené straně měsíce Khar Shian, obíhajícího Khar Delbu, které oficiálně vládl. Zde prováděl experimenty a zabýval se hledáním ztraceného Muurova talismanu, jenž měnil lidi v ohavné zrůdy rakghouly, ten však nenašel, ani nikdo jiný.
Po Ragnosově smrti se prohlašoval za jeho nástupce, čemuž se stavěl Kressh. Ten vyčetl Sadowovi zneuctění Ragnosovy památky pozdním příletem na Korriban a přímo při pohřbu se utkali v boji. Oběma se zjevil duch Ragnose, jenž je poučil o slávě Impéria a jeho nejisté budoucnosti. Poté přímo do Údolí Temných Pánů přistála loď dvou prospektorů Gava a Jori Daragonových z Republiky s příslibem budování výnosných obchodních vztahů. Oba ale byli zatčeni a zavlečeni na Ziost. Na zasedání Sithské rady se rozhodovalo o jejich osudu. Kressh navrhoval jejich popravu, zatímco Sadow spolu s mistrem Simusem v nich viděli příležitost k expanzi Impéria, když z jejich lodi získal mapu Republiky i hyperprostorové souřadnice. Vyhrocené hlasování ale vyhrál Kressh, s čímž se Sadow nesmířil a oba vězně s pomocí jejich zabavených vlastních zbraní dal oba potají osvobodit tak, aby to vypadalo, že za tím stojí tajná záchranná operace Republiky. Blasterem zabil všechny včetně Simuse, schválně zanechal důkaz svého činu na místě, a Gava s Jori ukryl na Khar Delbě. Tyto události vedly k tomu, že se Sithská rada přiklonila ve věci na jeho stranu. Sadow předstíral šok ze smrti svého mistra, požadoval odvetný úder a okamžité zvolení nového Temného Pána ze Sithu. Osm členů mu dalo svůj hlas, jen Ludo Kressh ne.
Sadow oba Daragonovy rozdělil a z Gava učinil svého učedníka, zatímco Jori schoval na tajnou základnu, kam dal svými massassiji vyzbrojenými republikovými zbraněmi dopravit jejich Starbreaker 12. Na Sadowův příkaz tam zanechali jeho emblém jako past na Kresshe, který poté přispěchal na Khar Delbu s dalšími dvěma Sithskými lordy a mnoha bombardéry za zády. Sadow před vystrašenou Jori předstíral paniku, aby ji přiměl nastoupit do její vesmírné lodi (kam předtím dal nainstalovat sledovací zařízení) a vrátit se domů bez bratra. Jakmile massassijové potvrdili, že je pryč, vydal své armádě pokyn obklíčit Kresshovu flotilu a zničit ji, k čemuž vyslal signál těm, kteří předstírali loajalitu Kresshovi, aby zabili jeho kapitány lodí. Kressh byl v bitvě poražen a zmizel. Sadow přiměl Gava pomoci mu svými znalostmi s invazí do Republiky a zanedlouho se nad Khar Delbou znovu objevila Kresshova vlajková loď, odkud Kressh přednesl Sadowovi ultimátum. Gavovi poručil stisknout tlačítko na stěně, aby předem připravená past způsobila zničení lodě. Gav v šoku, že někoho zabil, propadl Temné straně Síly a Sadow se pustil do přípravy celé sithské flotily na invazi. Brzy byla flotila shromážděna včetně obávaného generála Shara Dakhana, jemuž Sadow svěřil velení, a invaze mohla být zahájena.
Gavovi (ač bez válečných zkušeností) svěřil velení nad vlajkovou lodí dobývající jeho vlastní domov Koros Major a Sadow se zavřel do meditační sféry na oběžné dráze veleobra Primus Goluud. Tak byla zahájena Velká hyperprostorová válka. Sadow také nařídil jiné doprovodné mise, jedna z nich skončila neúspěchem a vznikem sithské kolonie na Keshi mimo území Impéria, jež si říkala „Ztracený kmen.“ Sadow svou bojovou meditací, jež tvořila iluze daleko početnější armády, ochabil odhodlání nepřítele a Republika málem ztratila svou metropoli Coruscant. Téměř dobyli i Kirrek, jenže Gav po setkání se svou sestrou prozřel, opustil bojiště a odletěl na Goluudu, kde vypálil salvu do Sadowovy meditační sféry, aby odstranil výhodu Sithů na všech třech frontách, jež se velmi brzy změnila v nevýhodu. Sadow ho nalákal do meditační sféry vyříkat si to osobně, jenže Sithský lord tam Gava zamkl za trest za jeho zradu. Gav do soustavy pozval armádu císařovny Tety, načež zpoza tohoto rudého obra Sadow použil tajnou zbraň, aby ho přeměnil v supernovu. Gav těsně před smrtí dal císařovně Tetě souřadnice do Impéria s informací, že je nyní slabě bráněno.
Sadow se vrátil na Korriban se zbytkem, kde na něj čekal Ludo Kressh, jenž ho mezitím sesadil z pozice Temného Pána ze Sithu a prohlásil se jím sám. Krátkou bitvu Sadow ukončil posláním do Kresshovy vlajkové lodi jeden z vlastních poškozených křižníků. Krátce poté ale musel čelit koroské flotile, jež přiletěla na Gavovo doporučení ihned. Neměl proti nim šanci, i když mu zbytky Kresshových jednotek přísahaly věrnost. Sadow nechal na bojišti většinu jednotek a s poškozenou vlajkovou lodí Corsair uprchl, přičemž přeměnil superzbraní v supernovu hvězdu Denarii, aby zahladil stopy a zničil pronásledovatele. Naga Sadow dorazil se svými nejvěrnějšími massassiji na měsíc Yavin 4, kde je sithskou alchymií geneticky upravil. Ti ho pak fanaticky uctívali a vystavěli mu v džunglích velké chrámy. V jednom z nich ukryl svou vlajkovou loď Corsair a dále pracoval na poli sithské alchymie a na dalších přípravách pro svůj návrat. Po několika desetiletích se ubral do spací komory, aby vyčkal ve stázi několik set let, než na uplynulý konflikt bude zapomenuto a než se objeví vhodný učedník.
O 600 let později na Yavin 4 přišel padlý Jedi Freedon Nadd, Sadowův vysněný učedník. Nadda naučil vše o sithské alchymii, ale byl právě jím nakonec zabit. O nějaký čas později byla na Korribanu zbudovaná jeho hrobka, ačkoliv pohřben byl ve skromné kryptě na Yavinu 4.
| Temný Pán ze Sithu       | Temný Pán ze Sithu                 | Temný Pán ze Sithu    |
| ------------------------ | ---------------------------------- | --------------------- |
| Předchůdce: Marka Ragnos | 5 000 BBY - 4 400 BBY Seznam Sithů | Nástupce: Ludo Kressh |

### Ludo Kressh
Ludo Kressh byl samozvaný Temný Pán ze Sithu, jenž v komiksu Tales of the Jedi: The Golden Age of the Sith vystupoval jako rival Nagy Sadowa a jehož konečný osud byl představen v díle The Fall of the Sith Empire. Od té doby upadl do zapomnění, ovšem ve hře Star Wars: Knights of the Old Republic II: The Sith Lords byla objevena jeho narychlo zbudovaná hrobka v hlubinách korribanských jeskyň s jeho ostatky. Další detaily o Ludo Kresshovi přinesla počítačová MMORPG Star Wars: The Old Republic. V roce 2008 bylo jeho jméno zařazeno do díla The Complete Star Wars Encyclopedia.
Ludo Kressh se narodil na světě Rhelg v prostoru ovládaném Sithy jako kříženec sitha a člověka, tudíž patřil mezi přímé potomky temných Jediů Ajunty Palla. V mládí objevil svůj talent v ovládání Síly a od nuly se vypracoval na pozici mocného a váženého sithského lorda, zasedajícího v Temné radě na Ziostu, kde si našel rivala v osobě ambiciózního Nagy Sadowa. Je známo, že měl minimálně jednoho syna jménem Elcho Kressh. Volný čas trávil ve své hlavní pevnosti na Rhelgu vynalézáním přístroje sithské alchymie, který by ochránil jeho syna. Byl známý tím, že jako otroky využíval pouze lidi, ke kterým se občas choval krutě, zvláště když se opil. Přesto měl oblíbenou otrokyni jménem Seelah.
Když v roce 5000 BBY zemřel Marka Ragnos, byl při pohřbu na čestné stráži a vykonal tradici předat Ragnosovu helmu symbolizující vítězství do sarkofágu. Sadowovi, jenž dorazil na obřad pozdě, Kressh vyčetl zneuctění památky zesnulého Temného pána ze Sithu a oba se bili meči přímo před hrobkou, přičemž si od Sadowa vyslechl výtku o svém zpátečnictví. Boj ukončil duch Marky Ragnose, jenž je varoval před nejistou budoucností Impéria a vyzval je k jednotě. Ihned poté přistála do Údolí Temných Pánů malá loď se dvěma republikovými prospektory Jori a Gavem Daragonovými, které sithové zatkli. Temná rada na Ziostu rozhodovala o jejich osudu a Kressh požadoval jejich okamžitou popravu, neboť považoval „znovuobjevenou“ Republiku za hrozbu pro Impérium a tyto dva za předvoj invaze. Sadow a jeho mistr Simus je však chtěli využít k expanzi Impéria. Přes noc někdo oba vězně vysvobodil, mistr Simus byl zavražděn, zdánlivě republikovými agenty, což Kresshe i zbytek Temné rady rozhněvalo. Na dalším jednání se rozhodlo, že Republiku je třeba zlikvidovat a ke Kresshově nelibosti byl Naga Sadow zvolen Temným pánem ze Sithu. Kressh znechucen odešel a zpochybnil Sadowovy plány.
Kressh z opatrnosti poslal na Ziost massassijské stráže, aby dohlédl na loď Starbreaker 12, ale ta byla ukradena. Kressh při ohledání mrtvých stráží zjistil, že to nebyla práce Republiky, ale Sadowa a jeho massassijů. Také mu došlo, že Daragonovy vysvobodil rovněž Sadow, aby si našel záminku k invazi do Republiky a hlavně aby se podvodně dostal k titulu Temný pán ze Sithu. Zorganizoval trestnou výpravu na Khar Delbu a při bitvě byla jeho armáda obklíčena. Navíc ho Sadow informoval, že zaútočil na falešnou základnu. Sadowovi špehové v Kresshově armádě zabili důstojníky a šokovaný Kressh se rychle se zbytkem flotily stáhnul. Tímto fiaskem však Kressh legitimizoval Sadowovu pozici, který svolal na Khar Delbu jednání Temné rady, kam Kressh poslal svou vlajkovou loď s nahrávkou, kde varoval, že jim invaze do Republiky přinese zkázu. Sadow loď s pohrdáním dal zničit a domníval se, že Kressh na ní zahynul. Ten však ve skutečnosti ve stínech vyčkával na příležitost.
Sadow mezitím rozpoutal Velkou hyperprostorovou válku, z níž odešel poražen, a Kressh mezitím získal podporu těch, kteří neodešli válčit. Prohlásil se Temným pánem ze Sithu sám a postavil flotilu na likvidaci navrátivšího se Sadowa. Svému synovi Elchovi ale zakázal účastnit se převratu, protože pro Kresshe bylo bezpečí jeho potomků na prvním místě. Kressh prohlásil Sadowa za sesazeného, vyhnaného a za největší hrozbu, jaké kdy Sithové čelili. Sadow však i se zbytkem své flotily dokázal Kresshově vzpouře vzdorovat. Když byl Sadow už téměř poražen, svou porážku dokázal přetavit ve vítězství posláním jedné z poškozených lodí v sebevražedném útoku na Kresshovu vlajkovou loď. Kressh se ještě před kolizí pokusil zachránit si život vyjednáváním, ale Sadow ho neušetřil.
Byla to nejkratší vláda Temného pána ze Sithu v historii. I když Kressh zemřel ve vesmíru, byly jeho ostatky a meč jeho věrnými nějakým způsobem zachráněny a uloženy do narychlo vytesané hrobky hluboko v shyracké jeskyni v Údolí Temných Pánů na Korribanu. Vzhledem k tomu, že krátce po jeho smrti byly zbytky armády Sithů a Impéria totálně zlikvidovány republikovou flotilou pod velením císařovny Tety, byla poloha jeho hrobky zapomenuta. Objevila ji o víc než 1000 let později Vypovězená, která si prohlédla jeho mumii a vzala si jeho meč.
| samozvaný Temný Pán ze Sithu proti Nagovi Sadowovi | samozvaný Temný Pán ze Sithu proti Nagovi Sadowovi | samozvaný Temný Pán ze Sithu proti Nagovi Sadowovi |
| -------------------------------------------------- | -------------------------------------------------- | -------------------------------------------------- |
| Předchůdce: Naga Sadow                             | 5000 BBY Seznam Sithů                              | Nástupce: znovu Naga Sadow, nakonec Freedon Nadd   |

## Doba sithských válek
Temní páni žijící v období Sithských válek nebo těsně před nimi či po nich, v době od 4015 BBY po 3951 BBY.

### Freedon Nadd
Freedon Nadd se poprvé vyskytl jako duch v komiksu Knights of the Old Republic z roku 1993 i v dalších dílech série jako ústřední záporná postava. Zprvu nebylo o tomto temném pánovi mnoho známo, ale jeho životní příběh byl objasněn v roce 1996 v knize Tales of the Jedi Companion. Později byly Naddovy ostatky znovu součástí dění ve hře Star Wars: Knights of the Old Republic II: The Sith Lords. V roce 2008 byly Naddovy činy zahrnuty v díle The Complete Star Wars Encyclopedia. Zemřel jako král Onderonu a měl na něj vliv i několik staletí po smrti. Přes svou touhu po moci nikdy nedobýval galaxii.
Žil 600 let po Velké hyperprostorové válce a studoval v chrámu Jediů na Ossusu. Mistři oceňovali jeho ohromující schopnosti, otevřenost i smysl pro harmonii Galaxie a za svého žáka si ho vybral i legendární Odan-Urr Jenže velký test však nezvládl. Nezkrotil svou pýchu a aroganci, když byl jako padawan pozván na ceremoniál udělení titulu Jedi, kde pouze jemu nebyl přiznán. Pro Nadda to byla velká rána a nedokázal to pochopit. Vyhledal svou mistryni Jedi Mattu Tremayne, jež v ossuských zahradách cvičila se světelným mečem jiné padawany. Po půl hodině, kdy si ho vůbec nevšímala, dal volný průchod emocím, ale Tremayne ladně nastavila světelný meč pár milimetrů od jeho krku. Ale pak ho zase ignorovala, tak naštvaně odešel. Mistryně ho zavolala zpět a informovala ho, že musí sám zjistit, co musí udělat a díky poučení z toho poté titul Jedi získá. Nadd ve zlobě prohlásil, že bude nejmocnějším Jediem v dějinách, který nepotřebuje mistry. Mistryně Tremayne znovu zapnula světelný meč a vyzvala ho na souboj, aby dokázal, že takovou moc skutečně má. Porazil ji, ale při posledním úderu při pohledu do jejích očí si uvědomil, že je již naprosto vyrovnaný a celý duel byla jen další zkouška. V ten moment ale nedokázal svou čepel zastavit a zabil ji. Mistryně splynula se Silou. Z její smrti byl zdrcen a nahromadil se v něm vztek na ostatní mistry, že zvolili špatnou metodu jeho testování. Došel k závěru, že si za to jeho mistryně mohla sama, a že se ho ostatní mistři snažili vyštvat z řádu. Se zatemněnou myslí opustil Ossus a vydal se do někdejšího Sithského impéria stát se velmistrem „bájné“ temné strany Síly.
Na světě Aschas Ree nalezl holokron dávného sithského krále Adase, v němž nalezl informace o sithech. Nikde je však nenalezl a zklamán dokonce zvažoval návrat k Jediům. Vše přehodnotil, když se dověděl o Temném Pánu ze Sithu jménem Naga Sadow. Na Yavinu 4 narazil na massassije, geneticky modifikované Sithy, kteří se ho pokusili zabít, ale ubránil se světelným mečem i mocí temné strany, kterou se naučil během cest ovládat. Massassijové uznali Nadda za osobu hodnou Sadowova odkazu a zavedli ho do chrámu, kde se setkal s probuzeným sithským pánem. Sadow usoudil, že je Nadd skutečně hoden nést odkaz Sithů, tak ho učinil svým učedníkem. Jednoho dne ale jeho trénink zastavil, protože byl stále ještě Temným Pánem ze Sithu. Nadd byl toho názoru, že již zná vše, tak po sestrojení vlastního sithského holokronu Sadowa zabil a prohlásil se Temným Pánem ze Sithu sám.
Přestože toužil po pomstě na Jediích, věděl, že celý řád porazit sám nezvládne. Opustil Yavin a vydal se hledat další sithské artefakty a dle Adasova holokronu ztracený svět Onderon, obývaný primitivním společenstvím lidí. Svrhl existující vládce, prohlásil se za krále Onderonu, a přestože vládl krutě, lid Onderonu jeho učení přijal bez větších výhrad, neboť přinesl moderní zbraně a technologie, které pomohly chránit Iziz, jediné město na Onderonu, před ukrutnou onderonskou přírodou, zejména před bestiemi z měsíce Dxun. Později se zaměřil na své odpůrce, obviňoval je ze zrady a bavil se jejich necháváním napospas onderonské divočině vhozením za městské hradby. Někteří však přežili a na ochočených bestiích zachraňovali další. Tak vznikl národ jezdců, vzdorující Naddovi. Osedlaná zvířata nedokázala likvidovat ani onderonská armáda ani Temná strana Síly, a tak Zvířecí války trvaly i staletí po smrti temného pána. Jeho ostatky a artefakty byly uloženy do královské hrobky pod palácem, která kazila okolí temnou stranou Síly, aby si Nadd zajistil moc nad svými potomky při čekání na příležitost k návratu. Jeho duch jim ochotně radil a krále Ommina cvičil na Sitha. Jeho ženu Amanou díky jejímu zoufalství a depresím též přivedl k Temné straně Síly, aniž by si to sama uvědomila. Nadd je hodlal využít k vlastnímu vzkříšení, tedy chtěl, aby mu Ommin sithskou alchymií vytvořil nové tělo schopné pojmout jeho podstatu. Po letech ale museli Ommina kvůli špatnému zdraví upoutat na lůžko a vlády se chopila Amanoa, jež čelila další eskalaci Zvířecí války. Tento vývoj Nadda zklamal, a tak na čas zmizel.
Brzy zkusil znovu ovládnout Ammanou a namluvil jí, že padne ve Zvířecích válkách. Ta opět Nadda nemile překvapila, neboť se obrátila na Republiku, jež Onderon nedávno objevila, a na Jedie, kteří poslali padawany Ulica a Caye Qel-Dromovy a Totta Doneetu. Trojice jeho ducha nakonec odhalila díky princezně Galii, jež odmítla hrát Naddovu hru a zosnovala svůj vlastní únos, aby po ní Jediové pátrali a přiměla je s Amanoou vyjednávat. Amanoa ale vyvolala na pomoc ducha Nadda, čímž propadla temné straně Síly a v bitvě o Iziz se stáhla do Naddovy hrobky. Mistr Arca Jeth později svou přítomností potlačil Naddův vliv v Izizu, což Amanou zabilo. Jediové zorganizovali přesun Naddových ostatků na Dxun, ale umírající král Ommin znovu přivolal jeho ducha, pod obnoveným vlivem temné strany Síly náhle zesílil a uzdravil se, ale nadále hrál mrzáka. Vydal rozkaz tajné podzemní naddistické armádě vedené temným Jedi Warb Nullem zamezit přesunu ostatků. Dále zajal mistra Arcu Jetha, aby ho s pomocí Nadda, paralýzy a mučení obrátil na temnou stranu Síly. Plán zhatili bratři Qel-Dromovi voláním o posily Republice, a tak bylo Povstání Naddistů poraženo.
Mezitím se na Onderon dopravili dva rozmazlení mladí členové císařského rodu Satal a Aleema Ketovi, kteří založili pseudo-sithskou organizaci Krath, aby vyhledali krále Ommina, aby jim pomohl přečíst sithský rukopis, ukradený z coruscantského muzea. Naddův duch v nich spatřil potenciál nést sithské dědictví, a tak nadále nespoléhal na své potomky a svěřil sourozencům své artefakty a poslal je domů. Naddův duch zabil Ommina a Jediům oznámil příchod nového zlatého věku Sithů, ale Arca Jeth jeho duši navždy vypudil z Onderonu. Pohřbem jeho ostatků i ostatků Ommina a Amanoy na Dxun do hrobky z mandalorianské oceli se Jediové domnívali, že tamní divočina odradí vykradače hrobů. Mýlili se. Nadd se zjevil Ulicovi Qel-Dromovi, aby ho odradil plést se do záležitostí Sithů, avšak ten se ho pokusil zapudit. Sithský lord mu předpověděl osud o návratu Sithů s ním v čele a zase zmizel. Nadd se od té doby zjevoval už jen ve své hrobce a díky artefaktům i v soustavě císařovny Tety, kde podrobil své učedníky Satala a Aleemu Ketovy intenzivnímu výcviku v sithské alchymii a v manipulaci mysli. Tyto znalosti využili ke svržení svých rodičů z trůnu a nastolení brutální krathské diktatury. Vyhlásili svatou válku Republice a Jediům. Satal Keto dokázal při užití droidů během jediské konkláve na Denebě zabít Naddova nepřítele, mistra Arcu Jetha. Tím probudil hněv v Ulicovi Qel-Dromovi, jenž se infiltroval mezi Krathy, kde propadl temné straně Síly poté, co Satala zabil, přesně jak Nadd předpověděl.
Na Dxun zavítal další perspektivní padlý Jedi, Exar Kun. Probuzený Nadd v Kunovi ucítil neutuchající touhu po moci a identifikoval ho jako konečně toho pravého, kdo mu pomůže vrátit se mezi živé, a tak mu namluvil, že na Korribanu nalezne, co hledá. Tam Naddův duch navedl Kuna prostřednictvím triků na temnou stranu Síly a byl jím potěšen, tak nového učedníka nasměroval na Yavin 4, kde sledoval, jak Kuna zajali massassijští válečníci a jak ho obětovali obrovskému wyrmovi v jednom ze Sadowových chrámů. Kun na Naddovu radu Silou uchopil sithský amulet, aby se zachránil. Nadd byl opět potěšen, protože Kun prokázal ohromnou moc a talent k vykonání jeho reinkarnace. Exara Kuna však podcenil. Toho totiž přítomnost ducha Nadda dráždila natolik, že se rozhodl ho zbavit a nasměroval na něj energii z amuletu. Tím Naddova ducha nadobro zničil. Než bylo dokonáno, snažil se Nadd na poslední chvíli před Kunem varovat Satala a Aleemu Ketovi. Kunovi tím neopatrně odhalil jejich jména.
O téměř 50 let později v jeho hrobce prováděli nohsledi Darth Nihiluse obřad k ovládnutí zvířat na Onderonu, ale byli zastaveni společníky Vypovězené. O 3000 let později zde Darth Bane nalezl Naddův holokron, obsahující veškeré jeho znalosti ohledně sithské magie. Tyto informace pak využila Darth Zannah k porážce svého mistra a stala se dle Pravidla dvou jeho nástupkyní. Takovýmto způsobem Nadd i několik tisíciletí po své smrti ovlivnil vznik Řádu sithských pánů a přispěl tak k pádu Republiky, zničení řádu Jedi a vzestupu Palpatina.
| Temný Pán ze Sithu souběžně s izolovanou vládou Lorda Vitiate | Temný Pán ze Sithu souběžně s izolovanou vládou Lorda Vitiate   | Temný Pán ze Sithu souběžně s izolovanou vládou Lorda Vitiate |
| ------------------------------------------------------------- | --------------------------------------------------------------- | ------------------------------------------------------------- |
| Předchůdce: Naga Sadow (v opozici Ludo Kressh)                | 4400 BBY – cca 4350 BBY (jako duch až do 3997 BBY) Seznam Sithů | Nástupce: Exar Kun                                            |

### Exar Kun
Exar Kun byl Temný pán ze Sithu, který se poprvé objevil v knize Jedi Search od amerického spisovatele Kevina Jamese Andersona a stal se ústřední zápornou postavou v sérii Letopisech rytířů Jedi. Přestože byl nakonec poražen, následky jeho vlády si galaxie nesla po celá následující desetiletí v období starých sithských válek. Kunovi se totiž povedlo rozvrátit řád Jedi nikoliv jen hromadnou konverzí nespokojenců, ale i zničením akademie na Ossusu. Je též považován za konstruktéra prvního dvojbřitvého světelného meče.
Exar Kun studoval Sílu pod vedením mistra Jedi Vodo-Sioska Baase. Od samého začátku si vytkl za cíl být velkým Jediem a podřizoval tomu vše. Byl vynikající bojovník a ačkoliv byl pouze padawanem, byl si velmi sebejistý a cítil se být připraven na učení o Sithech a temné straně Síly. V roce 3997 BBY vnikl do Baasova domu a z jeho holokronu zjistil informace o Sithech a Freedonovi Naddovi, ale byl jím přistižen. Mistr Baas nařídil cvičné duely s dalšími padawany Cradem a Sylvar. Tu Kun urazil a poškrábala ho svými drápy v obličeji, načež se mu vysmála, že z něj nikdy Jedi nebude. Následoval duel s mistrem, v němž mu přelomil Silou posílenou hůl, a zjistil, že mu tempo jeho mistra nestačí, a tak ho opustil.. Vydával se za plnohodnotného Jedie a archeologa a odletěl na Onderon, kde právě skončila válka, a zaujaly ho artefakty Freedona Nadda. U mistra Arcy Jetha nepochodil, ale s dvěma naddisty odletěl na Dxun do hrobky Freedona Nadda. Zjevil sem mu Naddův duch, jenž ho nahlodal mocí temné strany a poslal ho se sithskými svitky na Korriban. V jedné z hrobek se chytil do pastí a Nadd ho přiměl podvolit se temné straně Síly ke své záchraně. Pak mu nařídil letět na Yavin 4.
Tam ho zajali Sadowovi Massassiové a hodlali ho obětovat obřímu wyrmovi. Kun na radu Naddova ducha využil sithský amulet k likvidaci toho obřího červa, čímž plně přijal svůj temný úděl a osvobodil se. Nadd byl spokojen, konečně našel, koho hledal pro své plány, ale Kun již měl jeho ducha a jeho testů dost, a tak proti němu obrátil moc amuletu a navždy ho zlikvidoval. Tak se stal novým Temným Pánem ze Sithu. Massassijům nařídil zbudovat další chrámy a sám se pustil do studia sithské alchymie, v obojím byl učiněn značný pokrok během pár měsíců. Zprovoznil Sadowovu starou mateřskou loď Corsair, v níž objevil celý archiv znalostí sithské alchymie, jíž modifikoval Massassije a stvořil ohavné terentateky.. Potom se vydal zlikvidovat ostatní Naddovy učedníky, které mu neopatrně vyzradil sám Nadd při svém zničení: Aleema a Satal Ketovi. Vypátral je v soustavě císařovny Tety a střetl se s Ulicem Qel-Dromou, který zabil Satala. Oba měli jeden ze Sadowových amuletů, které jim během boje s uvolněním energie ukázaly slávu starého impéria a vyvolaly ducha Marky Ragnose. Oběma vypálil na čelo znamení, přikázal obnovit „Zlatý věk“, Exara potvrdil jako Temného Pána ze Sithu a Ulica jmenoval jeho učedníkem.
Massassijové a Krathové tvořili základ Kunova impéria, ale nestačilo to, neboť napětí v galaxii stoupalo. Vypravil se tedy na Ossus, kde zabil mistra Odana-Urra a sebral mu sithský holokron. Dále brilantním projevem zlákal asi 20 mladých padawanů k hledání nové, nepoznané Síly, chlubil se zničením ducha Freedona Nadda, a připomínal nezdary Jediů z poslední doby. Ulic mezitím získal na stranu Sithů Mandaloriany. Ti spolu s Krathy utvořili devastující sílu, zvláště když se podařilo ukrást 300 republikových vesmírných bitevníků. Kun na Yavinu s Jedii, které odvedl z Ossusu a ovládl díky sithskému holokronu, založil Bratrstvo Sithů. Svým učedníkům nařídil pozabíjet své bývalé mistry a Ulic mezitím s Mandaloriany zbrkle zaútočil na Coruscant, kde byl zajat. Spolu s Mandalorem a Massassiji se proto Kun vydal na záchrannou misi a dorazili přesně na termín Ulicova soudu před Galaktickým senátem, kde svého žáka vysvobodil a v plamenném projevu označil Republiku za hroutící se instituci. Přitom zde zabil i svého jediského mistra Baase a následně s Ulicem odešel, aniž by je kdo zkusil zastavit.
Následkem toho zachvátila velkou část galaxie Velká sithská válka, kterou chtěl Kun rozhodnout zařízením schopném odpalovat celé hvězdy na Corsairu, kterému velela zrádkyně Aleema a temný Jedi Crado, jenž neuspěl v zabití mistra Thona, zatímco jiní pozabíjeli osm vysoce postavených mistrů Jedi. Corsair byl vyslán do soustavy Kemplex IX. Odpálení tamní hvězdokupy umožnilo útok přímo na Ossus a elegantně se zbavit Aleemy, protože taková série supernov zničila i Corsair samotný. Jediové začali evakuovat Ossus a Kun s Ulicem toho využili ke krádeži dalších jediských a sithských artefaktů. Kun se vrátil na Yavin 4 s plně naloženou lodí, ale Ulic byl zajat. Ten v hrůze pochopil, co všechno udělal, a zradil Exara Kuna. To znamenalo obrat ve válce.
Jakmile se Kun vrátil na Yavin 4, zjistil, že Mandaloriani neuspěli na Onderonu, a že se blíží republiková flotila. Neměl dost sil k odražení útoku celého řádu Jedi, proto se rozhodl provést velmi riskantní rituál k vlastní záchraně. Shromáždil všechny Massassije v chrámu jako krvavé obětiny. Nomi Sunrider ucítila, co Kun chystá, proto s ostatními mistry Jedi vytvořila Silovou bariéru okolo celého měsíce. Tím byl ducha Exara Kuna uvězněn v útrobách chrámu. Ten byl později pojmenován jako chrám Exara Kuna. Reakce energií rituálu s bariérou Jediů vedla ke spálení celéhopovrchu Yavinu 4. Brzy se složky Kunova impéria rozpadly a některé buňky se schovaly na světy někdejšího Sithského impéria. O dva roky později navštívil jeho chrám Ulic Qel-Droma, ale duch Kuna s hrůzou zjistil, že ho nemůže slyšet ani vidět, tedy ani mu sloužit.
Chrám Exara Kuna posloužil o čtyři tisíciletí později v roce 0 BBY rebelům jako základna pro boj s Palpatinovým Impériem. Zdrželi se jen krátce, avšak o rok později se tam vypravila corellijská archeologická expedice vedená profesorem Walterem Emanusem, která probudila jeho ducha a z mnoha výzkumníků vytvořil Kult Exara Kuna, ale díky zásahu profesora Cornelia Wagglehorna byl Kun umlčen. Když v roce 11 ABY založil Luke Skywalker jediské praxeum k obnovení řádu Jedi právě v Kunově chrámu, tak se znovu probudil a studenty Luka kazil temnou stranou, a zkusil to i na Luka samotného. Gantoris si díky znalostem Exara postavil vlastní světelný meč, ale když mu Exar ukázal svou pravou tvář, Gantoris ducha napadl a byl spálen zaživa. Kun poté začal kazit nového učně Kypa Durrona, až ho zcela svedl na temnou stranu. Kyp opustil akademii, aby vedl svou válku proti Impériu. Pak se na Yavin vrátil pro superzbraň, kde se mu postavil Luke. Exar svému učedníkovi pomohl zaklít Lukova ducha, aby se ocitl ve stejné sféře bytí jako Exar. I když se Exar snažil, nepodařilo se mu zabít Luka. Všichni Jediové na Yavinu spojili své síly, aby odhaleného ducha tohoto Sitha jednou provždy zničili. Pak nechali Exarův chrám zničit protonovými torpédy, aby odstranili jeho vliv navždy.
| Temný Pán ze Sithu spolu s učedníkem Ulicem Qel-Dromou. (souběžně s izolovanou vládou Lorda Vitiate) | Temný Pán ze Sithu spolu s učedníkem Ulicem Qel-Dromou. (souběžně s izolovanou vládou Lorda Vitiate) | Temný Pán ze Sithu spolu s učedníkem Ulicem Qel-Dromou. (souběžně s izolovanou vládou Lorda Vitiate) |
| --- | --- | --- |
| Předchůdce: Freedon Nadd                                                                             | 3997 BBY — 3996 BBY Seznam Sithů                                                                     | Nástupce: Darth Revan                                                                                |

### Ulic Qel-Droma
Ulic Qel-Droma byl rytíř Jedi, jenž propadl temné straně Síly a stal se učedníkem Exara Kuna. Poprvé se vyskytl v poznámkách (endnotes) Tom Veitch vysvětlujících pozadí příběhu Star Wars: Dark Empire a stal se jednou z ústředních postav (Jak kladnou, tak později zápornou) v komiksové sérii Letopisy rytířů Jedi.
Ulic se narodil spolu s bratrem Cayem na Alderaanu do rodiny mistra Jedi Lien-Tsai Qel-Dromy  a spojení se Silou měl i bratranec Duron Qel-Droma. Jejich rodiče je nakonec poslali na výcvik k mistrovi Arcovi Jethovi na Arkanii.
V roce 4000 BBY mistr Jeth pověděl svým třem padawanům (Ulic, Cay a Tott Doneeta) o potížích na Onderonu, jehož se stal jediským strážcem (watchman). Vyslal je tam na misi a velitelem byl Ulic. Při přistávacím manévru je napadli zvířecí jezdci a pak ještě jednou při audienci u královny Amanoy, kdy byla unesena její dcera Galia, a tak se za nimi vydali do džungle. Tam se vdávala za syna vůdce jezdců, válčících už po staletí proti královské rodině, kterou ovlivňoval duch Temného pána ze Sithu Freedona Nadda. Trojice padawanů souhlasila s tím temnou stranu Síly vykořenit. Ačkoliv se o to nejprve snažili mírovou cestou, rozhořela se tvrdá bitva o Iziz, když Amanoa vyvolala Naddova ducha. Zasáhl mistr Jeth, jenž byl zklamán, že Ulic nerozpoznal vliv temné strany hned po příletu, ale pomocí bojové meditace Jeth vyhrál bitvu a Amanoa zahynula v hrobce Nadda.
Následkem těchto událostí Ulic získal titul Jedi, ale mír netrval dlouho, neboť vypuklo povstání Naddistů vedené temným Jedi Warb Nullem. Díky Galii zjistili, že její otec Ommin je stále naživu, a mohl být zodpovědný za tuto událost. Po rozhovoru s Omminem se zjevil duch Nadda a zatímco Ulic chránil před Warbem Nullem Galii, Ommin s Naddem spoutali mistra Arcu Jetha a zmizeli s ním pryč. Přes tuto lapálii dokázal Ulic Warba Nulla a další Naddisty zabít. Mezitím ale Naddisté ovládli královský palác, a tak musel Ulic s Galií a ostatními Jedi uprchnout z Izizu, a rozhodl se požádat o posily. Těm velela Nomi Sunrider, kterou ale málem skolil vliv temné strany. Ulic vyzval ke zvratu a vpadli znovu do Iziz. Nomi identifikovala zdroj temné síly v králi Omminovi, a tak Ulic vedl útok a jeho světlá moc byla silnější, čímž Omminova mechanická podpora selhala. Zjevil se však Naddův duch, ukončil Omminovi život, a zmátl Ulica svým prohlášením.
Po skončení povstání zavládl na Onderonu konečně klid a Ulic se velmi sblížil s Nomi a s její dcerou Vimou. Musel opět do akce, když ho jmenovali strážcem soustavy Císařovny Tety, kde se kult temné strany Síly Krath chopil moci. Spolu šli pomoci silám vzdorujícím Krathům. Mezi Omminovými artefakty nalezl zvláštní amulet a znovu se zjevil duch Nadda. Ulica varoval, aby se nepletl do záležitostí temné strany Síly, a na Ulicův pokus o jeho zapuzení odpověděl, že bude jedním z nejznamenitějších. Co tím přesně myslel, nevysvětlil. Mezitím ale došlo k porážce povstalců a Kratové také zahnali s využitím sithských iluzí republikové lodě, navíc se Ulic zranil. Na jediské konklávě na Danebě s Nomi vysvětlil ostatním krathskou hrozbu, a navrhl infiltrační misi jediného Jedie, který Krathy rozloží zevnitř. Byli však přepadeni krathskými droidy a mistr Arca padl, což Ulicem značně otřáslo a prohlásil, že on sám se infiltruje mezi Krathy.
Po rozloučení a přípravě na Ossusu se vydal na Koros Major, kde nejprve zmařil atentát na Aleemu Keto, ale netušil, že to na něj nastražila, a tak byl zajat a mučen sithskými jedy, kdy neustále opakoval, že je padlý Jedi. Nakonec ho pustili a vylepšil obranu Korosu Major. Do krathského zajetí se však brzy dostala i Nomi, kterou musel slíbit popravit. Ta se však dokázala dostat z vězení. Po Ulicovi zatoužila Aleema a spolu začali milostný poměr. Po útěku Nomi Ulicovi došlo, že mistr Arca Jeth zemřel vinou Satala Keto, tak ho vyzval na souboj a zabil ho. Přitom se poddal hněvu a díky vlivu sithského jedu propadl temné straně Síly. Poté dostal od Aleemy jeho amulet, ale Nomi se pro něj s dalšími Jedii vrátila, jenže odmítl odejít, a tak ho tam nechala. Moc klidu však neměli, neboť Aleemu přepadl Exar Kun. Ulic s ním bojoval a zjistil, že má podobný amulet. Ty se uprostřed boje rozzářily, ukázaly slávu starého impéria a vyvolaly ducha Marky Ragnose. Oběma vypálil na čelo znamení, přikázal obnovit „Zlatý věk“, Exara potvrdil jako Temného Pána ze Sithu a Ulica jmenoval jeho učedníkem.
Společně s Kunem plánoval přepadení Republiky a nastolení nového Zlatého věku Sithů. Ulic se vydal shánět nové bojovníky, aby se mohli postavit celé galaxii, a tak využil přepadení soustavy císařovny Tety Mandaloriany, aby je naverboval, když porazil Mandalora Nezdolného. Potom přepadal republikové základny a loděnice a na Foerostu získal až 300 vesmírných křižníků. Zatímco Exar Kun chtěl po tomto úspěchu pokračovat v budování armády, Ulic s Mandalorem se zbrkle pustili do výpravy na Coruscant a během útoku na vrchní velení republikové armády šel bojovat do přední linie. Ve velíně Sílou nařídil přítomnému důstojníkovi shromáždit republikovou flotilu na jediném bodě v soustavě Vento (kde by do sebe všechny lodě narazily a zničily se), ale v tu chvíli se všechny sithské jednotky stáhly z Coruscantu a Ulic se ocitl v pasti. Nakonec ho odzbrojil mistr Vodo-Siosk Baas. Přítomný nejvyšší kancléř Sidrona rozhodl, že bude Ulic Qel-Droma souzen Galaktickým Senátem za své zločiny a za porušení přísahy Republice. Pro Ulica se ale vrátil Mandalore s Exarem Kunem a opustili Coruscant. Pak se od Mandalora dověděl o zradě Aleemy a o jejím rozkazu k ústupu. S Kunem na ni o nějaký čas později nalíčil past, kdy vytvořila zmatek na Ossusu odpálením celé sousední hvězdokupy Kron i sebe samé.
Na Ossusu se Ulic střetl se svými bývalými jediskými přáteli, s bratrem Cayem i s Nomi. Svého vlastního bratra zabil v dlouhém a náročném duelu. Ulica v tu chvíli přemohl smutek a zjištění, kým se stal. Nomi ve vzteku svou mocí přerušila Ulicovo spojení se Silou. Ulic poté, aby aspoň zčásti odčinil své skutky, dovedl ostatní Jedie na Yavin 4, který obklopila bariéra světlé strany, a celý povrch měsíce začal hořet. Bylo jisté, že Kun je mrtev, a tak zlomený Ulic opustil Yavin 4 s ostatními Jedii, kterým pomohl likvidovat i Kunovy tajné zbraně (jako například Reapera). Následující dva roky se Ulic pokoušel znovu získat spojení se Silou a navštívil znovu Yavin 4, avšak tam nic necítil a odešel. Ani po letech nenalezl klid, a tak se usadil na zamrzlém světě Rhen Var v dobrovolném vyhnanství. O samotě propadal lítosti nad smrtí Caye, nad zradou Nomi a nad tím, jak naletěl Aleemě. Jednoho dne se však na Rhen Varu ukázala Vima, dcera Nomi, a požádala Ulica, aby ji vycvičil na Jedie. Ulic svolil až po jejím naléhání, a byl hrdý, že to dokázal, přestože již Silou nevládne. Když zde Nomi Vimu našla, usmířila se s Ulicem, ale ten byl zabit horlivým pilotem poté, kdy Ulic porazil i bez Síly horlivou Sylvar, jež se mstila za smrt Crada a o kousek unikla pádu na temnou stranu Síly. Ulic tedy zemřel vykoupen a splynul se Silou.

### Darth Revan
Darth Revan byl velkým rytířem Jedi i Sithem, jenž byl poprvé představen coby protagonista hry Star Wars: Knights of the Old Republic. Byl zakladatelem svého vlastního impéria a je první známý Temný pán ze Sithu, který před své jméno přidal titul Darth. Později se vrátil ke světlu, porazil své vlastní Sithy a zničil ohromnou Star Forge. Motivy k jeho činům byly zčásti odhaleny ve hře Star Wars: Knights of the Old Republic II: The Sith Lords a pak i v knize Drewa Karpyshyna Star Wars: The Old Republic: Revan.
Jeho pohlaví, vzhled a činy jsou ve hře Star Wars: Knights of the Old Republic definované uživatelem, ale ve hře Star Wars: The Old Republic byl stanoven jeho kanonický vzhled hnědovlasého bojovníka. Už předtím encyklopedie The New Essential Chronology potvrdila, že je Revan muž a svůj příběh v SW:KotORu dokončil dle linie světlé strany Síly.
Revan pocházel z Vnějšího pásu, narozen přibližně v roce 3994 BBY. Rok po jeho údajném narození měl umírající Jedi Duron Qel-Droma vizi o muži s opaskem rodu Qel-Droma, který porazí Temného pána ze Sithu. Nakonec byl tento chlapec nalezen a předán Jediům k výcviku. Na Coruscantu studoval pod vedením mistra Kreii a Arren Kae, první jmenovaná to alespoň o sobě tvrdila. Z touhy po vědění studoval se svým dobrým přítelem Alekem Squinqargesimem u mnoha dalších mistrů, mimo jiné i na Dantooine. Přes znepokojení některých mistrů z jeho touhy po vědění v něm viděli budoucího mistra. Revan se zaměřil i na studium tzv. Pouta Síly spojující mistra s učedníkem a na další pokročilé techniky Síly, přestože byl ještě padawanem. Někdy před rokem 3964 BBY Revan s Alekem získali titul Jedi.
Toho roku se Revan postavil vůli Rady Jediů, jež odmítala zasáhnout proti mandalorianské brutalitě za hranicemi Republiky, a přidali se k němu Alek a další Jediové. Na Tarisu však v tamní akademii u mistra Luciena Draaye nepochodil. Revan poté na Dxunu a na Onderonu prováděl špionáž mandalorianských příprav na válku a své nálezy prezentoval Radě, jež nadále trvala na nečinnosti, avšak vyslala ho osvobodit jeho následovníky, kteří padli do mandalorianského zajetí na Suurje a na Flashpointu. Po splnění mise začal s Alekem opět volat do zbraně, tentokrát s podporou veřejnosti a médií, jež jeho hnutí nazvaly „Revanšisté“.
Po celý rok 3963 BBY Revanšisté verbovali další Jedie. Catharský Jedi Revana nasměroval na svět Cathar, který Mandaloriani vyhladili už před deseti lety. Zatímco Revanšisté na Catharu sbírali důkazy, Mandaloriané plenili planetu Serocco jadernými zbraněmi, což bylo cítit na sektory daleko jako Narušení v Síle, ale hned poté Mandaloriani neuspěli na Tarisu, což Rada Jediů brala za potvrzení své pravdy. Rada Jediů vydala příkaz Revanšisty zastavit a přivést zpět. Sami potají přiletěli na Cathar a Revanšisty rozpustili. Revan v tu chvíli našel mandalorianskou masku, která mu a jeho přátelům přivodila vizi masakru Catharů před deseti lety vedenou generálem Cassusem Fettem, který spolu s nimi nechal zabít i původní majitelku masky, jež masakru bránila. Revan si ji nasadil jako symbol oběti oné mandalorianky, dokud nebude učiněno spravedlnosti zadost.
Tyto vize nenechaly klidné už ani Radu, a tak s nevolí povolila Revanšistům jít do války, byť nadále trvala na tom, že je to nerozumné. K uklidnění Rady přišel s nápadem, že budou v republikové armádě působit po vzoru starších Jediů při válce s Exarem Kunem jako zdravotnický sbor. Avšak už za pár týdnů Revanšisté bojovali na frontě. Revan svou strategií zajistil Republice několik rychlých a důležitých úspěchů, zejména v bitvě o Duro, čehož si všiml republikový nejvyšší kancléř Tol Cressa a Revana jmenoval nejvyšším velitelem třetiny republikové flotily. Ve válce nastal zvrat, avšak Revan si vítězením za každou cenu s Malakem začal počínat stejně brutálně jako sami Mandaloriani. Jednoho dne s Malakem nalezl na Dantooine dávnou rakatskou hvězdnou mapu a na Kashyyyku kolem roku 3961 BBY další, pak zjistili, že je dovedou ke stanici Star Forge. Dle indicií nalezli další hvězdnou mapu na Korribanu a hned poté Revan nalezl i ztracenou planetu Malachor V, kde v Trayuské akadimii nalezl staré sithské manuskripty a otřásla jím temná strana Síly, stejně tak s Malakem. Přesto jí nepropadli úplně. Revan vedl kampaň na osvobození Tarisu, zatímco jeho druhá nejbližší spolubojovnice generál Meetra Surik velela krvavé kampani na Onderonu a Dxunu. Na Althiru III zničili většinu mandalorianské pěchoty, ale stále to nestačilo. Na Malachoru V se začala stavět superzbraň generátor stínové hmoty a velení svěřil opět Meetře Surik, aby nalákala mandalorianskou flotilu do soustavy, zatímco Revan se zbytkem provede průnik na Mandalorovu vlajkovou loď. I když věci nešly podle plánu, Revan porazil vůdce Mandalorianů Mandalora Největšího, jenž mu umírajíc prozradil, jak byl zrazen a zneužit. K válce byl naveden rudokožími "Sithy" a předal mu před svou smrtí souřadnice místa schůzky s nimi. Revan získal jako trofej helmu Mandalora, zatímco bitva nad Malachorem V spěla ke konci. Se zapnutím generátoru stínové hmoty byla flotila Mandalorianů zcela rozmetána a ne zcela loajální vojáci Republiky rovněž. Zbylí Mandaloriani unikli do vyhnanství, neboť jim Revan zabavením Mandalorovy masky znemožnil zvolit si nového vůdce.
Když viděl strašlivou spoušť u Malachoru V a ujasnil si příčinu války, rozhodl se napříště eliminovat nepřátele selektivně, k čemuž si sestrojil osobního droida zabijáka HK-47. Rada Jediů poslala výzvu vysvětlit, co se stalo, a jediná, kdo před ní předstoupil, byla Meetra Surik, která po bitvě byla ve stavu, „jako by byla již mrtvá“. Se zbytkem flotily odletěl do Neznámých oblastí oficiálně pátrat po zbylých Mandalorianech, ve skutečnosti hledal planetu Rekkiad dle poskytnutých souřadnic, kde nalezl hrobku sithského lorda Dramatha II. a databanku potvrzující Mandalorovo tvrzení. Na místě Revan zanechal masku Mandalora a pouze s Malakem odcestoval na planetu Nathema, o níž se dověděli v hrobce. Na Nathemě, zcela zbavené Síly a zcela bez života, nalezli vodítko na ztracený svět Dromund Kaas, kam se ukryl „Imperátor“ a kde rostlo nové Impérium. Na Dromund Kaasu se oba nechali zaměstnat jako ostraha a prováděli špionáž tři čtvrtě roku. Seznali, že Vitiate připravuje invazi do Republiky, a tak se rozhodli spáchat na něj atentát. Byli však prozrazeni a Imperátor na ně ve svém sídle už čekal a oba zajal mocnou Silou ovládnutí mysli, dokonal jejich obrat na temnou stranu Síly a udělil jim tituly Darth Revan a Darth Malak. Imperátorovi sdělili, proč přišli, a pověděli mu o Star Forge, a tak je vyslal ji najít a odstranit odpor Republiky. Veřejně však na Dromund Kaasu oznámil, že byli coby republikoví špioni popraveni.
Coby zajatci mysli Imperátora se vrátili ještě jednou na Dantooine, Kashyyyk a Korriban pro hvězdné mapy. Na Korribanu Revan propadl ještě více temné straně Síly v hrobce Tulaka Horda a vytvořil si holokron, kam uložil své ideály vztahu mezi mistrem a učedníkem. V roce 3959 BBY se vydali do soustavy Lehon, kde je zachytilo ochranné pole a havarovali. Od rakatů se dověděl o dějinách Nekonečného Impéria a o Star Forge, jejíž moc je málem vyhubila. Revana pustili do starého chrámu, kam schoval svůj holokron, aby vypnul ochranné pole výměnou za to, že Star Forge zničí. V té chvíli však s Malakem dokázal zlomit moc, kterou nad nimi měl Imperátor. Přesto setrvávali na temné straně Síly a úkoly od Imperátora hodlali realizovat k vytvoření vlastního Impéria. Revan se prohlásil Temným pánem ze Sithu a z Malaka učinil svého učedníka. Z jejich flotily učinili jádro imperiální armády a Star Forge místo zničení využili k zásobování novými loděmi, droidy a zbraněmi. Dále zřídili na Korribanu sithskou akademii. Revan si však brzy uvědomil, že Star Forge netvoří jen zbraně, ale pohltí za tím účelem cokoliv, ať už elementy, Sílu nebo esenci života. Uvědomil si nebezpečí a částečně poslechl rakaty tak, že využíval potenciál stanice jen minimálně.
Jakmile flotila narostla, zahájil Revan útok proti Republice, pouhé tři roky po skončení Mandalorianských válek. Revanovi Sithové si mnohdy počínali ještě brutálněji než Mandaloriani a zničili mnoho světů. Spočítal si, že ovládnutí Republiky bude trvat zhruba dvacet let. Pro Republiku a Jedie to bylo poprvé, co narazili na Sithy s přízviskem „Darth“. Revan hojně využíval HK-47 k eliminaci politiků nebo byznysmenů destabilizujících Republiku, aby přes vedení války posílil její hospodaření. Tímto měkkým postupem rozhněval Malaka a strhl se duel se světelnými meči, při němž si Revan prosadil svou. Úspěch droida HK-47 dovedl Revana k myšlence stvoření droidí armády, a tak na rozbombardovaném Telosu V potají zřídil továrnu na sériovou výrobu HK-50. Další strategií byl únos Jediů speciálními komandy sithských vrahů a jejich obracení na temnou stranu mučením. Jediové rozhodli, že Revan musí být coby geniální stratég zneškodněn. Vyslali malou skupinu s mladou padawankou Bastilou Shan do jedné nevýznamné bitvy, pronikli do jeho vlakové lodi a obklíčili ho na můstku. Darth Malak v ten moment zradil svého mistra a začal na jeho loď střílet. Revan přežil jen díky včasnému zásahu Bastily, která přepravila Revana do akademie Jediů na Dantooine, kde mu Mistři Jedi pomocí Síly vyléčili mysl od temné strany a promazali mu paměť. Potřebovali ho k porážce Malaka, ale nechtěli riskovat návrat Temného pána.
Revan začal žít s novou identitou jako voják na lodi Endar Spire. Na orbitě Tarisu byli napadeni Sithy a s kapitánem Onasim unikli v záchranném modulu na povrch, aby našli Bastilu velící misi. Ta byla nabízena jako hlavní cena v závodu kluzáků místním gangem, tak ji vítězstvím zachránil. Díky Canderousovi Ordovi získali přístup k lodi Ebon Hawk a opustili planetu v okamžiku, kdy ji Darth Malak nechal bombardovat. Na Dantooine pak Revan znovu vstoupil do řádu. Mezi Bastilou a jím se rozvinulo Pouto jako mezi mistrem a učedníkem. Všechny zkoušky zvládl v rekordně krátkém čase a bez nejmenších problému si sestrojil světelný meč. V závěrečném úkolu vypudil zlo z tamějšího hájku, kde pomohl padlé Jedi Juhani navrátit se ke světlu. Získal hodnost padawana a zkoumal staré ruiny, kam ho zavedl podivný sen, jenž sdílel s Bastilou. Našli informace o Star Forge a hvězdnou mapu.
Mistři Jedi Revana vyslali najít další hvězdné mapy na Tatooine, Kashyyyk, Manaan a Korriban. Před Korribanem však Ebon Hawk vystopovala loď Leviathan pod velením brutálního sithského admirála Saula Karatha. Revan, Bastila i Carth byli krutě vyslýcháni mučením, ale díky zbytku posádky Ebon Hawku uprchli. Porazili Saula Karatha, jenž před smrtí prozradil Carthovi skutečnost o Revanovi. Cestu jim zkřížil Darth Malak, jenž tuto pravdu prozradil Revanovi, a i když byl Revan hodně zaskočen, na Bastilu se v jádru nezlobil. S Malakem se utkal, ale ne příliš úspěšně, takže mu pomohla Bastila, umožnila všem jeho přátelům uprchnout, ale sama padla do zajetí. Na Korribanu vstoupil do sithské akademie, kde získával u mistra Uthara Wryna prestiž za úkoly. Plnil je bez újmy na světlou stranu, a tak ho navštívil duch Ajunty Palla, jehož přesvědčil k návratu ke světlu. Po získání dostatečné prestiže vstoupil do hrobky Nagy Sadowa, kde nalezl poslední hvězdnou mapu.
Mezitím si Malak z Bastily vychoval učednici a ta čekala na Revana v lehonském chrámu prastarých. Rakatové ho znovu pustili do chrámu, aby splnil, co před lety slíbil. Bastila se neúspěšně snažila Revana přetáhnout zpět na temnou stranu, tak musela uprchnout. Společně s dorazivší republikovou flotilou vtrhl Revan na Star Forge, kde se s ní znovu utkal. I přes výhodu temné strany Revanovi podlehla a chtěla, aby ji zabil. Vyznáním lásky v ní probudil světlo, a tak pokračovala v bojové meditaci ve prospěch Republiky. Revan Malaka konfrontoval v jádru Star Forge a během bitvy se pokusil starého přítele ještě přimět vzdát se temné strany. Malak ale volil smrt. Po jeho porážce se mu omluvil, že ho k temné cestě přivedl on sám, a opustil Star Forge, kterou republikové loďstvo zničilo. Revan se stal hrdinou a zachráncem Republiky a příkladem pro všechny. Spolu s ostatními přáteli získal Kříž slávy, nejvyšší republikové vyznamenání.
Po zabití Malaka se vrátil na Korriban dočistit zbytky jeho Impéria. Jediové Revanovi nabídli kompletní přecvičení, ale díky jeho znalostem a částečně probuzeným vzpomínkám to považoval za krok zpět. Bastila podobnou nabídku též odmítla. A Revan se s ní nedlouho poté oženil, čímž si oba znepřátelili Radu Jediů. Mnozí, zvláště mistr Atris, mu nikdy neodpustili jeho kontroverzní činy, pád na temnou stranu a odpor k rozhodnutím Rady. Oba předvolali na soud a pohrozili jim vyloučením z řádu, když hodlali začít hlásat prospěšnost romantických vztahů, jež v té době byly pro Jedie již nějakou dobu zakázané. Kvůli tlaku veřejnosti bylo ale dosaženo kompromisu a oběma byla udělena výjimka pod podmínkou, že své postoje nebudou veřejně prezentovat. Revan ji přijal s tím, že by nebylo moudré nadále radu dráždit.
Revan však nenalezl klid, ani s preferencí anonymity ani změnou vizáže a odhozením jediské róby. Po dvou letech si rozpomněl na Meetru Surik, ale voláním Síly nedostal žádnou odezvu. Začaly ho navíc mučit znepokojivé vize o temném a bouřném světě. Canderousovi se svěřil o této vizi v domněnce, že souvisí s Mandalorianskými válkami a s jeho pádem na temnou stranu Síly. Pověřil ho zjistit od jiných Mandalorianů víc informací o Mandalorovi Největším. Sám se vydal do chrámu Jedi hledat odpovědi na osud Meetry. Nevyhnul se tam nepříjemné konfrontaci s Atris, od které se dověděl, jak dopadla. Bylo mu jí líto, ale nedopřál Atris tu radost, aby dal svou lítost znát. Za necelý měsíc se znovu setkal s Canderousem, jenž zjistil, že na Rekkiadu hledají Mandalorovu masku. Revan měl krátkou vizi, jež potvrdila, že hledají na správném místě. Revan se chystal na výpravu a chtěl s sebou vzít i Bastilu, jež mu sdělila, že je těhotná. Zanechal ji s ostatními na Coruscantu, požádal je, aby udrželi Republiku v bezpečí, a na Rekkiad se vydal jen s Canderousem a s T3-M4. V táboře klanu Ordo Revan díky další vizi zjistil, že hledají špatně a po několikadenním pochodu sněhem nalezli, co hledali. Spolu s tím nalezl znovu databanku o planetě Nathema, kam se vydal na Ebon Hawku už jen sám se svým droidem, zatímco Canderousovi předal masku a symbolicky ho jmenoval Mandalorem Ochráncem. Než odletěl, vzpomněl si Revan na poslední slova Mandalora Největšího a novopečenému Mandalorovi vysvětlil, jak sithové zneužili Mandaloriany k rozpoutání Mandalorianských válek.
Na Nathemě si uvědomil, že už tam jednou byl, avšak Ebon Hawk byl sestřelen lodí sithů Darth Nyriss a Scourgem, kteří Revana zajali. T3-M4 si nevšímali. Nyriss Revana poznala a zjistila, že se zcela vymanil Imperátorově kontrole. Chtěla zjistit, jak to udělal, ale ani při mučení jim nic neprozradil. Revan tedy zůstal Nyrissiným vězněm další tři roky. Ta o něj ztratila zájem, ale na Scourgeho udělal dojem svou silou a pevnou vůlí. Revan a Scourge na sebe časem přestali hledět jako na nepřátele a Revanovi se povedlo částečně zlomit moc nad sithskými jedy potlačujících Sílu. Od Scourgeho získal o impériu hodně cenných informací, zejména tu, že Imperátor plánoval invazi do Republiky a Nyriss se Scourgem jsou součástí odboje proti němu. Během věznění doufal, že ho Canderous, Bastila, nebo T3-M4 najdou, ale časem se vzdal této naděje. Scourgemu přesto v roce 3951 BBY namluvil, že měl vizi o své svobodě. Potom o samotě se Revan poprvé po dlouhé době pustil do meditace, aby se Silou spojil se svou ženou. Neuspěl, ale místo toho mu Síla ukázala tvář Meetry Surik, což mu dodalo naději, neboť věřil, že je na cestě.
Meetra skutečně dorazila díky nahrávce Revanova zajetí, kterou pořídil před třemi lety T3-M4, a vyhledala Scourgeho. Ten ji pod vlivem Revanovy údajné vize dovedl v Nyrissině pevnosti až k němu. Záda jim kryla „nechtěně“ imperiální armáda, protože Scourge předtím vyzradil Imperátorovi informace o Nyrissině vzpouře. Revanovi se povedlo výhrůžkami a klamáním mysli přesvědčit vystrašené stráže, aby ho nezabíjeli a pustili, a za několik minut se setkal na svobodě se Scourgem i s Meetrou. Scourge mu dal protilátku na jedy omezující Sílu a Meetra mu dala jeho mandalorianskou masku, kterou celých šest let schovávala Bastila. Jakmile si ji nasadil, zkolaboval, protože se mu vrátily všechny vzpomínky. Do Revanovy cely ale vpadla Nyriss, zabila stráže a málem zabila i Scourgeho a Meetru. Revan se vzpamatoval, postavil se do cesty jejím bleskům a obrátil je proti ní tak, že po ní zbyla jen hromada škváry. Z pevnosti uprchli do jeskyně, kde se předtím Meetra poprvé setkala se Scourgem, jenž nyní šel do Kaas City sehnat čisté oblečení, jídlo a pití pro Revana. T3-M4 mu přehrál nahrávku Bastily a jejich tříletého syna Vanera Shan. Když se Scourge vrátil, informoval je, že Imperátor nechal popravit všech 12 členů Temné rady a vyhlásil stanné právo. Revan mu vysvětlil, že si vzpomněl na všechno, a převyprávěl, jak s Malakem konfrontovali Imperátora, ale chytili se do pasti.
Nyní nastala šance to zopakovat. Revan si až do rána pouštěl dokola nahrávku své ženy a syna a přiznal si, že sem odešel, aby je ochránil před válkou, vědom si, že asi není ten, komu je souzeno Imperátora porazit; ale je pro to ochoten i zemřít. Druhý den ráno vyrazili do císařského paláce v Kaas City. Revana však poznala strážná Yarri, jež ho s Malakem před devíti lety nalákala do pasti. Nastala vlekoucí se bitva s elitní císařskou gardou, ale Revanovi se povedlo dostat se do trůnního sálu. Zde Imperátor mlčky sledoval dění a nyní nataženou rukou vyslal mocný vír temné strany Síly k jeho zneškodnění. Revan zkoncentroval moc světlé i temné strany a částečně útok odrazil zpět. Oba to vyhodilo vysoko do vzduchu a rozzářilo to okolí oslepujícím světlem. Potom Imperátor zaútočil blesky, kterým se Revan vyhýbal, několik odrazil, ale pak už byl zasažen, a to tak silně, že se mu vařila kůže zaživa a maska se přitavila k jeho obličeji. Život mu zachránil sebevražedným útokem T3-M4, který Imperátorovi podpálil plášť. Revan se pokusil Silou vyléčit, ale Imperátor se ho chystal zabít jeho vlastním světelným mečem. Tomu zabránila Meetra, která právě dorazila do síně. Scourge ale dostal náhlou vizi budoucnosti, v níž viděl Imperátora umírat rukou jiného Jedie než Revana a Meetry. Meetru proto probodl zezadu hrudník a Revana Imperátor definitivně zlomil další záplavou blesků. Scourgemu nařídil zabít i Revana, ale rozmyslel si to. Místo toho ho dal umístit do stáze na tajné základně mlhoviny Maelstrom s cílem přiživovat se na jeho síle. Spojil s ním i svou mysl, aby z něj tahal informace o Jediích a Republice. Revanovi se však dařilo ve stavu mezi životem a smrtí vůli Imperátora odolávat s pomocí ducha Meetry Surik a manipuloval s ním tak, že oddálil začátek invaze do Republiky o celá tři staletí. Scourge získal jako odměnu od Imperátora možnost prodloužit si život, takže přežil celou tu dobu. Hrdinovi z Tythonu, jenž byl ústřední postavou hry Star Wars: The Old Republic, o Revanovi řekl: „Nikoho by nemělo překvapit, že se Revan stal Sithem. Věděl, že se s temnou stranou nedá bojovat, pokud ji sám nepoznáš. S Vypovězenou to bylo složitější. Přes všechno, co dokázala, si sama nikdy nevěřila. Vedle Revana byla zase jen jako jeho žákyní.“
Císař nakonec zahájil válku s Republikou až roku 3681 BBY a díky značné době jejího trvání se Revanovi podařilo vnutit Imperátorovi myšlenku na mír. Imperátor však po 12 letech míru kolem roku 3642 BBY nehodlal dál čekat a chtěl provést svůj konečný temný rituál. Otegovi, mistru Jedi se zjevil duch Meetry, a ten zorganizoval záchrannou misi na Maelstrom, kde se Jediům povedlo Revana osvobodit, zjevila se mu Meetra a vysvětlila, že musel být osvobozen, dokud ještě má sílu Imperátorovi vzdorovat. S týmem republikových zachránců doletěl na Tython, kde pověděl radě Jediů vše, co věděl o Imperátorovi. Sám se pak vydal uskutečnit své vlastní plány. Podařilo se mu najít věrného droida HK-47 a svou masku a odcestoval s ním do tajné rakatské továrny Foundry, kde začal vyrábět armádu vyhlazovacích droidů, kteří byli naprogramováni zabít cokoliv se sithskou DNA nebo s jejími fragmenty. Do čela droidí armády postavil HK-47, ale plán se nezdařil. Impérium totiž Foundry objevilo a vylodila se tam malá skupina, která zničila HK-47 v hlavním generátoru. Revana našli v jeho svatyni, kde jim sdělil své plány na zabití Imperátora, který jimi jen manipuluje. Během rozhovoru Revan nesl známky šílenství a na vcelku rozumné argumenty imperiálů odpověděl nasazením masky a zapnutím svého fialového světelného meče. Bitvu se čtveřicí prohrál. Zopakoval Malakova poslední slova a pověděl, že už ví, jak se tehdy na Star Forge jeho starý přítel cítil. Pak se sám rozplynul ve fialovém záblesku.
Učinil tak v zoufalém pokusu o smrt v jednotě se Silou, ale uspěl jen částečně. Naživu zůstala jeho temná stránka, jež obnovila jeho tělo. Nový temný Revan, jenž věřil ve své očištění a posílení, vyhledal sektu Revanitů, kteří ho měli za proroka, aby spolu s nimi skoncoval s Imperátorem jednou provždy. Zjistil, že se Imperátor ocitl díky Jediům na pokraji porážky a jeho duch se stáhl na Yavin 4. Vyhladil původní Revanity a založil nový Revanův řád za účelem kontroly oddaných nohsledů jak z Republiky, tak od Sithů, kteří však neuspěli s projektem stvoření Nekonečné armády na Lehonu s využitím ukradené rakatské technologie na Manaanu. Ve vzteku z tohoto neúspěchu vybombardoval pradávný Rakatský chrám v domnění, že tam zabije výsadek těch, kteří zničili jeho projekt. Temný Revan zkoušel ještě pár jiných projektů sabotáže, přičemž zajal svého vlastního potomka Therona Shana, kterého dlouze vyslýchal, než byl osvobozen. Revan a jeho úmysly byly navíc odhaleny, a tak se vydal na Yavin 4 skoncovat s Imperátorem, jenž usiloval o zničení všeho živého na měsíci za účelem obnovení své moci. Ale zabránila mu v tom koaliční jednotka Republiky a Impéria, protože nikdo nevěřil, že Revan v definitivní likvidaci Imperátora uspěje. Revanovi se podařilo obnovit droida HK-47, ale nezjistil, že druhá půlka jeho duše, ta světlá, se zjevila ve formě ducha příslušníkům koalice, aby je varovala před tím, že temný Revan není jejich skutečný nepřítel. Koalice však přesto zničila chrám i s mechanismem pro Vitiateho, kde temný Revan hodlal vykonat obřad k jeho zničení.
Místo toho se musel stáhnout hlouběji do džungle, kde se Vitiateho duch ukrýval. Stopovali ho však příslušníci koalice, včetně jeho vlastních potomků Therona a Satele Shanových. Postavil se jim a byl poražen, přičemž se vylekal výsměchu ducha Imperátora. Vitiate totiž pohltil životní sílu všech zemřelých v bitvě a aniž by si obnovil tělo, zmizel z Yavinu 4. Temný Revan byl z tohoto fiaska zničen, ale jeho světlý duch ho přesvědčil k opětovnému sjednocení, a tak se Revan takový, jaký byl předtím, vrátil. Koalici vyzval k ostražitosti ve světle Imperátorova návratu a následně jeho fyzické tělo zmizelo. Zbyly po něm jen jeho maska a světelný meč.
V roce 3626 BBY, kdy zuřila Třetí galaktická válka, se Revan vrátil coby duch, aby provázel velitelku aliance Kiru Carsen a jeho bývalého spojence Scourgeho lodí, jež obsahovala bezvládná těla Satele Shan a jejích studentů, kteří byli pod vlivem zvláštní kletby. Revanův duch je dále naváděl k místu, kde se nacházelo původní Imperátorovo tělo (Tenebrae), protože dokud je to tělo naživu v jakékoliv formě bytí, nenalezne Revan nikdy klid. Uvnitř Sateliny mysli pomohl Revanův duch veliteli aliance v boji proti třem tvářím Tenebrae, jenž se tam snažil o své znovuoživení. Jakmile se velitel dostal k tomu Tenebraea konfrontovat přímo, zjevili se tam Revan a všichni, které Imperátor po staletí vraždil a manipuloval, například i Meetra Surik, aby veliteli pomohli v rozhodující bitvě. Při ní byl Imperátor poražen jednou provždy a Revan mohl konečně splynout se Silou.

### Darth Malak
Darth Malak byl Temný Pán ze Sithu a hlavní záporná postava počítačové hry Star Wars: Knights of the Old Republic. Později se vyskytl také jako jeden z protagonistů stejnojmenné komiksové série od Dark Horse Comics Star Wars: Knights of the Old Republic, kde však vystupoval pod svým skutečným jménem. Jeho činy byly v historii Star Wars natolik významné, že mu byly věnovány i některé kapitoly vyprávějící pozadí konfliktu v MMORPG Star Wars: The Old Republic.
Pocházel z planety Qeulii z vesnice Squinquargesimus, jenž byl zničen Mandaloriany. Malému Alekovi se povedlo uprchnout do Republiky, kde úřady použily název jeho rodné vsi jako jeho příjmení, takže se začal jmenovat Alek Squinquargesimus. Nakonec bylo zjištěno, že umí používat Sílu, takže byl předán k Jediům do akademie na Dantooine. Kvůli obtížně vyslovitelnému jménu dostal přezdívku Squint. V řádu se stal dobrým přítelem s dalším talentovaným padawanem, Revanem. Společně toužili dovědět se co nejvíce o Síle pod vedením mistrů, mezi které patřil i Zhar Lestin. Ačkoliv byl Revan z obou nadanější, nikdo neupřel, že i z Malaka bude jednou vynikající Jedi. Kolem roku 3964 BBY s Revanem absolvoval rytířské zkoušky a oba dostali titul Jedi.
Než vypukly Mandalorianské války, vzpouzel se s Revanem proti rozhodnutí rady Jedi nezasahovat do bojů za hranicemi Republiky. Alek patřil k prvním, kdo se přidal ke skupině odbojných Jediů, známých mediálně jako Revanšisté. Podílel se na počátečních fázích boje pod velením Revana, kterého nazval svým „ctihodným mistrem“, na špionáži a na sledování aktivit Mandalorianů. Když se zastavili na Tarisu v místní akademii, pokusil se naverbovat k revanšistům zdejšího padawana Zayneho Carricka, kterému dříve zachránil život. Carrick odmítl, ale ten později zachránil Aleka „Squinta“ a jeho přátele z mandalorianského zajetí na Flashpointu, když byli přepadeni na Suurje. Když Mandalorianské války v roce 3963 BBY skutečně začaly, otevřeně s Revanem vystoupil proti radě Jediů. Alek nyní jakožto Revanova pravá ruka navštěvoval jediské chrámy a verboval další Jedie, nespokojených s rozhodnutím rady nezasahovat do bojů. Při vyšetřování genocidy na Catharu ucítil spolu s ostatními revanšisty narušení Síly, když mandaloriani bombardovali jadernými hlavicemi Serroco. Poté byl vyslán Revanem na další misi, v níž se setkal znovu s Carrickem, jenž utíkal před Jedii kvůli nedávnému padawanskému masakru na Tarisu. Alek hodlal o události na Tarisu informovat radu, ale raději si oholil hlavu a nechal si na ni vytetovat modré pruhy, aby ho mistři nepoznali. Přes holonet si sjednal schůzku jako „kapitán Malak“ s mistry Lamarem a Vanderem, kteří ho po vyšetření masakru na Tarisu vyslali za revanšisty na Cathar s posledním varováním a s příkazem k návratu. Tento požadavek Aleka rozčílil a přísahal, že si bude od teď říkat pouze Malak, dokud válka neskončí.
Revanšisté se nakonec vrátili, avšak Revanem otřásla vize catharského masakru, proto za každou cenu chtěl bojovat dál. Povedlo se mu obejít nařízení rady a Malak se pustil do verbování mnoha dalších Jediů na pomoc Republice. Masakr na Catharu používal jako hlavní argument. Malak s Revanem byli Republikou jmenováni generály a zajistili svou geniální strategií a Malakově odvaze obrat ve špatně se vyvíjející válce. Nejvyšší kancléř Tol Cressa s radou Jedi už také ztratil trpělivost, a tak oběma svěřil přímé velení nad třetinou republikové flotily. Mandaloriani byli přinuceni na ústop a Malak s Revanem je pronásledovali až do Neznámých oblastí galaxie, kde jim zasadili zdrcující úder na Althiru III. Rada byla z jejich postupu, chladnokrevného chování a kontroverzní strategie krvavé řeže zděšená, přesto se pro obyvatelstvo světů Republiky i mimo ni stali oba hrdiny. Ve skutečnosti ale už oba dva nějakou dobu ovlivňovala moc temné strany Síly. S Revanem našli na Dantooine hvězdnou mapu s informacemi o stanici Star Forge. Revan poté nalezl dávno zapomenutý Malachor V s dědictvím pradávných Sithů. Malak se na Dantooine snažil Revana varovat, že kráčí po cestě, ze které nebude úniku, přesto pokračovali dál. Po nechvalně proslulé bitvě o Malachor V, kde definitivně zničili Mandaloriany, se s Revanem a zbylým vojskem vypravili dál do neznámých oblastí. Generál Meetru Surik je chtěla jako jediná opustit. Tu chtěl nechat Malak popravit droidem HK-47, ale Revan ji nechal jít.
Armádu nechali ukrytou a sami se vydali na Nathemu, kam je poslal Mandalore Největší, než zemřel. Tam nalezli vodítka ke světu Dromund Kaas, kde rostlo nové impérium. Po tři čtvrtě roku zde prováděli špionáž jako příslušníci stráže, dokud si nenašli přátele, kteří je dostali až k imperátorovi. Pokus o atentát však selhal, navíc je oba svou mocí definitivně obrátil na temnou stranu. Oba se stali Sithy a před svá jména si přidali titul „Darth“. Poté k temné straně svedli i ostatní Jedie a celou svou flotilu. Spolu nalezli zbylé hvězdné mapy a vydali se na cestu ke Star Forge, kterou měli pro imperátora zprovoznit a oslabit Republiku k završení jeho plánu. Z imperátorovy kontroly se oba dokázali před nálezem Star Forge vymanit a položili základ vlastního impéria. Revan se prohlásil Temným Pánem ze Sithu a Malak s nevolí přijal titul učedníka. Oba sithští lordi započali v roce 3958 BBY kampaň proti Republice, aby zničili „tyranii“ Jediů jednou provždy. S Revanem ale začal mít neshody kvůli jeho moc měkkému přístupu. Rozbroj skončil duelem, při kterém mu Revan odstranil kus spodní čelisti, kterou si musel dát nahradit umělým generátorem hlasu a celou bionickou čelistí. Pod vedením geniálního stratéga Revana a díky stálým dodávkám ze Star Forge začali Sithové brzy Republiku v této válce porážet. Při akci na Foerostu ukradli mnoho republikových křižníků, včetně Leviathana, kterého si Malak zvolil za vlajkovou loď. Z ní pak například velel bombardování Telosu IV. V Malakovi začala doutnat touha po samostatné vládě a příležitost dostal o rok později, když Jediové obklíčili Revana na můstku v jeho lodi. V okamžiku infiltrace Darth Malak svého mistra zradil a z Leviathana nechal střílet na můstek Revanovy lodi. Všichni si mysleli, že je Revan mrtev, a tak Malak získal plášť Temného Pána ze Sithu.
Darth Malak okamžitě ovládl celé Revanovo impérium a na Star Forge začal s masivní výrobou válečných lodí. Jeho armáda si počínala velmi ukrutně a kromě dobývání se dopouštěla krvavých lázní, jaké nepáchali Revan ani Mandaloriani. Vrchním velitelem jmenoval Saula Karatha a za svůj prvořadý cíl si stanovil zajetí rytířky Bastily Shan, jejíž bojová meditace mu činila značné potíže. O další rok později nechal sestřelit loď Endar Spire nad Tarisem, aby ji dopadl. Byla to také první mise jeho učedníka Darth Bandona. Bastila mu však unikla, a tak po několika dnech marného pátrání se Malak rozhodl ji zabít kompletním vybombardováním povrchu Tarisu. Bastile se však s pomocí pár vojáků podařilo uniknout na pašerácké lodi Ebon Hawk, proto Malak nařídil ji najít a zajmout, nebo zabít. Námezdní lovec Calo Nord mu však pověděl, kdo Bastile pomáhal, a že se jeden muž nápadně podobal Revanovi. Malak tomu nevěřil, a tak vyslal Cala, aby je zabil. Ten však neuspěl. Později poslal na tutéž misi svého učedníka Darth Bandona, jenž rovněž neuspěl. Malak tím nabyl jistoty, že je dotyčný opravdu Revan, který znovu hledá Star Forge. Nařídil proto flotile číhat na hyperprostorových cestách, sám se této akce nezúčastnil, protože osobně zaútočil na Dantooine, kde srovnal se zemí akademii, v níž vyrůstal, povraždil mnoho Jediů a mnoho jich zajal. Mezitím Revanovu loď zajal admirál Saul Karath. Zajatci mu sice uprchli a zabili ho, ale Malak se na palubu Leviathanu vrátil včas, aby mohl svého bývalého mistra vidět na vlastní oči. Prozradil mu pravdu o jeho minulosti a byl překvapen, že si na nic nepamatuje. Přesto mnoho temných Jediů nyní zpochybnilo Malakovu vládu, takže ho hodlal zabít. Bastila však umožnila Revanovi uniknout.
Sama ale padla do Malakova zajetí a byla mučena v chrámu na Lehonu mocí temné strany, až jí podlehla a stala se jeho novou učednicí. V chrámu ji pak nechal čekat na Revana. Netrvalo dlouho a u Star Forge se objevila kromě Revana i celá republiková flotila s jediskou eskadrou. Několik Jediů včetně Revana proniklo na Star Forge, kde se ho Malak snažil zpomalil speciálními droidy a přítomnými Sithy. Revan dokázal přivést Bastilu zpět ke světlu a zvrátil její bojovou meditaci proti Republice, abyji namířila proti Sithům. Malakovi se začaly hroutit plány, a tak uprchl na můstek Star Forge, kde se utkal s Revanem. Vysával životní sílu ze zajatých dantooinských Jediů, ale nakonec byl ve velkém souboji Darth Malak poražen. Jeho starý přítel Revan se ho snažil ještě přesvědčit k obratu ke světlu, to však Malak odmítl a ptal se, co by se bývalo stalo, kdyby tehdy Jediové nezajali Revana, ale jeho, zdali by také dostal druhou šanci. Revan se mu omluvil, že nastartoval jeho pád na temnou stranu, ale připomněl mu, že po této cestě nakonec pokračoval dobrovolně. Malak si přiznal, že ho temná strana zcela zničila, zemřel s lítostí za své skutky a svou smrt Revanovi nevyčítal. Star Forge pak byla zničena a impérium zachvátily boje o moc, kterými se Sithové sami zničili. Na Malachoru V však přežila buňka, později známá jako Sithský triumvirát, která se stala v čele s Darth Trayou Malakovým nástupcem.
Zdroje
- Star Wars: Knights of the Old Republic
- Star Wars: Knights of the Old Republic II: The Sith Lords
- Star Wars: Knights of the Old Republic (komiksy)
- Karpyshyn, D., Star Wars: The Old Republic: Revan, Del Rey, 2011, 298 s., ISBN 978-0-345-51134-8
- Darth Malak na starwars wikia - anglicky

| Temný Pán ze Sithu souběžně s izolovanou vládou Lorda Vitiate | Temný Pán ze Sithu souběžně s izolovanou vládou Lorda Vitiate | Temný Pán ze Sithu souběžně s izolovanou vládou Lorda Vitiate |
| ------------------------------------------------------------- | ------------------------------------------------------------- | ------------------------------------------------------------- |
| Předchůdce: Darth Revan                                       | 3957 BBY — 3956 BBY Seznam Sithů                              | Nástupce: Darth Traya (jako vůdkyně Sithského Triumvirátu     |

### Darth Traya
Kreia alias Darth Traya byla bývalá mistr Jedi i Temná paní ze Sithu, vyobrazená jako jedna z hlavních záporných postav počítačové hry Star Wars: Knights of the Old Republic II: The Sith Lords. Sama netoužila po slávě ani po moci, usilovala o zničení Síly jako takové a k tomu chtěla využít Vypovězenou.
O jejím životě Jedie není mnoho známo. Tvrdila, že byla jediskou historičkou a mistrem Jedi. Svůj volný čas trávila meditacemi, aby odhalila skrytá tajemství galaxie, avšak při těchto experimentech oslepla, protože přestala zrak používat a místo něj se spoléhala pouze na Sílu. Své učedníky často trýznila obtížnými a matoucími otázkami, na které by odpověď těžko hledali i leckteří mistři Jedi. Svými svéráznými metodami výcviku vzbuzovala ve druhých pochybnosti a úzkost. Mezi její nejnadanější padawany patřil Revan, který ji nakonec opustil, aby se u jiných mistrů dověděl více o Síle. Po vypuknutí Mandalorianské války se za ní Revan vrátil, aby mu poradila, jak přimět Radu Jedi začít situaci řešit. Po dokončení dalších Kreiiných lekcí otevřeně vystoupil proti rozhodnutí Rady nezasahovat do konfliktu a odešel do války. Všichni ostatní její padawané odešli s ním, což na ni strhlo pozornost Rady, protože pouze jí jediné utekli všichni její žáci, kteří buď ve válce padli, nebo propadli temné straně. Po slyšení u Rady byla Kreia i její metody odsouzeny, zejména za roli, jakou sehrály v Revanově vzpouře. Vyloučením z řádu si z ní Jediové pouze vysloužili navždy její nepřátelství, neboť se necítila vinna. Proces považovala za zradu nejen od kolegů, ale i celkově od učení řádu.
Tento soud se konal ještě před koncem Mandalorianských válek, neboť si členové Rady Jediů mysleli, že nakonec zahynula na Malachoru V, protože odešla za svým žákem. Ve skutečnosti ale opustila Republiku hledat odpovědi na své otázky o jejím žákovi. Ozvěny Síly ji zavedly po letech až na Malachor V, kde Revan údajně podlehl temné straně. Při průzkumu zničeného povrchu nalezla rayuskou akademii, někdejší Revanovo opevnění zdroj tajemství Sithů. Revanovi sithští vrazi jí přinesli staré sithské manuskripty, sepsané čistokrevnými Sithy. Upoutaly ji hlavně texty o tom, jak Síla klame své uživatele, vnucuje jim neexistující věci a zamlžuje fakta, aby uchovala vesmír v chaosu a lžích, aby mohla ovlivňovat osud. I když se snažila argumenty Sithů vyvracet, stále více a více jim podléhala, až přijala svůj nový úděl a jméno Darth Traya, Paní Zrady. Po prostudování dalších manuskriptů nabyla přesvědčení, že její žák nikdy temné straně nepodlehl, pouze obětoval svou pověst i duši, aby zastavil skutečnou hrozbu. Věděla, že tytéž manuskripty četl také. Válkou, kterou Revan poté vedl, měl dle jejího názoru před touto hrozbou posílit obranu galaxie.
Po skončení války obnovila Trayuskou akademii, aby cvičila nové Sithy nikoliv k ovládnutí Republiky, ale pouze ke zkáze Jediů. Základem byla jednotka sithských vrahů a vojáků, kteří zde vyčkávali jako záloha na Revanovy rozkazy. Jelikož bylo Revanovo sithské impérium zničeno, považovala tato buňka Darth Trayu za Revanovu legitimní nástupkyni, protože byla jeho mistrem. Přijala tedy titul Temná Paní ze Sithu. Vyhledala osoby, kteří byli tzv. Ranou v Síle stejně jako zničená planeta, aby využila jejich nepřirozeně velkou a zdánlivě neovladatelnou moc. Našla dvě osoby splňující tento požadavek. Spolu s nimi založila Sithský Triumvirát, v němž ona (Darth Traya, Paní zrady) byla mistr a oba muži (Darth Sion, Pán bolesti a Darth Nihilus, Pán hladu) jejími učedníky. Aliance netrvala dlouho, neboť Sion s Nihilusem přestali společnými plány a ideály žít. Sion byl posedlý bezhlavým tažením proti Jediům a Nihiluse ničil jeho hlad, který ukájel vzácnou technikou pohlcení Síly. Siona doháněla intrikami, manipulacemi, „Kreiinými hádankami“ a lhaním k nepříčetnosti, proto se jí oba vzepřeli a přepadli ji v jádru Trayuské akademie. Nihilus z ní vysál její Silu, aby ji odzbrojil. Zbavil ji titulu Temné Paní, nakrmil se a Darth Sion ji téměř umlátil. Její bezvládné tělo poté vyhodili do nebezpečné malachorské krajiny v mylném domnění, že zemřela.
Toto byla pro ni neodpustitelná zrada. Cítila se nyní zrazená jak světlou, tak temnou stranou Síly, navíc ztratila spojení se Silou, takže zatoužila po pomstě, kterou chtěla vykonat na Síle jako takové. Potají opustila Malachor V a zosnovala mistrovský plán. V tom jí posloužili i její bývalí dva učedníci, kteří jí odstranili řád Jedi z cesty. Nihilus třeba na Katarru zlikvidoval většinu Rady Jediů. Vyhledala bývalou rytířku Jedi zvanou Vypovězená, která byla v Mandalorianských válkách Revanovou pravou rukou, navíc byla zodpovědná z přetvoření Malachoru V v onu Ránu v Síle. Z řádu byla rovněž vyloučena z pofidérních důvodů a byla zbavena Síly. Vybrala si ji i kvůli její schopnosti tvořit bezděčně Silová pouta, kterými měla dle plánů pomoci oslabit Sílu tvorbou ještě silnějších Ran v Síle, ozvěnovitě se šířících galaxií, až by nakonec Síla zemřela spolu s Vypovězenou. V jejím případě navíc viděla důkaz, že život v galaxie se zmizením Síly nezanikne, takže necítila žádný etický problém. Zavrhla svou identitu Darth Trayi a opět si říkala Kreia. Využila příležitosti, když mistr Atris k vylákání Sithů ze skrýší vypustila lživou zprávu, že je Vypovězená posledním žijícím Jediem a zařídila její návrat do Republiky na lodi Harbinger. Ten obsadili Sionovi sithští vrazi, aby Vypovězenou zabili, avšak Kreia s ní uprchla v pašerácké lodi Ebon Hawk. Vážně poškozená loď přistála v těžební kolonii Peragus 2, kde Kreia dala Vypovězené první lekce a stala se její mentorkou. Mezi nimi se vytvořilo silné Silové pouto, jak Kreia doufala. Bylo silnější než obvykle, takže oběma částečně obnovilo spojení se Silou. Ze stanice utekly spolu s Attonem Randem, avšak Darth Sion dorazil na Peragus v Harbingeru i se svými vrahy. Kreia s ním bojovala, aby neublížil Vypovězené. Boj sice přežila, ale přišla a ruku, což skrze pouto způsobilo Vypovězené velkou bolest. Nakonec však ze stanice uprchli do bezpečí na Telos IV.
Zde se nalezli Atris a její echanijské služebné na polární stanici. Ta byla natolik zaneprázdněna Vypovězenou, že přehlédla přítomnost Kreiy, která zatím vydírala Attona, aby sloužil Vypovězené, jinak vyzradí jeho tajemství, odhalené čtením jeho mysli. Na dalších cestách pak Kreia učila Vypovězenou o Síle, o vzácných technikách, o dějinách, a také pověděla vše „podstatné“ o Sithech, kteří je pronásledují. Když se Vypovězená příliš přikláněla ke světlé straně, stahovala ji k temné straně a naopak. Kreia dbala, aby její nová žákyně neviděla dění v galaxii a důsledky svých činů černobíle jako Jediové nebo Sithové. Tak Vypovězené pomáhala najít ukrývající se poslední mistry Jedi na Dantooinu, na Nar Shaddaa, na Onderonu a na Korribanu. Během cesty přibývali další spojenci, mezi nimiž si Vypovězená budovala velmi silná pouta, a prostřednictvím sebe samé jako Rány v Síle vysílala silné pulzy ozvěn. Kreia přistoupila k další fázi plánu a svou mocí oživila šíleného wookije Hanharra, aby ulovil svou dávnou kořist Miru na Malachoru V. Zmanipulovala vůdce Mandalorianů, aby pomáhal Vypovězené a na oplátku je chránila před Nihilusovými Sithy, tajně provádějícími rituál v hrobce Freedona Nadda. Na Dantooine zmanipulovala Micala tak, že si nebyl schopen vůbec uvědomit její přítomnost, a prováděla na něm pokusy. Na Onderonu si Kreia uvědomila, že je Vypovězená už dostatečně silná postavit se Sithům přímo, tak oživila plukovníka Tobina podobně jako Hanharra, a namluvila mu, že odláká pozornost Sithů od Onderonu, když řekne Nihilusovi, že se mnoho Jediů ukrývá na Telosu.
Potom Kreia řekla, že je čas se vrátit na Dantooine do obnovené akademie Jediů. Vypovězená předstoupila před trojici mistrů, kteří ji donutili vzdát se již téměř úplně obnovené Síly. Považovali její vliv na galaxii za příliš silný a nekontrolovatelný a označili ji za Ránu v Síle a za hrozbu horší než Sithové. Zasáhla ale Kreia, která je obvinila z hlouposti, zbabělosti, arogance a z neschopnosti. Všechny tři mistry nejprve zbavila spojení se Silou a pak je zabila. Přijala zpět identitu Darth Trayi a nechala se zajmout Briannou, jednou z služebných Atris. Při rozmluvě s Atris odhalila, že tato jediská mistryně již dlouho kráčí po temné cestě, aniž by si to sama přiznala, sžírána starými křivdami, zradou a nenávistí, a také sithskými holokrony. Kreia tedy symbolicky přenechala Atris svůj titul Paní zrady, a vydala se na Malachor V, aby z dálky sledovat past, kterou nalíčila na Nihiluse. Na Telosu na něj totiž žádný Jedi nečekal, jen ho na můstku jeho lodi Ravageru konfrontovala Vypovězená. Traya věděla, že Nihilus nebude schopen vysát Sílu z jiné Rány v Síle, což ho oslabilo. Jeho smrt dokončila obnovu spojení Vypovězené se Silou.
Traya plánovala spáchat sebevraždu, aby zabila sebe, Vypovězenou i Sílu prostřednictvím jejich Pouta a Ran v Síle. Nakonec se rozhodla počkat v jádru Trayuské akademie. Vypovězená nejprve sprovodila ze světa Darth Siona zlomením jeho vůle, čímž zacelila další Ránu v Síle. Ten ji ještě varoval, jak nebezpečná Traya je. Pak konfrontovala samotnou Darth Trayu a usekla jí druhou ruku. Traya na ni vypustila mocnou Silovou bouři a tři telekineticky ovládané světelné meče, avšak ani ty nedokázaly Vypovězenou zastavit. I přes všechny zrady a manipulace dokázala Vypovězená zlomené Darth Traye odpustit a nabídla jí vykoupení. Traya odvětila, že už zachráněná je, a dodala, že je dojatá, jak skvělé vycvičila žáky. Ji označila za nejlepší studentku, jakou kdy měla, a poděkovala ji, že nikdy nebyla ani Jediem, ani Sithem, ale sama sebou. Před svou smrtí odhalila budoucnost galaxie, včetně osudu jejích spojenců, i předpověděla zánik Republiky za čtyři tisíce let. Na závěr vyjádřila naději, že Vypovězená bude následovat Revana do Neznámých oblastí. Pak zemřela a její tělo zničil znovu aktivovaný generátor stínové hmoty, který roztrhal na kusy celý Malachor V, čímž byla zahlazena poslední Rána v Síle.
Zdroje
- Star Wars: Knights of the Old Republic II: The Sith Lords
- Sansweet S. a kol., The Complete Star Wars Encyclopedia, Del Rey, s. 1408, 2008, ISBN 0-345-47763-4
- Kreia na starwars-wiki - Anglicky

| Temná paní ze Sithu a vůdkyně Sithského Triumvirátu souběžně s izolovanou vládou Lorda Vitiate | Temná paní ze Sithu a vůdkyně Sithského Triumvirátu souběžně s izolovanou vládou Lorda Vitiate | Temná paní ze Sithu a vůdkyně Sithského Triumvirátu souběžně s izolovanou vládou Lorda Vitiate |
| ---------------------------------------------------------------------------------------------- | ---------------------------------------------------------------------------------------------- | ---------------------------------------------------------------------------------------------- |
| Předchůdce: Darth Malak                                                                        | 3956 BBY – 3955 BBY Seznam Sithů                                                               | Nástupce: Darth Nihilus spolu s Darth Sionem                                                   |

### Darth Nihilus
Darth Nihilus byl Temný Pán ze Sithu, známý jako Pán hladu. Vládl v období po skončení Jediské občanské války a jako jednu ze tří záporných postav ho popisuje hra Star Wars: Knights of the Old Republic II: The Sith Lords, kde byla jeho podoba použita jako její logo. Jeho nejproslulejší činy dokresluje komiks Unseen, Unheard od Chrise Avellona, jenž byl hlavním autorem zmíněné hry. Jeho jméno vychází ze slova nihilismus. Chris Avellone v původním konceptu Nihiluse popisoval jako zbytkovou entitu Vypovězené, obsahující její spojení se Silou, zatímco ona sama se Síly vzdala. Tento koncept ale nakonec nebyl součástí ani hry ani Star Wars kánonu. Nihilův původ nebyl objasněn, ani jeho jméno nebylo nikdy vysloveno nahlas. Nosil červenobílou masku a dlouhou černou sithskou garderobu. Jako Temný pán nebyl příliš úspěšný, ale efektivně ničil zbytky řádu Jedi. NVpřed ho nehnalo sithské přesvědčení, ale pouhá touha po ukojení Silového hladu, jímž trpěl kvůli tomu, že představoval tzv. Ránu v Síle.
Původ Nihiluse není znám mimo faktu, že přežil Mandalorianské války a bitvu o Malachor V v roce 3960 BBY. Je proto pravděpodobné, že byl jedním z Revanových Jediů. Jako jeden z mála přežil aktivaci superzbraně generátor stínové hmoty a zůstal na povrchu Malachoru, kde se utopil ve smutku ze smrti přátel a svých blízkých, kteří zemřeli už dříve. Přijal temnou stranu Síly za účelem holého přežití. Jediné, co cítil, byla prázdnota a neukojitelný hlad, proto vysával životní sílu z dalších přeživších. Přestože mu tento zážitek nebyl příjemný, dostal pokaždé hlad ještě mnohem horší a vysáním jejich síly se doba jeho nasycení neustále zkracovala. Po smrti Darth Malaka ho nakonec objevila Darth Traya, která ho správně identifikovala jako Ránu v Síle. Vysvětlila mu, že jeho hlad způsobuje Síla samotná, narušená samou jeho existencí, proto mu nabídla trénink a vedení, jak hlad ukojit. Na Trayuské Akademii na Malachoru V mu poskytla sithský výcvik a přijala ho za jednoho ze dvou svých učedníků do triády známé jako Sithský Triumvirát. Začali mu říkat Darth Nihilus a druhý učedník byl znám jako Darth Sion. Trojice sithských lordů si vybrala ještě pseudonym, konkrétně Nihilus byl znám jako „Pán hladu“. Pod Trayiným vedením se naučil svůj hlad „ovládnout“ temnou stranou tím, že vysával sílu přímo z celých planet a jejích obyvatel, což provedl na několika odlehlých světech galaxie. Tam se dostal tak, že s pomocí temné strany a z trosek republikové a mandalorianské flotily okolo Malachoru znovu složil bývalou republikovou obří loď Ravager, s níž se potuloval po vnějším pásu galaxie. Jeho moc ničila a degradovala všechno a všechny, kteří s ním přišli do styku. Jeho otroci ovládající loď se stali bezduchými sluhy jeho vůle, podobající se zombiím. Tímto nenakrmil jen svůj hlad, ale také drasticky posílil. Vize Darth Trayi na zničení Jediů ho tedy časem přestaly zajímat. Jakmile se stal mocnější než ona, spikl se proti ní v roce 3955 BBY se Sionem, zbavil ji svou mocí citlivosti na Sílu a vyhnali z Malachoru.
Triumvirát se sice rozpadl, ale Nihilus coby nový Temný pán spolu s Darth Sionem započali svou vlastní válku proti zbylým Jediům. Nihiluse jeho hlad a temná strana už natolik zničily, že provedl rituál, kterým se zbavil fyzického těla a svou duši uvěznil do vlastního brnění, jinak by zemřel. Silou držel svou masku i róbu pohromadě, aby měl nějaký tvar a byl schopen používat světelný meč. Krátce poté sestrojil i svůj holokron. Během následujících čtyř let se Sionem shromáždil do Trayuské akademie mnoho na Sílu citlivých, kterými doplnili armádu někdejších Revanových sithských nájezdníků a vrahů pro lov Jediů. Sám Nihilus tyto nájezdníky a vrahy využíval k částečnému vysátí Síly a učil je, jak se pohybovat, aniž by je někdo uviděl nebo Silou ucítil, což jim značně usnadňovalo práci. Jediové začali tušit, že jsou loveni, proto v roce 3952 BBY mistr Atris zorganizovala konkláve na kolonii Katarr a záměrně pozici veřejně prozradila, aby hrozbu vylákala. V této snaze byla úspěšná, protože se Nihilus na Katarr dostavil také. Po přiblížení Ravageru ke Katarru promluvil a jeho slova, tvořící nesrozumitelnou změť sithštiny a několika dalších neznámých jazyků, vplula do hlav všech přítomných Jediů i Miraluk, používajících Sílu místo zraku. Nakonec je Nihilova slova přemohla a jeho hlad pozabíjel každou živou bytost. Nepřežil žádný Jedi, a ze všech Miraluk přežila jediná. Celý svět se během krátké chvilky stal holou pustinou zcela bez života. Po přistání na povrchu, aby svět prozkoumal a ověřil si, zda ještě někdo nezbývá, objevil zraněnou miraluckou dívku Visas Marr. Zjistil, že s ní sdílí Silové pouto a její smrt by ho zabila. Přestože byla velmi silně otřesena následky genocidy a ztratila tak značnou část moci nad Silou, vzal ji na Ravager a odletěl. Když se probrala, ptala se, proč ji vlna smrti ušetřila. Neodpověděl, ale vnutil jí skrze pouto vizi, jak sám vnímá galaxii. Pak jí vyřezal její zakrnělé oči, učinil ji svou učednicí a stínovou rukou, vykonavatelkou jeho rozkazů. Přes toto ochromení oba v konečném důsledku posílili.
Když vrcholila jeho a Sionova kampaň proti Jediům, vytvořil alianci s rebely, vedenými generálem Vakluem, bratrancem vládkyně Onderonu. Nihilus jim poskytl pomoc výměnou za přístup k hrobce Freedona Nadda na Dxunu, odkud plánoval vysát veškerou zásobu Síly, posílenou rituály jeho věrných. Mezitím Atris zajistila návrat Vypovězené do známé galaxie a vypustila falešnou informaci, že je posledním žijícím Jediem. To, že skončila na Peragusu, se hodilo, neboť Sion při jejím lovu stanici zničil a způsobil značné problémy Republice, která ztratila levný zdroj energie pro stanici na Telosu a vyostřilo se povstání na Onderonu. Ucítil však narušení v Síle a odvodil si, že za tím musela být Vypovězená. Vyslal Visas Marr lapit ji živou, aby z ní mohl vysát sílu. Nihilus nepočítal s tím, že si Vypovězená vytvářela Silová pouta, s kýmkoliv se setkala, takže si vytvořila mezitím mnoho přátel. Když ji nakonec Visas našla, byla snadno poražena. Tím se částečně zlomilo i její spojení s Nihilusem a zatoužila svého nyní již bývalého mistra zastavit.
Nihilusovy plány na Onderonu ztroskotaly díky Vypovězené, jež zastavila tamní občanskou válku a její družina dále odstranila jeho Sithy v hrobce Freedona Nadda. Zanedlouho se Nihilus dověděl od onderonského kapitána Tobina informaci o mnoha Jediích na Telosu IV, kam se ihned s Ravagerem a celou svou flotilou vypravil, ale chytil se tam do pasti, kterou na něj pečlivě nalíčila Darth Traya ve snaze ho zničit. Při bitvě o Telos byl Ravager napaden mandalorianskými bojovníky vedenými Mandalorem, který následoval Vypovězenou a Visas. Na můstku se pokusil z Vypovězené okamžitě vysát Sílu, jenže netušil, že byla zrovna takovou Ránou v Síle jako on sám, takže se značně vyčerpal a stal se zranitelným. Visas dokonala přerušení svého pouta s ním, čímž ho také oslabila. Po krátkém, zato však brutálním boji, byl Nihilus poražen a rozplynul se v rudé záři energie temné strany. Jeho masku sebrala Visas, aby se podívala na tvář toho, kdo ji tolik zranil, ale nespatřila nic. Jeho brnění s Nihilusovou esencí se po bitvě o Telos a zničení Ravageru dostalo nějakým způsobem na Korriban, kde ho někdo pohřbil. Jeho duch se spojil s temnou stranou, emitovanou planetou, a zůstal tam zakonzervován jako sithský duch po boku ostatních Temných pánů ze Sithu.
Vypovězená nakonec zlikvidovala Siona i Trayu, ale jeden neznámý vysoce postavený sith přesto unikl, který se ale musel pouze dobře skrývat. Každopádně Nihilusův holokron o čtyři tisíciletí později padl do rukou Darth Krayta. V roce 137 ABY ho Krayt otevřel společně s holokrony Darth Andeddua a Darth Banea na Korribanu. Žádal od Nihila radu, jak zastavit Yuuzhan Vongské příšery konzumující jeho tělo. Jedinou odpovědí bylo konstatováni v nesrozumitelném sithském jazyku, který se jeho druhové ani neobtěžovali přeložit, protože Kraytha nepovažovali za hodného nést dědictví Sithů a jeho pravidlo jednoho považovali za zneuctění tradic Sithů.
Zdroje
- Star Wars: Knights of the Old Republic II: The Sith Lords
- Star Wars Tales 24: Unseen, Unheard (Dark Horse Comics)
- Star Wars Legasy 5: Broken
- Darth Nihilus na starwars wiki – anglicky

| Temný Pán ze Sithu souběžně s Darth Sionem a souběžně s izolovanou vládou Lorda Vitiate | Temný Pán ze Sithu souběžně s Darth Sionem a souběžně s izolovanou vládou Lorda Vitiate | Temný Pán ze Sithu souběžně s Darth Sionem a souběžně s izolovanou vládou Lorda Vitiate |
| --------------------------------------------------------------------------------------- | --------------------------------------------------------------------------------------- | --------------------------------------------------------------------------------------- |
| Předchůdce: Darth Traya (jako vůdkyně Sithského Triumvirátu                             | 3955 BBY — 3951 BBY Seznam Sithů                                                        | Nástupce: neznámý nakonec Darth Desolous                                                |

### Darth Sion
Darth Sion byl mocný sithský lord, jenž patří mezi trojici hlavních záporných postav hry Star Wars: Knights of the Old Republic II: The Sith Lords. Sion byl jedinečný tím, že dokázal přetavit vlastní bolest v unikátní moc, jež ho spolu s temnou stranou Síly držela uměle naživu, ač měl tělo pokryté ohořelými kousky kůže a kosti měl nastokrát zpřelámané, tedy by měl být dávno mrtev. Vypadal velmi hrozivě a odpudivě.
Sion žil a bojoval už v době, kdy v galaxii řádil Temný Pán ze Sithu Exar Kun. Není známo, zda byl kdysi Jedi nebo se studiem Síly začínal už rovnou jako Sith, ale během bojů byl zraněn vícekrát než kdokoliv jiný. Svou neutichající bolest spojil s nenávistí a namísto pomalého umírání přeměnil svůj hendikep v unikátní přednost. Se svým strašlivým zjizveným zjevem přijal samozvaně personu Pána bolesti a šel znovu a znovu bojovat jen proto, aby nalezl smrt. Přidal se proto ke Kunovu Bratrstvu Sithů, kde sloužil na frontě jako sithský nájezdník a lovec Jediů. Z bitev odcházel neporažen, takže začal věřit ve vlastní nesmrtelnost a byl svolnější k dobrovolnému utrpení a bolesti. Jednoho dne však v bitvě s Jedii přece jen padl. Místo smrti ale jeho agónie probudila v Sionovi moc zmrtvýchvstání. Svého překvapeného přemožitele pak v nenávisti a zlobě zabil. Po této události přijal fakt, že své zničené tělo drží pohromadě jen za pomocí temné strany Síly a musí si neustále udržovat stav utrpení a bolesti, což považoval za přijatelnou cenu za nesmrtelnost. Kun nakonec prohrál, ale Sionovi se povedlo se ukrýt.
V Mandalorianských válkách vyšel z úkrytu a znovu se zapojil do boje, ale vlivem dalších zranění se už více podobal chodící mrtvole než člověku. Později se přidal na stranu Revanova sithského impéria do řad Sithských lordů. Sion byl více než šokován, když zjistil, že se Revan obrátil na světlou stranu a poddal se těm, které dříve nazýval nejhoršími slabochy. Když se pak impérium po Malakově porážce hroutilo, trávil čas na Korribanu v sithské akademii a sledoval tamní Sithy, jak se bez vedení obraceli jeden proti druhému, až se navzájem vyhubili. Jiní, včetně jeho, uprchli do neznámých regionů. Nakonec dorazil na Malachor V, kde se setkal s Darth Trayou, která pro své plány hledala Rány v Síle. Siona přijala za svého učedníka spolu se záhadným Darth Nihilusem. Z dřívějška mu zůstal pseudonym Pán bolesti. Stal se součástí sithského triumvirátu, jenž si kladl za cíl zničit Jedie. V Trayuské akademii se učil více o svém zaměření na bolest, o mučení, masakrech a o nenávisti, stejně tak se učil o Síle od své nové mistryně. Stal se také mistrem boje se světelným mečem a obávaným bojovníkem. Osobně způsobil smrt mnoha Jediů během stínové války, kterou rozpoutal spolu s Nihilusem, avšak Traya preferovala jiný postup pomocí klamu a lží, což vedlo k neshodám a jednoho dne ji s Nihilusem přepadli v Trayuském jádru a vyhnali ji.
Svou stínovou válkou, kterou prováděli v letech 3954 až 3952 BBY s jednotkami sithských vrahů, zřízených ještě Revanem, pak Jedie téměř kompletně vyhladil. Sion byl při tom několikrát „zabit“, ale vždy díky své moci znovu povstal. Jeho aliance s Nihilusem byla zřejmě nejlépe organizovanou frakcí Sithů, která v té době v galaxii existovala, a tak se Jediové začali skrývat. Mistr Lonna Vash se vydala jako jediná Siona aktivně hledat, ale na Korribanu padla do jeho léčky. Na Sionově a Nihilusově seznamu Jediů tak v roce 3951 BBY zbývala už jen jediná položka: Vypovězená. Sion si nastudoval její minulost i schopnosti, kterým vládla, a vydal se ulovit ji osobně. Avšak Traya, nyní známá jako Kreia, Vypovězenou hledala také na Ebon Hawku. Věděla, že se Vypovězená nachází na republikové lodi Harbinger a vyslala nouzový signál o pomoc proti Sionově válečné lodi, který ji pronásledoval. Jakmile Harbinger dorazil na místo, nechal Sion pomocí generátoru maskovacího pole ukrýt své vrahy na své fregatě a sám předstíral smrt, aby ho republikoví vojáci vzali na palubu Harbingeru ke studiu do koltové nádrže, kde zjistili, že je tento sithský lord ještě naživu v kómatu, ale dle toho, jak vypadal zvenčí i zevnitř, měl být už aspoň stokrát po smrti. Spolu s ním se dostali na palubu i jeho maskovaní vrahové. Z ničeho nic se Sion probudil a se slovy, že si přišel pro Jedie, započal masakr posádky.
Mezitím Kreia nalezla Vypovězenou pod silnými sedativy, dostala ji na Ebon Hawk a Sionovi, jenž zcela převzal nad Harbingerem kontrolu, unikla. Sice na Ebon Hawk vypálil a způsobil značné škody, ale ten se přesto dostal na těžební zařízení na Peragusu. Stanici našel za několik dnů a hned po přistání Kreia vycítila Sionovu přítomnost. Musela se s Vypovězenou a Attonem dostat přes Harbinger do zamčeného hangáru s Ebon Hawkem. Sion je na palubě nalezl a Kreia se mu postavila sama, aby Vypovězené a Attonovi poskytla čas uniknout. Sion byl překvapen, že Kreia žije, ale vysmál se jí a useknul jí ruku světelným mečem. Pak se pustil opět do pronásledování Vypovězené, jež unikla, nakonec i s Kreiou, v Ebon Hawku pryč. Opět na ně z Harbingeru střílel, ale tím jen způsobil explozi asteroidového pole kolem, která zničila stanici a Harbinger. Sion však explozi díky své moci přežil, avšak Vypovězená se mu ztratila neznámo kam. Setkal se s ní opět až na Korribanu, když hledala mistra Lonnu Vash. Sion Lonnu zabil asi hodinu před tím, než dorazila Vypovězená, aby pak v uzamčené akademii zabil i ji, aby tím zlomil svou bývalou mistryni, vědom si jejího spojení s Vypovězenou, aby pak mohl zabít i Kreiu. Vypovězené při duelu sdělil, že ji časem Kreia zničí jako jeho. Byl sice poražen, ale znovu vstal jako obvykle. Vypovězená pod Kreiiným vlivem pochopila, že Pána bolesti nemůže porazit čistě soubojem, tak utekla zpátky na Ebon Hawk a odletěla pryč. Sion pak z respektu před Vypovězenou vrahům nařídil, aby ji nechali být, protože se nevyhnutelně brzy opět střetnou. Brzy pochopil, že k Vypovězené necítil jen respekt. Zamiloval se do ní, ale bral to jako svou kritickou slabinu, jež by ho nakonec kvůli jeho závislosti na bolesti zabila. Z důvodu, že na ni pořád myslel, ji začal zároveň i nenávidět.
Po porážce Nihiluse Vypovězenou se Sion setkal na Malachor V znovu s Kreiou, která přispěla nemalou měrou k Nihilově pádu a nyní se vrátila jako Darth Traya. Sion ji chtěl na místě zabít, ale sdělila mu, že se musí připravit na Vypovězenou, která si tam přijde pro oba dva. Sion se potom v Trayuské akademii pokoušel Vypovězenou znovu varovat před Trayou. Vypočítal si, že Trayu nelze zabít, ale když Vypovězená zemře, nezbude jí nic jiného než ho přijmout znovu za učedníka. Domníval se, že je lepším než byl dokonce i Revan, a jeho vlastní vzpoura proti ní byl test, který zvládl. Pak se pustil do souboje s Vypovězenou, ale byl poražen, pak znovu a zase znovu. Vypovězená k němu promluvila a řekla mu, že ho Traya nikdy nerespektovala a jen ho využívá jako svůj nástroj. Sion dál trval na svém a bojovali ještě ve čtvrtém kole, kdy mu Vypovězená vysvětlila, že Darth Traya respektuje jen ty, kteří se umí Síly vzdát a ne ty, kteří jsou na ní životně závislí jako on, tedy ho přinutila postavit se své vlastní víře a svému skutečnému utrpení. Tehdy Sion pochopil, že jeho život stojí skutečně jen na bolesti a závislosti na Síle. Vypovězenou varoval před Trayou a poradil jí, že slabinou Trayi je Vypovězená sama, a to tím samým způsobem jako byla ona pro něj samotného. S těmito slovy nakonec tento sithský lord konečně zemřel a nalezl, vykoupen, klid.
Ačkoliv byl oddaný temné straně Síly, byl schopen ještě pozitivních emocí jako oddanost a snad i láska, kterou cítil k Vypovězené, což mu umožnilo omezit jeho nenávist a bol, čímž však ohrozil svůj (ne)život. Ovšem nebyl schopen to vyjádřit jinak než tím, že ji raději zabije sám, aby neskončila podobně jako on, tedy zlomená Trayou. Sám mohl být považován za toho, kdo nalezl způsob, jak být nesmrtelný, avšak za strašnou cenu. Lonna Vash ho ve svém deníku nazvala perverzí temné strany Síly.
Zdroje
- Star Wars: Knights of the Old Republic II: The Sith Lords
- Darth Sion na starwars-wikki - anglicky

| Sithský Pán s Temným pánem ze Sithu Darth Nihilusem souběžně s izolovanou vládou Lorda Vitiate | Sithský Pán s Temným pánem ze Sithu Darth Nihilusem souběžně s izolovanou vládou Lorda Vitiate | Sithský Pán s Temným pánem ze Sithu Darth Nihilusem souběžně s izolovanou vládou Lorda Vitiate |
| ---------------------------------------------------------------------------------------------- | ---------------------------------------------------------------------------------------------- | ---------------------------------------------------------------------------------------------- |
| Předchůdce: Darth Traya (jako vůdkyně Sithského Triumvirátu                                    | 3955 BBY — 3951 BBY Seznam Sithů                                                               | Nástupce: neznámý pak už oficiálně Vitiate, nakonec Darth Desolous                             |

## Doba obnoveného Sithského Impéria
Samozvaný Temný pán ze Sithu žijící v období let 5000 BBY až přibližně 3650 BBY. Vládl souběžně s Temnými pány z doby Sithských válek svému Impériu ukrytému v Neznámých oblastech galaxie.
- Lord Vitiate
- Temná rada: Darth Acharon, Darth Arctis, Darth Arho, Darth Azamin, Darth Decimus, Darth Ekkage, Darth Hadra, Darth Howl, Darth Igrol, Darth Jadus, Darth Marr, Darth Mekhis, Darth Mortis, Darth Nox, Darth Nyriss, Darth Ravage, Darth Sajar, Darth Thanaton, Darth Vengean, Darth Vowrawn, Darth Xedrix, Darth Baras.

### Lord Vitiate
Lord Vitiate, známý též pod původním jménem Tenebrae a pod titulem Sithský imperátor, je postava ze světa Star Wars, velmi mocný sithský lord a později Temný Pán ze Sithu, jenž patří mezi hlavní záporné postavy hry MMORPG Star Wars: The Old Republic z roku 2011. Jeho vláda byla velmi dlouhá a trvala nejméně 1300 let díky tomu, že znal metodu, jak si prodloužit život, ačkoliv za strašlivou cenu. Byl proto extrémně nebezpečný. Díky tomu je nepřímo zmiňován i ve hře Star Wars: Knights of the Old Republic II: The Sith Lords jako hrozba a prvotní příčina toho, proč se v časech Mandalorianských válek a Jediské občanské války v letech 3964–3950 BBY dostala galaxie do takového chaosu. Ovšem nejpodrobnější informace přinesl až román od Drewa Karpyshyna Star Wars: The Old Republic: Revan. Další detaily přinesla kniha Star Wars: The Old Republic Encyclopedia, jež ovšem tohoto imperátora pojmenovala jako Darth Vitiate.
Ačkoliv byl nakonec během Druhé velké galaktické válce ve hře Star Wars: The Old Republic poražen, jeho esence přežila a ožila v novém těle, avšak nechal se uvést do stáze. Nicméně v knize Star Wars: Darth Plagueis bylo potvrzeno, že nakonec přece jen zemřel, ale není známo, kdy přesně. Nejpozději tomu mohlo ale být v roce 67 BBY.

#### Biografie
Tenebrae se narodil na Medriaasu, zapadlé planetě Starého impéria, jako nemanželský syn zdejšího vládce lorda Dramatha a chudé sithské rolnice. Už jako batole byl strašlivý, neprojevoval žádné emoce a nikdy neplakal. Vyhýbala se mu dokonce i zvířata. V šesti letech již uměl používat Sílu a byl v ní natolik mocný, že vzbudil podezření manžela jeho matky, že Tenebrae není jeho syn, protože takovou moc nikdo v rodině nikdy neměl. Zaútočil na svou ženu a ta přiznala milostnou aféru s lordem Dramathem. Nikdo však nečekal, že se Tenebrae přiživí na hněvu svého "otce". Posílil si tím svou moc a pak mu Silou zlomil vaz. Poté několik měsíců mučil svou matku, dokud ji nezabil. Během té doby si také podmaňoval svou mocí obyvatele vesnice, z níž pocházel.
Když mu bylo deset let, ovládal už několik vesnic a měl k dispozici armádu těch, kteří ho obdivovali, nebo se ho báli. Při dobývání dalších vesnic masakroval obyvatele po tisících, veřejně je popravoval a přiživoval se na jejich síle. O činech chlapce se doslechl i lord Dramath, ale dělo se to v odlehlých severních končinách, tak ho nechal být. Ale právě v době, kdy Tenebraemu bylo deset, přijel na sever na inspekci zjistit, zda je opravdu tak silný. Dost ho ale podcenil, protože malý Tenebrae svému biologickému otci sdělil, že je jeho nemanželským synem, poté ho odstřihl od Síly, mučením ho dohnal k šílenství a nakonec ho zabil. Vlády nad Medriaasem se ujal Tenebrův nevlastní bratr a legitimní následník, lord Dramath II. Ten však raději ze strachu emigroval z planety. Do roku 5100 BBY se Tenebrae stal faktickým vládcem Medriaasu.
Ve věku pouhých 13 let odletěl na Ziost, kde ho čekala audience u temného pána Marky Ragnose. Vládce Sithského impéria byl schopnostmi i ambicemi tohoto mladíka nadšen, takže ho formálně jmenoval vládcem Medriaasu a udělil mu titul Sithský Pán s novým jménem: lord Vitiate. Po návratu si Vitiate nechal ve svém rodišti vybudovat ohromný palác, odkud vládl planetě. V dospělosti se ponořil do hlubšího studia temné strany Síly a učil své žáky potlačit své emoce. Jeho vláda tak vypadala překvapivě poklidně, vzhledem k jeho brutalitě v dětství; po celých sto let se neúčastnil žádných bitev a mezi ostatními sithskými lordy měl pověst samotářského učence a podivína. Když v roce 5000 BBY zemřel Marka Ragnos, ani se nepokoušel zasahovat do mocenského boje a neúčastnil se ani Sadowovy invaze do Republiky. Když se však armády Republiky objevily nad Korribanem, vše se změnilo.

#### Imperátor
Cestoval po světech impéria a šířil v roce 4999 BBY mezi obyvateli strach, že se Republika s Jedii vrátí a všechny je zabijou. Takto spustil své vlastní plány na získání moci a panika, kterou rozšířil, se umocnila, když se ještě téhož roku Republika skutečně vrátila a začala vyhlazovací válku. Vyděšení Sithové začali přilétávat na Medriaas, přejmenovaný na Nathemu, aby mu pomohli s rituálem temné strany, kterým prý uvolní moc, jakou vetřelce zničí. V tutéž dobu také jeho podřízení dokončili studium prastarých zdrojů znalostí, nalezli polohu ztracené kolonie Dromund Kaas i odvodili hyperprostorové souřadnice tak, aby je Jediové neodhalili.
Jakmile vyděšení sithové z ostatních planet impéria dorazili, vybral k rituálu 8000 z nich. Neudělal však to, co slíbil, ale svou mocí ovládání mysli je donutil provést jiný rituál, který trval deset dní. Nathemu sevřela koncentrovaná moc temné strany a jakmile bylo hotovo, zničila na ní veškerý život a zcela ji zbavila Síly tak, že pro citlivé na Sílu jakoby přestala existovat. Rituál samozřejmě přežil jen Vitiate a veškeré vysáté zdroje Síly a života absorboval do sebe, čímž si znásobil svou moc a hlavně si prakticky zajistil nesmrtelnost, což byl mimochodem cíl jeho století trvajícího studia. Od té doby si už neříkal ani Vitiate, ale jen sithský imperátor, samozvaný Temný pán ze Sithu.
Zničení Nathemy u sithů, kteří dále v panice přilétávali na jeho domovinu, sváděl na Jedie a šířil falešné naděje, čímž je začal ovládat. V předvečer bombardování Korribanu Republikou ještě z planety evakuoval další sithy, aby si vybudoval postavení spasitele, jenž všechny odvede do bezpečí, do neznámých oblastí galaxie. Přestože polohu Dromund Kaasu znal, záměrně exodus vedl do slepých uliček po dobu 20 let, aby na něm byli ostatní čím dál více závislí. Po přistání na Dromund Kaasu ke svým lidem promluvil. Staré impérium je mrtvé, ale zde z jeho popela vyroste nové. Začali tedy budovat novou, "spravedlivou" společnost, a říši, která vybuduje obrovskou imperiální armádu a jednoho dne se vrátí pomstít se Republice.
Ze začátku dozoroval na budování Kaas City osobně a ostatní sithové a jejich otroci ho ctili jako boha, ale po dokončení výstavby císařského paláce se na veřejnosti ukazoval čím dál méně. Sestavil dvanáctičlennou Temnou radu, spravující každodenní záležitosti, a také tajnou dvanáctičlennou skupinu imperátorových rukou (o které nevěděli ani příslušníci rady), loajálních čistokrevných sithů, jimž propůjčil svou mocí dlouhověkost výměnou za to, že bude čerpat jejich sílu a využívat je k udržení kontroly nad svým impériem. Opět se pustil do hlubokého studia temné strany Síly a své objevy přetavil v rozkaz vybudovat na předměstí Kaas City Temný chrám, kam nechal uložit ostatky sithských králů z předimperiální doby, které ukradl z Korribanu. Původně měl v plánu pohřbívat tam odpůrce, ale nakonec je tam temným rituálem zbavoval života sám, jako např. v roce 4606 BBY učence Kel'etha Ura, který si dovolil mezi sithy dokonce šířit učení Jediů.
Z chrámu tak postupem času vytvořil zdroj temného víru, který zachvátil atmosféru Dromund Kaasu a přeměnil ji v nekonečnou bouři a déšť. Nebyl však sám, kdo učinil objevy v moci temné strany Síly. Skupina šesti sithských lordů při společných meditacích objevila speciální metodu bitevní meditace, kterou vnutili strach celým armádám. Imperátor je jmenoval "mistry strachu" (Dread masters) a udělal z nich svůj poradní orgán. Ze zájemců, kteří nevládli Síle, udělal obávanou imperiální stráž. Její členové byli napojováni přímo na imperátorovu mysl, aby byla zajištěna jejich bezmezná oddanost. Dalším jeho počinem bylo sestrojení přístroje zvané Ravager. Ten uměl číst informace z mysli umírajících a nebylo proti tomu obrany. Tento vynález však nikdy pořádně nefungoval, tak ho imperátor spolu s dalšími nepovedenými experimenty nakonec nechal uzamknout do Temného chrámu, který se od té doby stal na staletí nepřístupný veřejnosti.

#### Příprava invaze do Republiky
Imperátorova vláda nebyla později už tak populární a čelil několika konspiracím, zejména z řad členů Temné rady. Nejzávažnější byl pokus Darth Lokesse kolem roku 4600 BBY svrhnout imperátora s cílem předčasně se vrátit do ztracených lokalit impéria a konfrontovat Republiku. S koncem 5. tisíciletí BBY už ale většinu sithů invaze do Republiky nezajímala. Imperátor však stále invazi chtěl, ale už ne kvůli pomstě. Objevil totiž způsob, jak rituál z Nathemy znásobit a provést ho plošně na celou galaxii a k tomu potřeboval, aby zemřelo co nejvíce lidí. V roce 4043 BBY se proto nečekaně objevil na "jednání" Temné rady, když se zrovna dva znepřátelení sithové Darth Qalar a Darth Victun vyzvali na souboj a prakticky zničili zasedací místnost. Nařídil vystavět novou pevnost a dozor svěřil Darth Nostremovi. Toho po dokončení výstavby nechal zavřít dovnitř, aby ji otestoval. Nostrem se ven nedostal ani s veškerou svou mocí temné strany a zemřel tam; tedy imperátor byl spokojen.
Oficiálně sdělil, že je pevnost nutná pro blížící se válku s Republikou, ale protože za posledních tisíc let se z relativně malé bandy uprchlíků stala už vyspělá a početná civilizace, jež zkolonizovala mnoho světů v okolí Dromund Kaasu, bylo jen otázkou času, kdy bude znovuobjevena Nathema. K tomu došlo o několik dekád později a členové Temné rady Darth Nyriss s Darth Xedrixem zjistili, co tam kdysi imperátor provedl a co nyní skutečně chystá. Založili proti němu tajný odboj za jediným účelem: zachránit vše živé před totální zkázou. Imperátor mezitím se zájmem sledoval velká sithskou válku a zaujali ho Mandaloriani. Vybral si je jako testovací subjekt, aby zjistil, jak moc je Republika silná. V roce 3978 BBY vyslal emisara (čistokrevného sitha) najít Mandalora Největšího, kterému jeho prostřednictvím namluvil, že měl vizi o tom, jak Mandaloriané pokoří Republiku a Jedie při slavném vítězství. Mandalora imperátor ovládl mocí temné strany a výsledkem byly Mandalorianské války. Ty rozhodl až Revan s Malakem, a protože přišli během války na Korribanu a Malachoru V do styku temnou stranou, imperátora zaujali. Podařilo se mu skrze moc temné strany tiše promlouvat k jejich mysli a skrytě jimi manipuloval. Věděl, že se ho pokusí najít, dřív nebo později.
Tak se i stalo. Když po měsících špionáže a infiltrace oba imperátora konfrontovali, překvapil je, že o nich věděl všechno díky tomu, že ovládal mysl svých stráží, kteří je propašovali dovnitř paláce. Snadno je odzbrojil a svou mocí je zlomil a stáhl k temné straně Síly. Řekli mu všechno o Republice a zmínili se i o Star Forge, bájné rakatské továrně, která by potenciálně mohla urychlit jeho plány. Vyslal proto oba novopečené Sithy stanici najít, ale přepočítal se. Oba bývalí Jediové měli vůli silnější, než čekal, a před dokončením úkolu se zcela vymanili z jeho kontroly. Revan pak s nalezenou Star Forge proti plánům imperátora založil vlastní impérium a sám Republiku napadl. V roce 3956 BBY však Revan svou vlastní válku zastavil, když mu byla vymazána paměť. V tutéž dobu také hrozilo, že imperátor odhalí spiknutí, jež vedla Darth Nyriss, takže tato sithská paní zosnovala sérii pokusů o atentát na sebe samou, z kterých "obvinila" stárnoucího Dartha Xedrixe. Imperátor ji proto poslal na ochranu Scourgeho, jenž Xedrixe vypátral a zabil.
Po jeho zabití se Nyriss Scourgemu svěřila, o co jde, vysvětlila mu imperátorovy skutečné záměry a chtěla ho naverbovat do odboje. Vzala ho na Nathemu, aby se přesvědčil sám. Avšak v tutéž dobu v roce 3954 BBY na Nathemu letěl také Revan, jehož loď Ebon Hawk sestřelili. Revana Nyriss znala už z dřívějška a zajala ho, protože zjistila, že se dokázal zcela vymanit z imperátorovy kontroly. Po čtyři roky ho držela ve svém vězení, kde na něj dohlížel Scourge, jehož Revan zaujal a naučil se mu věřit. Když pak na Dromund Kaas dorazila Vypovězená, rozhodl se Scourge konat. Vyzradil imperátorovi Nyrissin odboj, ale nepočítal s tím, že imperátor místo eliminace jmen, které mu dal, vyhladí celou Temnou radu, z toho devět jejích členů popravil osobně, ačkoliv do odboje patřili jen dva z nich. Pak vyslal imperiální armádu zabít zbylé členy rady a zničit jejich mocenskou základnu. Scourge tohoto chaosu využil k Revanově vysvobození, a pak spolu s Vypovězenou plánovali, jak imperátora porazit.
Vnikli i přes stanné právo do kaaského paláce, kde se střetli s imperiální gardou, až se Revan dostal k imperátorovi. Pokusil se Revana znovu ovládnout, ale ten využil moc světlé i temné strany, aby útok na jeho mysl odrazil, čímž oba dva poslal v oslepujícím záblesku do vzduchu. Imperátor byl tímto vzdorem zaskočen, ale dokázal Revana zasáhnout na několikátý pokus blesky, kterými ho mučil. Zezadu ho však napadl Revanův droid T3-M4, který mu podpálil plášť. Droida mocným zábleskem zničil a pak vzal Revanův světelný meč, aby ho bezmocného probodnul. V tom mu zabránila Vypovězená. Imperátor se ocitl obklíčen a Scourgemu řekl, že ho zklamal. Scourgeho však přepadla vize, během níž si uvědomil, že jim není souzeno imperátora porazit, proto náhle zezadu probodl Vypovězenou. Imperátor pak už neměl s osamoceným Revanem moc práce. Otestoval Scourgeho loajalitu a přikázal mu Revana zabít, ale těsně před tím, než to Scourge udělal, ho zastavil.
Revana umístil v tajné laboratoři v mlhovině Maelstrom do stáze a pomocí sithské alchymie a svých technologií mu prodloužil život za účelem získání informací o Jediích a Republice, a také k přiživování se na jeho síle. Scourgeho pak povýšil do pozice "Imperátorův hněv" jako svého osobního strážce a zabijáka a daroval mu nesmrtelnost. Vypovězená však jako duch pomohla Revanovi vzdorovat imperátorově vlivu a ten ho byl potom schopen ovlivňovat, čímž se zasloužil o 300leté oddálení začátku invaze. To ovšem nebylo to jediné, co imperátora brzdilo. Kvůli tomu, že se Revanovi málem podařilo ho zabít, dostal strach. 200 let trávil dalším studiem temné strany, až objevil způsob, jak přemístit esenci svého bytí do jiného těla. Sám sebe umístil také do stáze na tajném místě a prostřednictvím tohoto rituálu posedával cizí těla, ze kterých vytvářel "Imperátorovy hlasy". Ovšem jeho zkaženost z temné strany každého hostitele brzy zničila, takže střídal těchto hlasů více podobně, jako když musel střídat několik klonových těl o 3–4 tisíciletí později Palpatine.
Mezitím pokračoval v plánech na přípravu invaze, jak jeho imperiální flotila rostla. Povedlo se mu nasadit do řádu Jedi své špiony díky rodině Ovairových a ty využil v roce 3756 BBY, když objevil, že duch Nagy Sadowa na Yavinu IV ještě může žít a ohrožovat jeho plány. Podobně dosazoval své špehy do planetárních vlád mnoha planet ve Vnějším pásu.

#### Invaze a pád
V roce 3681 BBY konečně oznámil zahájení tolik let odkládané invaze. O tři léta později začal s rituálem, jak svou mocí celou galaxii sevřít, a využíval k tomu na Sílu citlivé děti, které byly trénovány v sithské akademii, a pak sithskou alchymií připojeny k jeho mysli, aniž by si to samy uvědomily. Ty pak v dospělosti šířily jeho vůli do všech koutů galaxie jakožto politici, členové zájmových skupin nebo dokonce jako Jediové. Avšak musel se vypořádat se zradou své učednice Exal Kressh. Invaze šla podle plánu a imprérium utrpělo první vážnou porážku až na Bothawui. Následovaly však další, jako například zajetí imperátorových mistrů strachu, ale vážné komplikace způsobilo zastavení sithské invaze na Alderaanu v roce 3667 BBY. Díky tomu se Republika vzpamatovala a nepomohly ani úspěchy na Hothu, nebo mandalorianská blokáda Hydiánské hyperprostorové cesty. Navíc se nedlouho poté dostaly republikové flotily až na Ziost, odkud se chystaly na útok na Dromund Kaas. Takovýto vývoj imperátora značně rozčílil a vyměnil vedení imperiální flotily. Velení předal Darth Malgusovi a Darth Barasovi. Ti vytlačili Republiku zpět, ale válka nakonec skončila na mrtvém bodě.
Po 27 letech od začátku války pod Revanovým vlivem udělal něco, co nikdo nečekal. Republice nabídnul mír. Vyslal tedy v roce 3653 BBY Dartha Barase na Alderaan vyjednávat. Mezitím však Darth Angral s Darth Malgusem provedli překvapivý úder na Coruscant, který obsadili a jeho obyvatele drželi jako rukojmí, aby Republiku donutili dokument podepsat. Imperátor mír prosadil proti vůli Temné rady, která povětšinou chtěla bojovat dál, ale nabídl jim přímou vládu nad světy, které impérium dle mírové smlouvy ovládlo. Impérium zabíralo až polovinu známé galaxie, avšak imperátor se po uklidnění situace zase pustil do studia temné strany a vládu zcela přenechal členům Temné rady, která se začala mezi sebou během Studené války hašteřit v nedůležitých konfliktech a politických intrikách.
Mír se za 12 let zhroutil a začala druhá velká galaktická válka. V tu dobu totiž imperátor konečně zlomil Revana ve stázi. Než toho ale stihl využít, vysvobodil ho při jedné akci republikový výsadek. Bez Revanova vlivu ovšem imperátor urychlil své plány, vedoucí ke zničení všeho živého v galaxii. Na scéně se objevil opět Scourge, jenž se setkal s Jediem, známým jako "Hrdina z Tythonu". Imperátora informoval, že tento Jedi je součástí jednotky určené k jeho zajetí. Nechal ho proto sledovat a nařídil jednomu ze svých "dětí", aby vyvraždil vládnoucí rodinu Erigormu, což by narušilo jejich alianci s Republikou. To mu však překazil jiný Jedi, známý titulem Barsen'thor. Po sérii podobných situací byl imperátor konečně Jedii konfrontován.
Hrdina z Tythonu získal informaci o poloze imperátora a vydal se za ním na Dromund Kaas spolu s velmistryní Satele Shan, jež velela invazní armádě do Kaas City. Hrdina se nakonec probojoval až k němu. Imperátor se mu vysmíval za ztrátu sil, když nejprve pomáhal příteli. Pak ho napadl zvláštní technikou Síly, kdy vytvořil tři kopie sebe samého. Po jejich porážkách ho hrdina konfrontoval dotazem, co vlastně hodlá udělat, zda teda zničit galaxii. Imperátor na něj poslal další své kopie a tentokrát už vytáhl světelný meč i on sám. Nakonec byl imperátor poražen, a když padl k zemi, prohlásil, že nikdy nedopustí, aby byl vykoupen nebo zapečetěn. Jenže toto nebyl skutečný imperátor, ale jen jeho hlas v cizím těle. Imperátorova duše poté řekla hrdinovi, že ho stejně zabije, a mocným rituálem na něj strhl strop, aby ho zasypal zaživa. Ovšem hrdinovi se povedlo utéct včas.
Imperátorova duše se pak vrátila na skryté místo do originálního imperátorova těla ve stázi, aby usnul velkým spánkem a vyléčil si zranění, která jeho duch utrpěl při bitvě s Hrdinou z Tythonu. Všichni věřili, že je imperátor mrtev, tak si Sithové, mezi nimi např. Darth Malgus, začali impérium ukrajovat sami pro sebe. Imperátor se ve svém špatném stavu pokoušel telepaticky kontaktovat ještě své "děti", ale bez větších úspěchů. Některé se ho časem naučily ignorovat, jiné díky přenosu jeho špatného stavu zešílely.
Imperátor nakonec úplnou smrt o tisíciletí později nalezl, i když se neví kdy přesně a jak. To potvrdil Darth Plagueis, jenž z touhy po nesmrtelnosti imperátorovu minulost studoval. A imperátor patřil mezi Sithy, kteří se tomuto cíli dokázali velmi přiblížit.

#### Zdroje
- Lord Vitiate alias Sithský imperátor alias Tenebrae na starwars-wikki (anglicky)

## Doba Nových sithskýh válek
Temní Páni žijící v době Nových sithských válek a před nimi, od 3600 BBY a od 2000 BBY po 1000 BBY.

### Darth Desolous
Darth Desolous byl Temným Pánem ze Sithu v době, kdy byl v galaxii mír. Jeho osoba se vyskytuje coby hologram výcvikového programu ve hře Star Wars: The Force Unleashed, který spustil Starkiller.
Jeho původní jméno je neznámé, ale byl váženým pau'anským mistrem Jedi a mistrem v soubojích. Jeho studia bojového umění Sithů ho přivedla k temné straně Síly a jakmile byl ostatními mistry odhalen, byl radou Jedi vypovězen z řádu. Přísahal, že se jim pomstí a stal se Temným Pánem ze Sithu. Přijal jméno Darth Desolous a vytvořil si svou vlastní armádu z řad pau'anských válečníků, které svérázným způsobem učil své bojové umění.
Spolu se svou armádou prováděl po celé galaxii výpady proti Jediům plnících nejrůznější mise, až jich zabili na dva tisíce. Tento úspěch ho potěšil, ale zároveň příliš zpychl, přestal být opatrný a obezřetný, a to se mu vymstilo, když přepadl se svou jednotkou malou skupinu Jediů na planetě Yaga Minor. Vůbec si neuvědomil, že tato malá skupinka sloužila jako návnada pro skryté zkušenější Jedie, jejichž stíhače se náhle vynořily z hyperprostoru a zablokovaly všechny únikové cesty ze soustavy. Postupně zlikvidovali jeho vojáky a nakonec i Dartha Desolouse samotného, ačkoliv ho dokázala přemoci až kompletní rada Jediů.
Jeho bojové umění však i přes jeho špatné skutky zaujaly radu natolik, že použila jeho hologram do programu rytířských zkoušek padawanů, který zůstal aktivní dokonce i po operaci Knightfall v roce 19 BBY, kdy byl vykonán rozkaz 66, a v roce 3 BBY se mu postavil Galen Marek.
Zdroje
- Star Wars: The Force Unleashed
- Darth Desolous na starwars wiki - anglicky
- Kolektiv autorů, The Complete Star Wars Encyclopedia, Del Rey, 2008, ISBN 0-345-47763-4

| Temný Pán ze Sithu                                                | Temný Pán ze Sithu           | Temný Pán ze Sithu                   |
| ----------------------------------------------------------------- | ---------------------------- | ------------------------------------ |
| Předchůdce: neznámý nakonec Lord Vitiate (jako Sithský imperátor) | po 3522 BBY — ? Seznam Sithů | Nástupce: neznámý nakonec Darth Ruin |

### Darth Ruin
Darth Ruin byl ctihodným mistrem Jedi, původně se jmenoval Phanius, jenž byl znám svým svérázným učením a životní filozofií, která se v mnohém shodovala s filozofií šedých odštěpenců řádu Jedi, známých jako Potentia. Tuto postavu i její příběh navrhl sám George Lucas v rámci příprav na natáčení epizod I až III.
Phanius nakonec porušil jediskou přísahu a uprchl z řádu hledat indicie o zakázaném učení. Tímto činem se dostal do síně neslávy "Ztracená dvacítka" (20 mistrů Jedi, kteří kdy opustili řád). Potají sjednotil roztříštěné sithské klany, jež ještě v temnotách galaxie přežívaly, spolu se zbytky zbytky impéria po lordu Vitiate, kterými položil základy Nového sithského impéria. Budování svého nového řádu dokončil, když vypuklo čtvrté velké schizma, jehož následkem opustilo řád 50 rytířů Jedi. Ti přísahali Phaniovi věrnost a přijali temnou stranu Síly.
Phanius se stal novým Temným pánem ze Sithu a přijal jméno Darth Ruin. Spolu se svými následovníky rozpoutal Nové sithské války proti Republice a Jediům, ovšem jeho kampaň neměla dlouhého trvání. Ruin byl totiž natolik tvrdohlavý, hloupý a příliš ambiciózní, že ho brzy jeho následovníci přestali respektovat a sami ho zabili.
Zdroje
- BROOKS, T., Star Wars Episode I: The Phantom Menace, Del Rey, 1999, ISBN 0-345-42765-3
- Darth Ruin na starwars wiki - anglicky

| Temný Pán ze Sithu                         | Temný Pán ze Sithu        | Temný Pán ze Sithu                       |
| ------------------------------------------ | ------------------------- | ---------------------------------------- |
| Předchůdce: neznámý nakonec Darth Desolous | kolem 2000 BBY Darth Ruin | Nástupce: neznámý nakonec Dark Underlord |

### Dark Underlord
Dark Underlord byl krvežíznivým Sithem, jenž byl proslul masakry během první čtvrtiny Nových sithských válek, jenž velel osobní jednotce sithských nájezdníků, známých jako černí rytíři.
Kolem roku 1750 BBY, kdy se stal Temným pánem ze Sithu, si postavil se svými černými rytíři pevnost na planetě Malrev IV, kde se nacházel i pradávný sithský chrám, který znásoboval uživatelům temné strany Síly jejich moc. Zda byl tento chrám Underlordem vystaven, nebo ho jen "zdědil" po předchozích vládcích Malrevu, není známo, každopádně tuto moc využil při obraně před armádou rytířů Jedi.
Jeho arcinepřítel, jediský generál Murrtaggh, usiloval o jeho eliminaci, dokud byl na planetě. Takže Murrtaggh najal velké množství mandalorianských žoldnéřů, aby odlákali pozornost černých rytířů, zatímco se tomuto mistru Jedi povedlo proniknout za jejich obranné linie. Tuto lest však Underlord neprohlédl a chytil se do pasti. Nařídil svému zeltronskému generálovi všechny síly nasměřovat na odražení útoku Mandalorianů, a zůstal v pevnosti bez pořádné ostrahy. Murrtaggh ho tedy nerušeně vyzval k duelu, přičemž Underlorda porazil. Tento mistr Jedi však při bitvě sám propadl temné straně.
Zajímavostí je, že Dark Underlord nepoužíval světelný meč, místo toho preferoval dva alchymií očarované sithské meče, které používal navzdory tomu, že se na nich od dob starého impéria už podepsal zub času.
Zdroje
- Kolektiv autorů, The Complete Star Wars Encyclopedia, Del Rey, 2008, ISBN 0-345-47763-4
- Peña , A., Evil Never Dies: The Sith Dynasties, Star Wars Insider 88.
- Dark_Underlord na starwars wiki - anglicky

| Temný Pán ze Sithu                     | Temný Pán ze Sithu            | Temný Pán ze Sithu                    |
| -------------------------------------- | ----------------------------- | ------------------------------------- |
| Předchůdce: neznámý nakonec Darth Ruin | kolem 1750 BBY Dark Underlord | Nástupce: neznámý nakonec Darth Rivan |

### Darth Rivan
Darth Rivan byl posledním známým Temným pánem ze Sithu před érou Dartha Banea, který si dal před své jméno titul Darth. Jméno Rivan si vybral poté, kdy narazil na dávný sithský manuskript zmiňující činy Dartha Revana i jeho vykoupení na světlou stranu, kterého měl za svůj vzor.
Poté, co se stal Temným pánem, prozkoumal neprobádanou soustavu Cularin s planetou Almas, na které si nechal zbudovat svou pevnost, přestože tamní atmosféra byla téměř nedýchatelná. Kromě toho, že byla zdrojem velké moci temné strany Síly, tam chtěl vycvičit své vlastní sithské supervojáky, a to z toho důvodu, že jakmile se na jednom místě sejde více Sithů, dříve nebo později se navzájem zabijí, místo toho, aby spolupracovali. Tito supervojáci měli být se svým velitelem spojeni pomocí Silových pout natolik silných, že kdyby voják svého velitele napadnul, pocítil by bolest z rány také stejně silně.
Dále ze své pevnosti sestřeloval blesky válečné lodě nepřátel na povrch. Díky tomu, že byla převážně zbudovaná z mandalorianské oceli, nebylo možné čelit Silou tamním pastem a zničit ho světelnými meči. I díky tomu se až do dob bitvy o Naboo v roce 32 BBY, kdy tam byl proveden archeologický výzkum, dochovala rozsáhlá Rivanova knihovna, včetně jeho autobiografie v sithštině na nástěnných malbách. Byl držitelem vzácné zbraně, známé jako temná hůl, která byla schopna čerpat Sílu z ostatních živých bytostí.
Největší zásluhu však měl na tom, že vyvinul speciální trávu, kterou rozšířil na celém Almasu a ta později přispěla k tomu, že se stala planeta obyvatelnou pro lidi. Na Almasu žil Rivan několik desítek let, a snažil se odhalit tajemství nesmrtelnosti, až se na planetě někdy před rokem 1250 BBY vylodil výsadek Jediů, když planetu napadla Republika a rozbombardovala pevnost (ale vnitřek včetně věže zůstal nepoškozen), takže musel Rivan uprchnout. Věřilo se, že byl tehdy zrazen a zabit svým učedníkem Darsinem.
Ve skutečnosti byl Darsin Jedii zabit dříve, než měl vůbec možnost to provést. Duši svého učedníka však Rivan modifikoval tak, že z něj udělal zotročeného ducha ze Síly, aby mu i nadále po smrti sloužil. Pak využil moc své temné hole, aby před jistou smrtí bláznivým rituálem přenesl své tělo i vědomí teleportací prostorem i časem. Záměr se sice povedl, ale určitě si to nepředstavoval takhle: ocitl se o několik staletí v budoucnosti na planetě Ruusan, kde zrovna zuřila jedna ze slavných bitev mezi Jedii a Bratrstvem Temnoty. Než se stihl rozkoukat a znovu nabít svou temnou hůl, zabil ho sithský lord, který byl skrze hologram, který po sobě v minulosti zanechal, jeho dalším učedníkem. Ještě na Almasu si pro sebe připravil mauzoleum, ale nakonec v něm nikdy nespočinul. Jeho spisy z almaské pevnosti byly o tisíc let později během klonových válek předány ke studiu řádu Jedi.
Zdroje
- Kolektiv autorů, The Complete Star Wars Encyclopedia, Del Rey, 2008, ISBN 0-345-47763-4
- Darth Rivan na starwars wiki - anglicky

| Temný Pán ze Sithu                         | Temný Pán ze Sithu                     | Temný Pán ze Sithu                    |
| ------------------------------------------ | -------------------------------------- | ------------------------------------- |
| Předchůdce: neznámý nakonec Dark Underlord | někdy mezi 1417 - 1250 BBY Darth Rivan | Nástupce: neznámý nakonec Belia Darzu |

## Doba Kaanova Bratrstva Temnoty
Sem patří stovky až tisíce Temných pánů, z nichž prakticky nikdo nebyl příliš významný. Doba spadá do století 1100 až 1000 BBY.
- Qordis, Kopecz, Kas'im, LaTor, Seviss Vaa, Hezzoran, Borthis, Orilltha, Shenayag, Kaox Krul, Githany, Sirak, Llokay, Yevra

## Doba Řádu sithských pánů
Temní Páni v době od konce Nových sithských válek po konec Impéria, kteří následovali Pravidlo dvou. Časově od 1000 BBY do 4 ABY.

### Darth Vectivus
Darth Vectivus byl lidský Temný Pán ze Sithu z času dávno před Darth Plagueisem. Byl chytrý a čestný, jeho disciplína a obchodní etika mu umožnila zůstat čestným a spravedlivým, díky čemuž ho nelákala moc. Byl mírně obézní, ale se spoustou svalů. Nosil vždy elegantní šaty a měl světelný meč se stříbrnou rukojetí, na které měl černé kameny posazené do řady.
O jeho minulosti předtím, než se stal administrátorem dolů v asteroidu poblíž Bimmielu, není mnoho informací. Potom, co energie temné strany pomalu začala všechny horníky měnit v šílence a množství rudy se začalo zmenšovat, Vectivus tiše doly zavřel. Poté, co se ujistil, že důl je docela zapomenut, se vydal hledat Sithy. O pár let později se vrátil na asteroid už jako plně vycvičený Sithský Lord. Vytvořil tam sídlo uprostřed energie temné strany.
O staletí později se Temná Paní ze Sithu Lumiya přesunula do zbytků dolu nad Vectivusovým sídlem. Použila ji jako útočiště, kde studovala Vectivuse a historii Sithů a Síly. V roce 40 ABY Lumiya vzala Jacena Sola do Vectivusova bývalého domova, kde začala jeho cestu temnou stranou. Co se ukázalo jako Vectivusovo echo v Síle, popisovalo samo sebe jako „zbytek ducha“. Jediná informace, kterou duch poskytl, byla, že Vectivus zemřel před staletími. Jeho holokron později přešel do vlastnictví Nového Sithského Řádu. Ten pak holokron předal Aleemě Rar. Poté, co byla Aleema obdarována Vectivusovím holokronem, bylo jí řečeno, že Nový Sithský Řád považoval Vectivuse za podvodníka navzdory tomu, že měl několik unikátních schopností. Tato víra, že Vectivus nebyl pravým Sithským Lordem může vysvětlit, že zůstal etický a nehledal galaktickou moc nebo způsob, jak zničit Jedie. Lumiya se už před tím odmítla připojit k Novému Sithskému Řádu, jinak známého jako Sithský Řád Jednoho, aby mohla cvičit Jacena Sola jako Sitha. Sithský Řád Jednoho zničil Vectivusův asteroid navzdory moci temné strany, jež obsahoval, aby nepadl do rukou Jediů a sil Aliance.
Zdroje
- Darth Vectivus na The Star Wars Wiki (anglicky)

### Darth Plagueis
Darth Plagueis, někdy označovaný jako Darth Plagueis Moudrý, byl Temný Pán ze Sithu v linii Darth Banea, známý pro své umění manipulace s midi-chloriany. Jeho rodné jméno bylo Hego Damask. V galaktických událostech sehrál důležitou roli, neboť připravoval Darth Sidiouse k převzetí moci nad Galaxii a nastolení nového věku Sithů.
Jeho zrození bylo dílem pečlivě cílené manipulace předešlého temného pána ze Sithu Darth Tenebrouse, hledajícího učedníka, jenž ho dovede k bájnému „vyvolenému“ prostřednictvím manipulace s midi-chloriany, jimž sám přezdíval „maxi-chloriany“. Tenebrous během své pracovní kariéry potkal na Sílu citlivého zaměstnance Muunského bankovního klanu Caara Damaska, kterému zařídil prostřednictvím svádění od své špionky potomka, jenž se jmenoval Hego Damask a měl parametry, které Tenebrous potřeboval. Caaru Damaskovi časem za odměnu zařídil povýšení a nakonec vstup do představenstva Muunského bankovního klanu, zatímco Hegova matka zmizela beze stopy, jakmile oba rodiče předali dle dohody svého syna Tenebrousovi. Hego byl do té doby držen v izolaci a ač byl na Sílu velmi citlivý a pozvolna se ji sám učil ovládat, měl nařízeno od rodičů uchovávat svou moc v tajnosti.
Tenebrouse, jenž vystupoval na veřejnosti jako konstruktér lodí, následoval do všech koutů galaxie jako jeho účetní a společně pomalu připravovali návrat Sithů. V zapadlých planetách mezi pašeráky a zločinci se Hego cítil jako doma a zdokonaloval své schopnosti v užívání Síly. Sithskou zkoušku vykonal dvacet pět let poté, co se k Sithům přidal, když dostal za úkol zavraždit Kerreda Santheho staršího během banketu na planetě Corulag a mistrnou manipulací pak vraždu svedl na jeho šéfy. Dostal nové jméno Darth Plagueis, ale za celá ta léta byl svým mistrem zanedbávaný, neboť ho zajímalo jen, aby uměl zacházet s midi-chloriany. Plagueis se proto učil ovládat Sílu a studoval sithská umění sám a potají, a samozřejmě daleko důkladněji, než by si jeho mistr kdy pomyslel. Nedlouho po složení sithské zkoušky zemřel jeho otec Caar a zdědil po něm ohromné jmění, jeho podíl v bankovním klanu a měsíc Sojourn, kde se každoročně konalo neformální setkání vlivných politiků, velkopodnikatelů a zástupců galaktických kartelů, které pořádal Damask Holding, bývalý Muunský bankovní klan. Plagueis tato setkání využíval k prosazování sithských zájmů, k šíření rozsáhlé korupce a k přípravě „vhodných“ lidí pro ovládnutí galaxie, které Darth Tenebrous vytipoval.
V roce 67 BBY Darth Tenebrous objevil na nehostinné planetě Bal'demnic bohaté naleziště vzácné rudy cortosis, schopné odolat i světelnému meči, kam se vydal i s Plagueisem rudu natěžit osobně a beze svědků. Avšak ruda při těžbě uvolňovala velice reaktivní sloučeninu, těžební sonda byla poškozená a nereagovala na příkazy. Sondu nedokázali oba Sithové zničit ani blesky, a tak se vydali na útěk. Stěny v dole se přehřály a následný výbuch je dostihl dříve, než stihli zmizet ve své lodi. Tenebrous oba zachránil protiohnivým Silovým štítem a pak se zaměřil na záchranu lodi, na níž začal padat strop. Plagueis mu zprvu pomáhal, ale uvědomil si, že nadešla chvíle zaujmout mistrovo místo, takže několik padajících kamenů nasměroval přímo na něj. Strop spadl nejen na Darth Tenebrouse, ale i na loď. Jeho mistr přežil, ale byl zlomen, a tak svůj plášť Temného pána dobrovolně předal svému učedníkovi, jenž prohlásil, že se z planety dostane i bez jejich lodi, a že s jeho smrtí skončí i Baneovo Pravidlo dvou. Poté mu Plagueis zlomil vaz, ale sám omdlel.
Za několik hodin se Plagueis probral a ohledal vchod do jeskyně a zničenou loď. Místo vypadalo přesně jako po havárii, tak z lodi jen odnesl své věci a svůj i Tenebrův světelný meč. Vydal se do nejbližšího města, vzdáleného stovky km, a s pomocí temné strany Síly překonal hlad, bolest, i nebezpečné živočichy a divochy z kon'meských vesnic. Za několik dní se ve městě tajně nalodil na nákladní loď, kde vnikl do mrazáku s rybami a uvedl se do muunské stáze, v níž přečkal část cesty, než ho posádka odhalila. Sliboval jim bohatství a náhradu škody, když ho odvezou na Muunilinst, ale nikdo mu nevěřil. Vyjednávání skončilo masakrem celé posádky světelným mečem. Vrátil se na Sojourn, kde se zrovna konala schůze s významnými hosty: Gardulla Hutt, Qayhuk z Yinchorie a představitelé gossamského podniku Subtext Mining. Plagueis jim vyhrožoval a svedl na ně vinu za smrt svého mistra. Gossamové pod tlakem odhalili informaci o nedávno objevených bohatých ložiscích vzácného plazmatu pod Theedem, hlavním městem Naboo, čímž si zachránili život, ale ze strachu před Hegem Damaskem poté uprchli na nejodlehlejší svět ve Vnějším pásu. Krátce poté ho ale informovala bezpečnostní jednotka Slunečních stráží, že se do areálu infiltroval vetřelec. Muunský Temný pán pocítil, že je citlivý na Sílu, a tak záležitost vyšetřoval osobně, neboť měl podezření, že se jedná o Jedie. Zaútočil však na něj Bith s rudým světelným mečem a Plagueis si chvíli myslel, že jeho mistr nějakým způsobem přežil. Tento Bith se mu ale představil jako Darth Venamis, skutečný učedník Darth Tenebrouse, a má za úkol popravit Plagueise. Venamis měl zprvu díky informacím od Tenebrouse v boji výhodu, ale Plagueisovi se povedlo ho nakonec odzbrojit. Darth Venamis uznal porážku a zkusil Plagueise přimět, aby ho přijal za svého učedníka. Muunský lord jen s úsměvem nakázal jeho zlomené mysli, aby se sám otrávil, a pobaveně sledoval smrt svého soka, jehož tělo pak použil pro své experimenty s midi-chloriany. Na Venamisově lodi získal seznam jeho potenciálních učedníků, které posléze postupně navštívil a zlikvidoval.
V roce 65 BBY se Darth Plagueis vydal coby Hego Damask na obchodní cestu na Naboo, kde se zrovna konaly volby krále, v nichž o korunu bojovaly konzervativní proudy a liberálové, kteří hlásali otevřenost ke galaxii a Republice. Setkal se se šlechticem Bonem Tapalem, aby mu zajistil prostřednictvím Damask Holdingu a svých styků s představiteli Obchodní federace štědrou finanční podporu v předvolební kampani výměnou za prosazení zájmů jeho korporace, tedy zdroje plazmatu pod Theedem. Nejváženějšími protivníky byli dva konzervativci Vidar Kim, sekretář senátora za chommelský sektor, a vlivný aristokrat Cosinga Palpatine. Plagueisovi brzy bylo jasné, že Tapalo musí mít informátora z blízkého okruhu konzervativců, a Damaskovi lidé zjistili, že se jedná o sedmnáctiletého studenta místní univerzity a syna Cosigny Palpatina, který si říká jen Palpatine. Plagueis ho pozval na schůzku a nechal se jím provést po Theedu. Při rozmluvě si povšiml zájmů tohoto mladíka o politiku, o jeho podporu otevřenosti galaxii a o tajemnou historii, sithské obzvlášť. Plagueis usoudil, že se Palpatine výborně hodí jako jeho spojka k prosazování jeho zájmů na Naboo, a tak mu nabídl místo agenta Damask Holdingu. Palpatine nabídku přijal pod podmínkou, že se bude zodpovídat pouze jemu. Plagueis byl spokojen, neboť jeho plán na sražení galaxie do kolen obsahoval mimo jiné i zvolení jeho člověka na pozici Nejvyššího kancléře Republiky, kterého by ovládal. Po dřívějším krachu jednání se senátorem Paxem Teemem při závodech kluzáků na Malastaru, kde Damask Holding sponzoroval závodníka Gardully Hutta místo senátorova favorita, usoudil, že by vhodným kandidátem mohl být právě Palpatine.
Proto se o měsíc později vrátil na Naboo. Ihned po příletu byl Plagueis zatčen a odvlečen na venkovní sídlo Cosinga Palpatina, kterému se doneslo, co vše jeho syn dělal a s kým se stýká. Z Naboo byl na přání Cosigny Palpatina, jenž mu nařídil vyhnout se jeho synovi, vyhoštěn. Mladého Palpatina však později našel na Chandrile a sdělil mu otcovy příkazy, které mladého politika velice rozzlobily, dokonce natolik, že se poprvé projevil Palpatinův talent v Síle. Palpatine požádal o radu, jak skoncovat s otcovým špehováním a jak se vymanit z jeho vlivu, také se svěřil, že nehodlá politikařit na malé bezvýznamné planetce, ale touží stát se absolutním vládcem. Potěšený Plagueis mu vyhověl pod podmínkou, že zpřetrhá všechny vazby, zejména rodinné. Přitom mu lhal, jak přišel po otcově smrti ke svému jmění poté a vyprávěl, jak své smyšlené sourozence otrávil. Plagueis tím cíleně vábil Palpatina na Temnou stranu a zároveň to dělal tak, aby je spolu viděli Cosingovi lidé. Vše se stalo tak, jak Plagueis plánoval, a Palpatine v záchvatu hněvu vyvraždil celou svojí rodinu na palubě jejich lodi. Palpatine pak svého muunského přítele žádal o pomoc a Plagueis nechal zamaskovat tragédii jako nešťastnou náhodu. Na palubě Plagueisovy lodi se plně projevily největší Palpatinovy přednosti, tedy zákeřnost, lstivost a přetvářka. Palpatine poklekl před svého muunského přítele, který mu konečně vyzradil svou skutečnou identitu, a zaslíbil se sithskému řádu. Plagueis mu následně udělil jméno Darth Sidious.
V dalších letech Sidius studoval pod vedením Plagueise Temnou stranu Síly a od mistra se naučil mnohé, kromě temné strany ho učil i o straně světlé, což bylo potřebné, aby mohl Sidious zničit Jedie zevnitř. Sidious zesílil více než jeho mistr a zároveň se stal i mnohem ambicióznějším, než Plagueis čekal, a tak mu mistr začal jisté znalosti tajit. Tato nedůvěra se projevila na straně druhé i tím, že si Sidious potají nalezl na Iridonii vlastního učedníka a bez Plagueisova vědomí ho začal trénovat. Plagueis byl totiž posedlý možnostmi nesmrtelnosti a praktikoval nejhlubší, nejtemnější tajemství Síly. To obsahovalo i jeho schopnost manipulovat s midi-chloriany a to nejen proto, aby zachránil ty, které miloval, ale aby stvořil nový život. Dítě vytvořené touto metodou by bylo podle Plagueise ztělesněním samotné Síly. Právě tato tajemství Dartha Plagueise zásadně spojovalo s mladým mužem, předurčeným k tomu, aby se stal Sithem – s Anakinem Skywalkerem. Je velmi pravděpodobné, že Plagueis stál za Anakinovým zázračným zrozením. Později byl Plagueis zabit svým vlastním učedníkem, jenž byl po letech působení v galaktickém senátu konečně v roce 32 BBY zvolen Nejvyšším kancléřem Republiky. Během následné oslavy zvolení se Plagueis opil a usnul, čehož Palpatine využil a svého mistra zavraždil.
Palpatine později vyprávěl takzvanou Tragédii Darth Plagueise Moudrého Anakinu Skywalkerovi, lákaje ho k temné straně tím, že by se mladý Jedi mohl naučit Plagueisově schopnosti zachránit blízké od smrti. Skywalker, nahlodán vizemi o smrti své ženy, byl brzy zlákán a přísahal Sidiousovi věrnost, a tak Sidious prohlásil, že společně Plagueisovo tajemství odhalí.
Zdroje
- Jedi vs. Sith: The Essential Guide to the Force
- The New Essential Chronology
- James Luceno: Star Wars: Darth Plagueis, Del Rey, 2012, str. 379, ISBN 0-345-51128-X
- Darth Plagueis na starwars wiki - Anglicky

| Temný Pán ze Sithu s mistrem Darth Tenebrousem kdy=~100 - 67 BBY | Temný Pán ze Sithu s mistrem Darth Tenebrousem kdy=~100 - 67 BBY | Temný Pán ze Sithu s mistrem Darth Tenebrousem kdy=~100 - 67 BBY |
| ---------------------------------------------------------------- | ---------------------------------------------------------------- | ---------------------------------------------------------------- |
| Předchůdce: Nakonec Darth Vectivus                               | Seznam Sithů                                                     | Nástupce: On sám s Darth Sidiousem jako učedníkem                |

| Temný Pán ze Sithu s Darth Sidiousem jako učedníkem | Temný Pán ze Sithu s Darth Sidiousem jako učedníkem | Temný Pán ze Sithu s Darth Sidiousem jako učedníkem |
| --------------------------------------------------- | --------------------------------------------------- | --------------------------------------------------- |
| Předchůdce: On sám s mistrem Darth Tenebrousem      | ~65 - 32 BBY Seznam Sithů                           | Nástupce: Darth Sidious s učedníkem Darth Maulem    |

### Darth Bane
Darth Bane byl Temný Pán ze Sithu na konci Nových Sithských válek, jeden z nejdůležitějších Sithů v dějinách a zakladatel Pravidla Dvou, které umožnilo Sithům přežít potají tisíc let a nakonec se pomstít na Jediích.
Bane, rodním jménem Dessel, se narodil na planetě Apatros v roce 1026 BBY (před ep. 4), planeta byla významným naležištěm minerálu cortosis ovládaným bezohlednou těžební společností, jejíž praktiky Republika trpěla kvůli potřebě dodávek cortosisu pro válku se Sithy. Desselova matka zemřela při porodu, jeho otec Hurst se živil jako horník a byl alkoholik. Hurst se k Desselovi choval krutě, vybíjel si na něm svou frustraci a často ho bil. Při jednom z opileckých záchvatů vzteku svého syna zbil tak brutálně, že ho téměř zabil. Mladý Dess poté něvědomky použil Sílu a svého otce zabil, všichni včetně jeho však uvěřili, že úmrtí způsobil alkohol. Po Hurstově smrti se Dessel musel protloukat životem sám, už od třinácti let začal pracovat v dolech. Byl samotář a mezi horníky nikdy nezapadl, často byl nucen získat si respekt fyzickou silou. Po jednom z takových incidentů byl z dolů dočasně vykázán bez nároků na mzdu. Chybějící peníze se rozhodl vydělat v kazetní hře proti republikovým vojákům převážejícím cortosis. Dessel díky svému vrozenému nadání v Síle nakonec ve hře zvítězil, ale vyprovokoval přitom hádku, která skončila smrtí důstojníka. Aby se vyhl trestu, uprchl z planety a přidal se k Sithské Armádě.

#### Nové Sithské Války
Po útěku z Apatrosu sloužil Bratrstvu Temnoty několik let jako řadový pěšák v Nových Sithských válkách. V bitvě o Kashyyyk prokázal své zcela mimořádné schopnosti a zajistil své jednotce i veliteli, kapitánu Ulaborovi, nejen přežití ale i velký úspěch. Byl povýšen, získal obdiv a autoritu u jednotky, která se mu stala jakousi druhou rodinou, jakou nikdy nepoznal. V bitvě o Phaseeru dostala jednotka téměř sebevražedný rozkaz vést přímý útok na opevněné stanoviště nepřátel. Všichni z jednotky, včetně Ulabora věděli, že jde o taktickou chybu ale Ulabor neměl odvahu zpochybňovat rozkaz Sithského lorda a tak se podřídil. Dessela to nehodlal připustit, a tak Ulabora pěstí omráčil a jednotku vedl do útoku podle svého. Za pomoci Síly se útok vydařil na plné čáře, ale Ulabor o incidentu informoval nadřízené a nechal Dessela zatknout. Tak byl Dessel předveden před Temného Pána Kopecze, který okamžitě rozpoznal jeho nadání v Síle a nabídl mu nový život učně Temné strany síly. Dessel souhlasil a v souladu s tradicí, odložil své dosavadní jméno a přijal nové. Zvolil si to, kterým ho jeho otec častoval: Bane (Zhouba), když mu dával za vinu smrt své ženy a celý svůj mizerný život.

#### Výcvik na Korribanu
Bane byl poslán na Korriban, na zdejší sithské akademii, pro mimořádně nadané studenty, začal pod vedením ostatních Temných Pánů poznávat tajemství Síly. S dychtivostí a perfekcionalismem se pustil do studia a brzy dohnal většinu studentů včetně těch, kteří byli trénováni už od narození. Po čase na jednom z cvičení vyzval na souboj nadaného studenta Fohargha, kterému se chtěl pomstít za porážku, kterou kterou od něj utpěl při cvičném souboji na začátku studií. Poté, co Foharg znovu porazil Banea a posmíval se mu do tváře, vyprovokoval Banea k výbuchu hněvu. Bane v zuřivosti shromáždil obrovskou energii a pomocí vlny Temné strany Fohargha zabil. Tím závažně poručil pravidla akademie, pro velké nadaní mu však nakonec bylo odpuštěno, akademie si totiž nemohla dovolit přijít o žádné nadané studenty. Touto událostí na sebe Bane zároveň přivolal pozornost Siraka, nejnadanejšího studenta akademie a osobního oblíbence vedoucího akademie, Lorda Qordise.
Po zmíněné nehodě a konfrontaci s Qordisem začal Bane pochybovat o sobě a správnosti cesty po níž kráčí. Trpěl výčitkami svědomí, zvláště poté, co si uvědomil, že v mládí pomocí Síly zabil svého otce. Podvědomě se tak odřízl od Temné Strany, čímž jí nebyl schopný dále používat, jeho mimořádné schopnosti zmizely a ztratil tak respekt učitelů i spolužáků. V zoufalství posléze vyzval na souboj Siraka, ale ten ho bez nejmenších problémů, zahanbujícím způsobem porazil. Po zotavení bylo Baneovi zakázáno studovat s ostatními studenty. Qordis tím chtěl především zesměšnit svého rivala Kopecze, který Banea na akademii přivedl, mimoděk tak ale navedl Banea na cestu jež navždy změnila řád Sithů. Bane byl odsouzen rozvíjet své schopnosti sám, pouze za pomoci archivu akademie, kde byla uchovávaná historii a moudrost starých Sithů, Bratrstvem však nyní považována za zastaralou a překonanou. Téměř nikdo z akademie archiv nenavštěvoval. Bane sám předtím rovněž preferoval vědomosti živých Temných pánů před těmi dávno mrtvými, nyní ovšem zjistil, že se od nich může naučit mnoho. Velice ho zaujal zvláště dávný Darth Revan, díky velkému obdivu k tomuto lordovi si Bane oblíbil titul Darth a začal se ptát proč nikdo v Bratrstvu Temnoty tento titul nepoužívá. Později se Bane dozvěděl, že titul Darth znamená výzvu, označuje svrchovovaného pána, netrpícího žádné soky. V rovnostářském Bratrstvu se tak pochopitelně už tento titul neužíval. Banea si tak poprvé uvědomil zásadní rozpory mezi učením Bratrstva a starých sithských mistrů.
Tou dobou byla na akademii přijata bývalá jediská padawanka Githany, která zběhla k Sithům. Githany svou přirození byla charismatická intrikánka a v pokořeném Baneovi viděla snadný nástroj k odstranění Siraka, jediného studenta, který jí svým uměním převyšoval. Proto se Banea ujala a pomohla mu překonat jeho odcizení od Síly. Bane se tak brzy zbavil svých pochybností a znovu se oddal Temné straně. Zároveň Githany začala Banea potajmu učit tajemství Síly, které si předtím osvojila na hodinách. Byla však rozhodnutá naučit ho jen tolik, aby jí začal důvěřovat a ona mu mohla vnuknout svůj plán na zničení Siraka, ale Bane se ještě začal tajně scházet s mistrem měčů Kas´imem a cvičit se v umění boje se světelným mečem. Kas´im nevěděl o jeho cvičení s Githany a ona nevěděla o jeho lekcích s Kas´imem, ještě s pomocí děl starých mistrů se tak Bane držel ve výhodě nad oba a jeho schopnosti začaly znovu ve svých směrech mocně sílit, svou znovu nalezenou moc se ale rozhodl držet v tajnosti a využít ji až ve správný okamžik. Časem se mezi Baneem a Githany vytvořilo citové pouto, a to i přes to, že to ani jeden nechtěl připustit.
Když se Githany rozhodla vyprovokovat Banea k tomu, aby Siraka pokradmu zavraždil, on už její manipulace prohlédl, ale slíbil jí, že Siraka zničí v souboji. Druhý den v zápasnickém kruhu, Bane podruhé vyzval Siraka, se svou nově nabitou mocí ho tentokrát snadno porazil a oplatil mu ponižující porážku. V poslední chvíli se ale stáhl, dodržel pravidla Bratrstva, a Siraka nezabil. Za své vítězství dostal od Kas´ima zakřivený meč jeho bývalého mistra Na´daze a opětovně získal svou pozici na akademii. Ale Githany se cítila dotčená tajným cvičením Banea s Kas´imem a nenaplněním slibu, který jí Bane dal. Líbila se jí sice jeho lstivost a síla jakou projevil, ale jeho zaváhání na konci souboje ji znechutilo, považovala to za důkaz slabosti a toho, že Bane není schopen plně následovat Temnou stranu, když nedokáže zabít ani svého největšího nepřítele. Rozhodla se proto nyní pomoci Sirakovi zabít Banea. Bane byl mezitím předvolán před Qordise a ten mu řekl, že o jeho cvičeních s Githany věděl a že jeho studium v archívech musí skončit. Obával se totiž, se by studenti mohli začít Bane napodobovat ve studiu staré Sithské filozofie, založené na bezmezné ctižádosti, a tím by mohla být ohrožena křehká jednota Bratrstva. Jasně tak dal najevo, že staré učení považuje za přežitek. Bane nesouhlasil a vydal se do Údolí Temných Pánů hledat moudrost dávných Sithů, aby Lordu Qordisovi dokázal jeho omyl.
Tak se Bane vydal na strastiplnou cestu k Údolí Temných Pánů a cestou přemýšlel o Bratrstvu a o jeho vůdci Lordu Kaanovi. Bane věděl, že v minulosti byli Sithové v boji o nadvládu v galaxii pokaždé poraženi, protože po čase vždy začali bojovat mezi sebou, zatímco rytíři Jedi zůstávali jednotní a nakonec tak vždy získali rozhodující výhodu. Kaan se pokusil tento problém odstranit tím, že znesvářené Sithy přetvořil v Bratrstvu Temnoty, kladoucí důraz na rovnost a solidaritu mezi Sithy. Tím však byli porušeny základní principy Temné strany, Bane si to uvědomil a rozhodl se proto rozejít s Kaanovým učením. Když ale dorazil do údolí přes veškeré úsilí nic nenašel a tak se vydal zpět, cestou málem zemřel ale nakonec se mu podařilo vrátit do akademie. Dorazil právě v okamžiku, kdy byli všichni studenti povýšeni do hodností Temných Pánů a povoláni do rozhodujících bojů na Ruusan. Sirak ovšem využil situaci a společně s dvěma dalšími Zabraky a Githany vlákal a přepadl Banea v archivech, Githany ale rozhodla dát Baneovi šanci a pomohla mu Zabraky zabít. Po tomto boji Bane oznámil, že se k Bratrstvu nepřipojí a ani se nezúčastní bojů na Ruusanu, opustil akademii a než odešel, sebevědomě se prohlásil před Qordisem za Darth Banea, Temného pána ze Sithu.

#### Lehon a holokron Darth Revana
Z akademie se Bane vydal na planetu Lehon, kde před třemi tisíci let Republika za pomoci Revana zničila Star Forge, a snažil se nalézt nějaké artefakty z té doby. V Chrámu Prastarých se mu nakonec podařilo nalézt holokron samotného Darth Revana a začal se učit od něj. Pochopil, že nejvyšší moci Temné strany lze dosáhnout pouze skrze ničím neomezenou ctižádost. Tím, že Bratrstvo vštěpovalo poslušnost a oddanost, sice potlačilo konflikty, ale porušovalo základní principy Temné strany a své následníky odsuzovalo ke slabosti v Síle Temné strany. Na druhou stranu chápal, že příčinou mnoha vítězství Jediů nad Sithy nebyla jejich větší síla, ale nejednotnost a nevraživost Sithů mezi sebou. Proto vymyslel své slavné pravidlo, Pravidlo Dvou, a určil, že do budoucna budou jen dva Sithové, jeden mistr a jeden učedník, ne více a ne méně, jeden aby moc ztělesňoval, druhý aby po ní toužil. K tomu bylo třeba nejprve zničit všechny Sithy a znovu je vytvořit, tak aby mohli zcela noví Sithove z Řádu Sithských lordů zůstat v naprosté tajnosti. Pokud se o nich nikdo nedoví, budou moci ve stínů tiše růst, každý učeň se stane mocnější než jeho mistr a jednoho dne budou moci zničit Jedie ryzími zbraněmi Temné strany.
Když se lord Kaan dověděl o Baneově herezi, přikázal, že se Bane buď musí znovu vrátit k Bratrstvu nebo zemřít. Vyslal proto na Lehon Kas´ima, aby Baneovi tlumočil jeho ultimátum a případně Banea i zabil. Kas´ima se ihned vydal na cestu a skutečně se se svým bývalým žákem utkal. I když Bane zprvu vítězil, pro mistra meče a jednoho z nejlepších sithských šermířů nebylo problém svou tyč rozdělit na dvě oddělené čepele a situace se obrátila. Bane pod nárazem obou mečů začal ustupovat a prohrávat, jeho zlost nad sebou a nad Kas´imem v něm ovšem vyvolala novou explozi energie a on použil temnou stranu a celý chrám strhnul na svého bývalého mistra. Nato se Bane rozhodl napomoci Jediům se zničením Bratrstva, aby si pojistil, že zkáze nikdo z něj neunikne. Poslal proto na Ruusan sondu se zprávou, v níž přiznal, že zabil Kas´ima, ale předstíral, že jeho hledání sithské filosofie skončilo stejně neúspěšně jako v Údolí Temných Pánů a že nyní je ochoten přijmout učení Bratrstva. Zároveň poslal Kaanovi dar na usmířenou, návod na Myšlenkovou bombu, náročný a nevyzpytatelný rituál schopný zničit uživatele síly ve velkém okruhu, jedno z tajemství, které se naučil z Revanova holokronu.

#### Blízko smrti na Ambrii
Lord Kaan však věřil, že vítězství nad Jedii má už jisté a rozhodl se, že Banea do Bratrstva zpátky nepřijme, veřejně ho ale nemohl odmítnout aniž by riskoval rozkol v Bratrstvu. Chtěl se proto nebezpečného Banea spolehlivě a přitom tajně zbavit. Když se Githany nabídla, že využije Baneových citů k ní a zabije ho, Kaan souhlasil. Jako místo ke schůzce byla vybrána Ambriu a tak se tam vydal jak Bane, tak Githany. Bane dorazil první a tak znovu přemýšlel o pravidle Dvou a hlavně o tom koho si vezme jako učedníka. Poté, co Githany dorazila, užili si vášnivých polibků a to i přes to, že Bane poznal, že má Githany rty otrávené jedem. Věděl totiž, jak s pomocí Síly tento jed zničit dříve, než mu bude moci ublížit. Uvažoval jestli by to mohla být Githany, kdo zaujme místo jeho učedníka ale uvědomil si, že je příliš zkažená Kaanovým učením a proto ji poslal pryč. Až později si Darth Bane uvědomil že Githany podcenil, využila jeho pýchy a pomocí běžného jedu zamaskovala jiný, daleko nebezpečnější. Temná strana však nedokáže léčit, na pokraji smrti se tak Bane musel vydat za místním ranhojičem a cestou se udržoval na živu pomocí utrpení druhých, které ho posilovalo. Nakonec se k ranhojičovi přece dostal, jeho jméno bylo Celeb a zprvu odmítal pomoci Sithovi, ale pod pohrůžkami posléze svolil a Banea vyléčil. Znovu zdravý a silný Bane odletěl z planety rozhodnut zničit Kaana a jeho Bratrstvo více než kdy dřív.

#### Ruusan a destrukce Sithů
K Bratrstvu se Bane vrátil těsně před šestou bitvou o Ruusan. Šokován Baneovým návratem, se Kaan podvolil jeho návrhu, že útok na Jedie bude proveden prastarým rituálem Temné Strany. K tomu Bane spojil ostatní lordy do meditace a na nic netušící Jedie vypustit temnou vlnu energie, která jim způsobila těžké ztráty a přinutila je vyklidit kryté pozice, nicméně lord Kaan rituál předčasně ukončil s tím, že Jedie dorazí v regulérní bitvě. Bane tak cestoval zpět do sithského tábora aby mohl dokončit svůj plán na vyhlazení Bratrstva. Hned po příjezdu do tábora ho konfrontoval Qordis a nabídl mu pomoc při svržení Kaana a v ovládnutí Bratrstva. Bane znechucen Qordisovým nepochopením nutnosti vyhladit Bratrstvo pro obrození Sithů, ze svého mistra pomoci Síly vysál život a mrtvou skořápku nechal ležet. Poté pomocí lsti přiměl sithskou flotilu na oběžné dráze planety, aby přerušila blokádu a napadla tu Jediskou flotilu. Tím umožnil, aby byly Armádě Světla na povrch planety dopraveny posily, což rozhodlo bitvu. Sám velitel Armády Světla Lord Hoth málem zemřel ale posily ho zachránily a donutily vojsko Sithů k ústupu.
Poté, co Bane zpečetil sithskou porážku, přiměl zoufalého Kaana si myslet, že dokáže svými telepatickými schopnostmi ovládat nejen Bana, ale i ničivou sílu samotné myšlenkové bomby. Kaan proto odvedl ostatní Temné Pány do jeskyně, aby tam nalákali Jedie a použili Myšlenkovou Bombu. Pouze dva jiné Sithové se Kaanovu šílenému plánu vzepřeli a to lord Kopecz, který raději zvolil smrt v boji, a Githany, která se původně k rituálu přidala, ale když si uvědomila Kaanovo šílenství, osvobodila se z něj a vydala se na útěk, nestihla se však dostat dost daleko. Když Jediové dorazili do jeskyně, lord Kaan je pozdravil a vysmál se jim. Věřil, že společnými silami se před účinky bomby ubrání a tak jí vypustil. Vlna ničivé energie okamžitě zabila všechny Jedie v čele s Hothem i se všemi Sithy. Mnoho mil odsud přeživší Jediové cítili zkázonosné účinky myšlenkové bomby a byli si tak jisti, že všichni Sithové byli jednou pro vždy vyhlazeni. O Baneovi se nedozvěděli a ten tak mohl začít se svým vlastním Sithským řádem. Ještě při útěku z Ruusanu narazil Bane na dívenku jménem Zannah, v níž rozpoznal mocné nadání v Síle, a přijal ji za svou učednici.

#### Období po Ruusanu
Hned po Ruusanu se Bane vydal pátrat po holokronu Freedona Nadda, který posléze skutečně nalezl. U holokronu byl však napaden tvory známými jako Orbaliskové, odolnými parazity živícími se temnou silou, schopnými absorbovat i rány světelnými meči. Ti mu způsobili obrovskou bolest, když se do něho zakousli a přichytili k jeho tělu, orbaliskové se časem množili a nakonec pokryli celé jeho tělo (s výjimkou hlavy, na které nosil zvláštní helmu) a vytvořili mu tak neprostupné orbaliskové brnění, které se pro Banea stalo charakteristické.
V dalších dvou desetiletích po bitvě o Ruussan se Bane intenzivně věnoval výcviku své učednice, budování špionážní sítě po celé galaxii a shromažďování moudrosti starých sithských mistrů. Jedním z tajemství Temné strany Síly, které si osvojil, byla dávno ztracená výroba holokronů nebo Andedduův rituálce přenosu bytí, který použil při finálním souboji se svou učednicí Zannah a téměř se mu podařilo ukrást si její tělo pro sebe. Nakonec sice prohrál, ale část jeho pak dále přežívala uvnitř jeho bývalé žákyně.

#### Odkaz
Netrvalo dlouho a Baneův řád byl znovu objeven Jedii a ti se tak dozvěděli jak o Pravidlu Dvou tak o Baneovi samotném. Bohužel pro ně si mysleli že po jeho smrti už žádní Sithové nejsou a že Sithové vymřeli jednou pro vždy. Skutečnost byla ovšem jiná.
Během své vlády vytvořil Darth Bane holokron, který se v roce 137 ABY dostal do rukou Darth Kraytovi. Jeho holokron společně s holokrony Darth Anddedua a Darth Nihiluse byli Kraytem shromážděni na Korribanu kde od nich Krayt žádal moudrost, aby se mohl vyléčit. Bane nicméně Krayta odmítl s tím, že nedodržel Pravidlo Dvou a jeho Pravidlo Jednoho je pro Sithy nedobré.

#### Sith´ari
Darth Bane je jedním z nejpravděpodobnějších kandidátů na prorokovaného Sith´ari, nespoutanou bytost představující dokonalé ztělesnění Temné strany Síly. Podle proroctví Sith´ari povede všechny Sithy a zničí je, aby je znovu oživil z mrtvých a učinil silnějšími. Bane zničil Bratrství temnoty (tehdejší podobu sithského řádu) a nahradil ho svým novým, Pravidlem dvou a sám ho vedl jako vládce Sithů. V jistém smyslu byl ale Sith´arim každý Sith dodržující Pravidlo Dvou, který se stal dost silným na to, aby dokázal zabít svého mistra. To nakonec vyvrcholilo v založení Impéria a vládu Darth Sidiouse a téměř úplné vyhlazení Jediů.
Zdroje
- Darth Bane na starwars wiki (anglicky)

### Darth Zannah
Darth Zannah byla první Sithská učednice v Řádu Sithských Lordů a žákyně Darth Banea.
Narozena na Somov Rit, Zannah, známá jako Rain, byla sestřenice Roota, Tomcata (Darovita) a Buga (Hardina). Jako malá dívka byla rekrutována do boje po boku Lorda Hotha v Armádě Světla během bojů o Ruusan. Poté, co dorazila na Ruusan, byla považována za mrtvou, když spadla z lodě, která ji vezla – bez vědomí Jediů. Nicméně pád přežila a spřátelila se s Bouncerem jménem Laa. Byla přítomna v Šesté bitvě o Ruusan, když jí bylo předpovězeno, že se stane velkým Temným Jediem. Poté, co byla Laa spolu s dalším Bouncerem zabita dvěma Jedii, Rain vypustila svůj hněv a oba Jedie zabila. Tím pocítila temnou stranu a vydala se její cestou. Krátce po této ukázce hněvu byla nalezena Darth Baneem. Ten se rozhodl, že z ní vychová svého učedníka.

#### Mládí
Zannah byla jedna z mnoha dětí, rekrutovaných do Armády Světla a boje proti Sithům. Žila na Somov Rit se svým bratrancem Darovitem, Hardinem a Rootem a jako všichni na Somov Rit, byla známa jen pod svou přezdívkou Rain. Na rozdíl od Darovita a Hardina, Rain nejevila žádné známky spojení se Silou, a když Jediský průzkumník Torr Snapit dorazil na planetu hledajíc na Sílu citlivé jedince, kteří by se připojili k Armádě Světla, nechtěl jí vzít sebou. Avšak Rain nechtěla zůstat, když její bratranci jdou do války a když předvedla malou ukázku použití Síly (to ovšem byl podvod a Sílu použil Darovit) Snapit souhlasil a vzal ji, Darovita a Hardina bojovat na Ruusan.
Po dosažení Atmosféry Ruusanu byla jejich loď napadnutá Buzzardy u Bratrstva Temnoty. Jakmile loď zasáhli, udělali do ní velkou díru a Rain z lodi vypadla do lesa, který se nacházel pod lodí. Její Bratranci věřili, že byla mrtvá ale ve skutečnosti byla zachráněna Bouncerem Laaou, který se zrovna prolétával kolem. Po tom co Rain dopadla na Laaina jemná záda, strávila s ní mnoho dnů a zotavovala se. Během Šesté Bitvy o Ruusan, Temní Pánové ze Sithu použili Sílu k vygenerování vlny destrukce, která zničila les a planiny na míle kolem. Rain a Laa byly zasaženy touto vlnou ale Rainino nevědomé používání Síly, zachránilo ji, Laa i místo, na kterém odpočívali Rain si uvědomila, že je silná v Síle a doufala, že se stane velkým Jediem, ale Laa ji předpověděla, že se nestane Jediem ale velkým a mocným Temným Jediem. Rain se ihned pokusila zabít skokem z útesu ale rozhodla se, že její osud nebude kontrolován žádným snem a pomocí Síly se zachránila.

#### Pád k temné straně
Se zkázou Ruusanu mnoho Bouncerů zešílelo a posílali obrázky smrti do hlav přeživších. Jedi Petja se svým společníkem, se rozhodli, že raději Bouncery zabijí, než by riskovali paniku ve svém mužstvu, ale když tuto činnost prováděli, zastřelili i Laa Tito dva Jediové viděli Rain jak spadla z mrtvého těla Bouncera a ihned se k ní rozběhli. Ve svém hněvu Rain použila temnou stranu Síly a oběma mužům zlomila krky a s brekem se vrátila k mrtvé Laa. To bylo v době, kdy Sithský Pán, Darth Bane, hledající učeníka, dorazil. Cítil její moc a promluvil k ní. Rain řekla že je vrah a že se to zdá být v pořádku a zvolila si připojit se k Baneovi. Od této chvíle přestala používat svou přezdívku, a začala pouívat své pravé jméno Zannah. Po bitvě, společně s Baneem navštívili jeskyně, kde Kaan vypustil Myšlenkovou Bombu, a tam se střetla se svým bratrancem Darovitem, jenž se snažil Banea zastavit. Zannah způsobila, že Darovitova ruka explodovala a Bane se jí zeptal proč ho nechala žít. Její odpověď byla, že v jeho zabití by nebylo ani uspokojení ani užitek. Po zničení Sithů, jimi samými, Bane přetvořil řád tak, že existují jen dva Sithové, mistr a učedník.

#### Baneova učednice
Zannah s Baneem necestovala na Dxun, místo toho se s ním měla setkat na Onderonu potom, co Bane dotvořil své plány pro vlastní Sithský řád. Na Onderonu vzal Bane Zannah jako svou učednici a dal jí titul Darth, který bude přecházet z mistra na učedníka v tomto jeho řádu. Jako součást mise se stala Zannah milenkou Twi'leka jménem Kelad'den, člena Anti-Republikové Osvobozenecké Fronty. Přesvědčila Twi'leka aby se pokusil zabít Nejvyššího Kancléře Tarsuse Valoruma, který se nezdařil a vyústil ve smrt čtyř členů. Po tomto nezdaru byla Zannah předvedena před vůdce této frakce. Jakmile se k nim dostala, použila sithské schopnosti a způsobila, že se jeden z vůdců zbláznil. Zabila pak další dva až zbyl jen jediný vůdce a to Hetton. Ten jí pověděl, že celý život čekal na někoho, jako je ona. Odhalil ji, že posledních třicet let strávil sběrem různých artefaktů temné strany. V jeho výzkumu objevil i dlouho ztracenou hyperprostorovou cestu vedoucí na planetu Tython, kde ležel – jak se dozvěděl – chrám Temné Paní jménem Belia Darzu, která znala mimo jiné tajemství tvorby holokronů. Během jejich konverzace, Hetton odhalil, že má k dispozici osm maskovaných zabijáků z akademie v Umbaře a pokud ho přijme za učedníka, budou ji přísahat loajalitu. Protože její mistr potřeboval znát tajemství stavby holokronu, Zannah Hattona podvedla a přijala ho za učedníka. Jakmile obdržela data kartu veškerých jeho znalostí, vzala jeho i Umbaranské zabijáky na Ambriu, zaútočit na Banea. Hetton a jeho strážci byli zabiti a Zannah zatím vše sledovala. Bane v domnění, že ho Zannah zradila, na ní zaútočil. Nebyla pro Banea žádný protivník a ten ji brzo zatlačil do kouta a ta v poslední chvíli vykřikla, že zná tajemství tvorby holokronu. To byla jediná věc v tu chvíli, která Bane mohla zastavit, aby ji nezasadil smrtelnou ránu. Zannah mu řekla, že má informace, které potřebuje k tvorbě holokronu a podala mu data kartu, překvapená, že nebyla během souboje zničena. Poté mu vysvětlila, že pouze využila Hettona, aby mohla kartu doručit. Dále vysvětlila, že věděla že Bane nepřátelé porazí a proto mu nepomohla a vše jen sledovala. Bane se ji zeptal, „Co kdyby mě porazili?“ a Zannah odpověděla, „Pak by si nebyl hoden toho, být Temným Pánem ze Sithu.“ Když Bane odletěl na Tython objevit tajemství tvorby holokronu, Zannah byl přidělen jiný úkol. Vydala se do Chrámu Jediů pod jediským alias Nalia Adollu a její cíl byly Archívy Jediů a v nich nalézt informaci pro svého mistra, jak z jeho těla odstranit orbalisk. Zatímco byla v archívech, její bratranec Darovit přišel na Coruscant a podkal ji. Jakmile získala informace, které potřebovala, vzala bratrance na palubu Lorandy, aby tak zabránila případnému odhalení ze stran Jediů. Potom se společně vydali na Tython, kde se setkali s Baneem. Následoval souboj Jediů se Zannah i s jejím mistrem, Zannah byla téměř přemožena masivním Jediem jménem Sarro Xaj. Nicméně jakmile byla jediská Bitevní Medice, kterou produkoval Jedi Worror zničena, Zannah snadno svého soka porazila. Použila své Sithské maskovací schopnosti a vplížila se za Rastu Lsu a zabila ji ranou do zad. A nakonec po tom, co Bane odzbrojil Jedie Johuna Othona, Zannah ho snadno zabila. Protože Bane byl v duel zraněn, Zannah musela použít Sílu, aby ho dostala na palubu Lorandy. Společně se vydali zpět na Ambriu za léčitelem Celebem. Zannah však nebyla schopna Celeba přesvědčit, aby jejího mistra vyléčil zato se to podařilo Darovitovi, který s Celebem uzavřel dohodu. Podmínka byla ta, že Zannah vyřadí Lorandu a přivolá Jedie, aby ti mohli Banea zatknout. Zannah souhlasila avšak brzy změnila názor když po rozhovoru se svým mistrem zjistila, že ten je stále schopný racionálního uvažování. Zabila Celeba a rozsekala ho na mnoho kousků, sebe a Banea ukryla pod Celebovou chatrčí a díky svým Sithským kouzlům, způsobila, že Darovit zešílel. Když Jediové dorazili, Darovit je napadl. Ti uvěřili, že on je Sithský Pán a zabili ho. Naštěstí pro Banea a Zannah, jediové ignorovali Lorandu a tak s ní mohli zatím ještě ukrytí Sithové později odletět kamkoliv. Zannah řekla svému mistrovi, že jednoho dne bude dostatečně silná a znalá aby ho přemohla a sama se stala jeho nástupcem, a sama se stala mistrem, nicméně ta doba je ještě daleko. Když Bane toto slyšel, usmál se a dal ji zapravdu.

#### Síly & schopnosti
Darth Zannah byla mistryně formy boje se světelným mečem zvané Soresu. Díky svému dvojbřitému světelnému meči a této formě, dokázala vytvořit velmi těžko proniknutelnou obranu. Také byla velmi talentovaná v učení Temné strany síly, dokázala se ukrýt do falešné aury světlé strany nebo se v Síle maskovat úplně. Také dokázala do lidí promítat jejich největší strach což způsobilo, že se dotyční zbláznili.

#### Odkaz
Jako Sithský Pán, Zannah vlastnila unikátní červený dvoubřitý světelný meč poháněný krystalem, který jí dal sám Bane. Na rozdíl od většiny dvojbřitých světelných mečů, které měly tradičně každou čepel dlouhou kolem metru a půl, její byly sotva metr dlouhé. To bylo z důvodu efektivnější obrany za použití méně síly. Dlouho po její smrti se tento světelný meč dostal do vlastnictví Generála Grievouse a později N-K Necrosis.
Zdroje
- Darth Zannah na The Star Wars Wiki - (anglicky)

### Další postavy
- Darth Cognus
- Darth Millennial (z řádu Sithů utekl, neboť nesouhlasil s Pravidlem dvou)
- neznámý druhý učedník Darth Cognuse po Millennialově útěku
- neznámé generace Sithských lordů
- neznámé generace Sithských lordů
- Darth Guile
- Darth Gravid
- Darth Gean
- neznámé generace Sithských lordů
- Darth Ramage
- neznámé generace Sithských lordů
- Darth Tenebrous
- Darth Venamis (tajný učedník Tenebrouse)

## Doba po Impériu
- Lumiya
- Flint
- Carnor Jax
- Kyp Durron (Prohlásil se sám pod vlivem Exara Kuna)

## Éra Odkazu
- Lumiya
- Darth Krayt
- Darth Wyyrlok I
- Darth Wyyrlok II
- Darth Wyyrlok III
- Darth Maladi
- Darth Talon

### Jacen Solo
Jacen Solo je fiktivní postava ze světa Star Wars. Je synem Hana Sola a Leii Organa a synovcem Luka Skywalkera. Jeho sourozenci jsou Jaina Solo a Anakin Solo.

## Neznámá doba
- Dathka Graush
- King Adas
- General Xendor
- Arden Lyn
- Darth XoXaan
- Darth Celeste Morne
- Darth Andeddu
- Darth Karness Muur